# 東京スカイツリー
- 東武鉄道 > 東京スカイツリータウン > 東京スカイツリー
- 東武グループ > 東武タワースカイツリー > 東京スカイツリー

東京スカイツリー（とうきょうスカイツリー、英: TOKYO SKYTREE）は、東京都墨田区押上にある電波塔（送信所）。2012年2月29日に完成し、同年5月22日に電波塔・観光施設として開業した。
東京のランドマークの一つ。高さは634 mで、タワーとしては世界第1位。建築物としてはブルジュ・ハリファ、ムルデカ118（PNB118）に次ぐ世界第3位となる。
商業施設「東京ソラマチ」やオフィスビル「東京スカイツリーイーストタワー」が併設されている。東武鉄道の旧:業平橋駅（現:とうきょうスカイツリー駅）の貨物駅跡地に建設された東京スカイツリータウンを構成する中核施設である。とうきょうスカイツリー駅・押上駅と直結している。
東武鉄道子会社の東武タワースカイツリー株式会社によって建設・運営されており、東武グループのシンボル的存在である。東京スカイツリーについての名称・ロゴマーク・シルエットデザイン・完成予想コンピュータグラフィックスといった知的財産は東武タワースカイツリー株式会社等の著作権および商標権により保護されている。このため公式案内では「東京スカイツリー®」と®マークが記載されている。

## 概要
既存の電波塔の東京タワー（港区芝公園）が位置する都心部では、超高層建築物が林立して影となる部分に電波が届きにくくなっていたほか、ワンセグやマルチメディア放送といった携帯機器向けの放送を快適に視聴できるようにするなどの目的もあって、2000年頃から首都圏各地で新タワーについての誘致活動が行われていた。2003年12月には日本放送協会（NHK）と在京民間テレビ局5社（TBSテレビ・日本テレビ・フジテレビ、・テレビ朝日・テレビ東京）が600メートル級の新しい電波塔を求めて「在京6社新タワー推進プロジェクト」を発足。新タワー構想を推進していくことで建設に向けた計画に進展が付いた（建設地決定についての経緯は後述）。
東京都墨田区に所在する、東武伊勢崎線（東武スカイツリーライン）のとうきょうスカイツリー駅と京成押上線・都営地下鉄浅草線・東武伊勢崎線（東武スカイツリーライン）・東京メトロ半蔵門線の押上駅の間に挟まれる、東武鉄道所有の貨物駅跡地（のち業平橋駅旧3 - 5番線ホーム、2003年廃止）、および2007年まで生コンクリートを製造していた東京エスオーシー（住友大阪セメント）業平橋工場の跡地に建設された。当地区は航空法上、東京国際空港（羽田空港）の制限表面の外側水平表面が被さる地域であるため空港標点の海抜295メートルまでの建造物しか建てられなかったが、2005年4月28日に高さ規制区域が見直されて建設可能となった。
事業主体は東武鉄道の完全子会社である東武タワースカイツリー株式会社であり、同事業費は約500億円とした。このために、同社は500億円のユーロ債のCBを発行して資金調達を行っている。建設費は約400億円。総事業費は約650億円。施工は大林組、設計は日建設計である。テレビ局からの賃貸料および観光客からの入場料などで収益を得る見込みであった。
2008年7月14日に着工され、3年半の期間をかけて2012年2月29日に竣工した。2012年5月に展望台として開業し、2011年12月から2013年5月にかけて放送局の試験放送ならびに本放送を実施する計画であった。
東京タワーの建造時（1957年 - 1958年）に比べ鋼材の品質や溶接技術・各種構造計算（シミュレーション）などの設計技術・基礎部の特殊な工法が大きく進歩したことにより、東京タワーの建築面積を大きく下回る面積ながらこの高さの自立式電波塔の建設が可能となった。また、全体の主要接合部が溶接により建設されているが鋼管同士を直接溶接接合する分岐継手を採用し、軽量化と耐震性を増している。主要鋼材はH鋼ではなく鋼管が使用された。構造が鉄骨造としては稀に見る複雑さであり各部材に要求される寸法等の精度も一般建築物とは桁違いであるため、鉄骨部材を作成する工場のうち国内のレベルの高い工場の多くは一時的にスカイツリーの部材製作で繁忙を極める状態となった。このため、溶接作業の一部には手作業による職人技が寄与している部位も多分にある。
2006年5月に第一生命経済研究所が出した予測 によると開業から1年で300万人が訪れると仮定、経済効果を473億円と試算している。また2008年1月公表の墨田区「新タワーによる地域活性化等調査報告書」では東京スカイツリーへの来場者を年間552.4万人、東京スカイツリーに併設される商業施設などを含めた開発街区全体での来場者数を年間2,907.9万人と試算している。

### 計画の基本的情報
- 計画名：業平橋押上地区開発計画（新タワー計画）
- 所在地：東京都墨田区押上一丁目1番1号他
- 建築主：東武鉄道、東武タワースカイツリー
- 施工：大林組
- 設計・監理：日建設計[注釈 2]
- 監修者：澄川喜一、安藤忠雄
- 階数：地下1階・地上29階・塔屋4階（床のない層は除く）
- 高さ：634メートル[注釈 3]
- 敷地面積：36,844.39平方メートル（施設全体）
  - 建築面積：31,832.60平方メートル（施設全体）
  - 延べ面積：229,410.30平方メートル（施設全体）
- 建設地点：ほぼ平行する東武伊勢崎線と北十間川間の幅約100メートル強と都営地下鉄浅草線に囲まれた場所に一辺約68メートルの三角形型の基礎。東西に向く一辺は北十間川とほぼ平行。
- 構造：鉄骨造、鉄骨鉄筋コンクリート造、鉄筋コンクリート造
  - 鉄骨：最大直径2.3メートル、厚さ10センチメートル[12]
- 基礎工法：場所打ちコンクリート造（一部鉄骨鉄筋コンクリート造）工法固有名称：ナックルウォール工法
  - 基礎の深さ：50メートル[12]
- 地上部分本体重量：約41,000トン[12]
- 用途：電波塔、展示場、店舗、ミュージアム、事務所、ホール、各種学校、地域冷暖房施設、駐車場
- 電波塔内の施設：放送施設・展望施設（第1展望台・第2展望台）・商業施設ほか
  - 高さ350メートルの第1展望台天望デッキにはレストランやカフェ、ショップなども併設される。また4階には出発ロビー、5階には到着ロビーがそれぞれ設置される。
  - 高さ450メートルの第2展望台には天望回廊と呼ばれるチューブ型でガラス張りの回廊を設置。天望回廊は第2展望台の2つのフロアを結ぶ約110メートルのスロープになっている。
- エレベーター：地上4階からH350の高さにある第1展望台まで約50秒間の分速600 m /40人乗り4台（東芝製、うち2台は1階まで到達する）、第1展望台とH450の高さにある第2展望台を結ぶ約30秒間の分速240 m /40人乗り2台（日立製）、昇降距離が464.4メートルと日本最長である、地下駐車場（地下1階）から天望回廊のさらに上の高さであるH458までを結ぶ分速240メートル（非常時：分速540メートル）27人乗り業務用2台（東芝製）[13]、そのほかにも第1展望台内の移動用に1台（日立製）、タワーの足元の施設に4台がある（日立製）[14]。
- 収容人数：天望デッキ（第1展望台）：約2,000人、天望回廊（第2展望台）：約900人[12]
- 非常階段数：2523段（地上1階から天望回廊上のH458フロアまでの数。ノンスリップの色はA階段が緑、B階段が赤である）[15]。
- タワー周辺は東京スカイツリータウンとして整備され、地上31階建てのオフィス棟のほか、中層の商業棟、広場、約1,100台分の駐車場なども建設された。
- 高度・高さは、Height の頭文字「H」で示している。例えば、高さ350メートルならH350で示される。

### 高さ

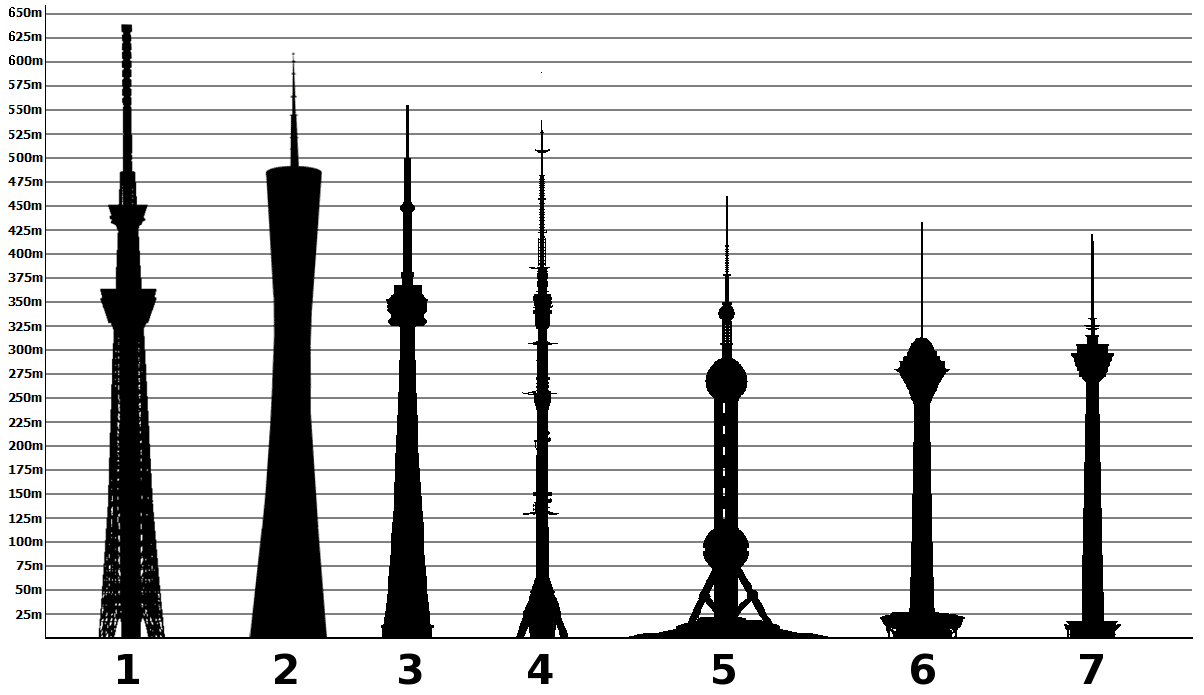
世界の塔の高さランキング（支線式鉄塔を除く）
1. 東京スカイツリー（日本）
2. 広州塔（中国）
3. CNタワー（カナダ）
4. オスタンキノ・タワー（ロシア）
5. 東方明珠電視塔（中国）
6. ボルジェ・ミーラード（イラン）
7. クアラ・ルンプール・タワー（マレーシア）

現存する電波塔としては支線式鉄塔のKVLY-TV塔（アメリカ）の628.8メートルを上回る世界第1位。2011年11月17日に世界一高いタワーとしてギネス世界記録の認定を受けた。人工の建造物としてはブルジュ・ハリファ（アラブ首長国連邦・ドバイ）の828メートル、ムルデカ118（マレーシア・クアラルンプール）の679メートルに次ぐ世界第3位となる。
東京都心部で立ち並ぶ200メートル級の超高層ビルの影響を受けない高さとして、NHKと在京民放キー局5社が「600メートル」という数字を要請し、着工当初は高さを610.6メートルとする計画であった。建設計画を策定する中で当時世界一の高さのカナダオンタリオ州・トロントにあるCNタワーを上回る。またアメリカイリノイ州・シカゴに建設予定のあった「シカゴ・スパイア」（2008年建設中止、2010年計画取消）のアンテナを含めた高さが約2,000フィート（約609.6メートル）だったため、「610メートル」という数字になったという。構想段階では世界一高い建造物を目指していたが、完成時の高さを非公開にして建設していたブルジュ・ハリーファが高さ828メートルで完成した。
2009年10月16日に計画を修正し、高さ634メートルを目指すことを発表した。数字には東京近辺の旧国名である武蔵国（「むさし」のくに）の語呂合わせも考慮したとしている。2012年5月14日の開業記念式典後の記者会見で根津嘉澄東武鉄道社長が語ったところによれば、当初は東京タワーの2倍の666メートルの計画だったが、設計者から少し低い高さにすべきと言われ、浅草寺が創建された628年に因み628メートルの案もあった。

### タワーデザイン・ライティング

東京スカイツリーの作図されたシルエット（影）と地上が正三角形（1辺68メートル）で次第に丸くなり、H320でほぼ真円となる断面

2006年（平成18年）11月24日にデザインが公表された。以下の3つのコンセプトに基づき、デザインされている。
- 時空を超えた都市景観の創造：日本の伝統美と近未来的デザインの融合
- まちの活性化への起爆剤：賑わいと親しみを感じる3つのゲートと2つの展望台
- 都市防災「安全と安心」への貢献：日本古来の建築「五重塔」に通じる新たな構造システム

塔内部は円筒（鉄筋コンクリート造のH375で直径約8 m、筒内部は階段）になっており、外側のトラス部分と構造的に独立させ地震などによる揺れを抑える制震構造となっている。タワーを設計した日建設計はこの制振システムを五重塔になぞらえて、「心柱制振」と呼んだことなどから、マスコミから五重塔の技術が用いられたかのように報道された。しかし、五重塔の制震構造は解明されておらず、実際には現代の制振技術を応用したものである。また、アンテナが取り付けられる「ゲイン塔」の上には制振装置（総重量約100トンで、バネの上に乗った重りでアンテナの揺れを抑える）が設置され、心柱自体の重みと共に付加質量機構を形成する。ゲイン塔外周の直径約6 m、アンテナ外周直径約8 m。
タワーの水平方向の断面は地面真上では正三角形であるが、高くなるほど丸みを帯びた三角形に変化し、H320で円となる。概観は「起り」（むくり）や日本刀の緩やかな「反り」（そり）の曲線を生かした日本の伝統建築の発想を駆使し、反りの美的要素も盛り込まれている。このため、タワーを見る方角によっては傾いているようにも裾が非対称になっているようにも見える。
2009年（平成21年）2月26日にカラーデザインが公表され、「スカイツリーホワイト」と決定された。これは日本伝統の「藍白」（あいじろ）をベースにした独自の命名のオリジナルカラーで、青みがかった白である。なおエレベーターシャフトはグレー、展望台はメタリック色、頂部は鮮やかな白である。
2009年（平成21年）10月16日にライティングデザインが公表された。江戸で育まれてきた心意気の「粋」と、美意識の「雅」という2つの異なるライティングを1日毎に交互に替えるライティングである。このライティング機材や調光コントロール全般は東京スカイツリーのオフィシャルパートナーのパナソニック（当時・パナソニック電工）が請負い、ライトアップの全てをLED照明とした。
- 「粋」は隅田川の水をモチーフとした淡いブルーの光でタワーを貫く心柱を照らし出したライティング。
- 「雅」は江戸紫をテーマカラーとし、金箔のようなきらめきのある光をバランスよく散りばめたライティング。

なお「雅」はピンクすぎず青すぎない上品な紫色（複数の色のLEDを混ぜたものでなく単体で表現する）を目指しており、このような色のLEDは従来にはないため「オリジナルのLEDを新たに開発する」としている。また2010年（平成22年）10月13日にはLED実験のため、51台の照明器具で数時間だけライトアップされた。完成時には1995台の照明器具が使用されている。
2017年（平成29年）5月18日には開業5周年を記念して新たなライティング「幟」が追加され、以降は3つのライティングを1日毎に交互に替える方式に変更された。
- 「幟」は橘色を基調とし、縦のラインで3つの面に区切られた垂直性を強調したライティング。

2019年（令和元年）5月16日から2020年（令和2年）2月19日にかけてライティング増強工事を行い、照明機器数が2,075台から2,362台に増設した。ゲイン塔部分がフルカラーで点灯できるようになるとともに、塔体250 ｍ付近と150 ｍ付近の中間部に連続性のある点灯演出が可能となった。2020年（令和2年）2月27日に「粋」「雅」「幟」のデザインを以下のようにリニューアルした。
- 「粋」：泡の揺らぎや煌めきをイメージした「水泡」の緩やかな動きを追加。
- 「雅」：羽衣の優美な動きをイメージした光がらせん状に上昇する緩やかな動きを追加。
- 「幟」：幟の旗がそよ風にはためくような印象的なゆっくりとした動きを追加。

これ以外にも、特定日にはスペシャルライトアップが行われる。以下は、過去に行われたライトアップ。中には通例化しているものもある。
- 防災の日、東京大空襲・東日本大震災追悼（毎年3月10日 - 11日、9月1日） - 完全な白色（上部のみ点灯）、2014年（平成26年）3月11日は明花。
- 七夕・夜空（毎年7月1日 - 7月7日） - 青色だが「粋」とは違う。
- 冬粋・冬雅（毎年冬） - 白色の違いのみ。
- オリンピック・パラリンピック招致（2013年（平成25年）9月9日 - 9月16日） - 五輪カラーのイルミネーション。
- ピンクリボン（毎年10月1日） - 東京都庁舎、東京タワーもピンク色にライトアップされる。
- シャンパンツリー（クリスマス） - 金色ベースに緑
- ホワイトツリー（クリスマス） - 白ベースに緑
- キャンドルツリー（クリスマス） - 白ベースに赤色
- ブラウンショコラ・ラブリーショコラ・ホワイトショコラ（毎年バレンタインデーからホワイトデーまでの期間）
- 新年特別ライティング（毎年12月31日 23時50分 - 25時）
- 桜特別ライティング（毎年3月16日 - 4月10日） - 桜の木をイメージしたライティング。「咲」と「舞」の2つからなり、15分ごとに演出が変わる。
- 光の3原色（2014年（平成26年）12月11日 - 12月18日） - 青色発光ダイオード（LED）の日本人ノーベル物理学賞受賞を記念した青、緑、赤のライティング。
- トリコロール（2015年（平成27年）11月15日） - 同月13日に発生したパリ同時多発テロ事件の追悼[28]。
- 和食の日ライティング（2015年（平成27年）11月20日 - 11月24日） - オフィシャルパートナーのキッコーマンの協力の下、「炊き込みご飯」「お鍋」「卵かけご飯」の3種類をイメージしたライティング[29]。
- 映画『スター・ウォーズ/フォースの覚醒』公開記念ライティング（2015年（平成27年）12月17日 - 12月20日） - 新悪役のカイロ・レンが持つ赤いライトセーバーが立ち上がる様子を、赤と青の光の動きを使った演出で再現するライトアップ[30]。
- ももいろクローバーZのメンバーカラー（2018年（平成30年）5月7日 - 5月13日、7月17日 - 7月31日） - 同グループの10周年を記念したコラボ企画『ソラクロ祭』の一環として実施したライティング[31]。
- ファイナルファンタジーVII リメイク（2020年（令和2年）2月6日・2月8日 - 2月12日） - 魔晄の色をイメージした特別ライティング[32]。
- 地球（2020年（令和2年）3月27日 - 4月5日）世界的に拡がる新型コロナウイルス感染症に、世界が一丸となって立ち向かい、みんなで打ち勝とうという思いを込めて、地球をイメージした青色の特別ライティング。
- 炎（2020年（令和2年）10月11日、16日 - 18日） - 『劇場版 鬼滅の刃 無限列車編』公開を記念して、登場人物の一人である煉󠄁獄杏寿郎の呼吸や刀の「炎（ほのお）」、および同映画のテーマソングであるLiSAの「炎（ほむら）」をイメージした特別ライティング[33][34]。
- 「鬼滅の刃」 天空への願い TOKYO SKYTREE（2021年（令和3年）10月21日から2022年（令和4年）1月16日） - 当ツリーで実施される同名イベントに合わせ、同年10月21日から23日およびイベント期間中（2022年1月2日を除く）の日曜日に実施。アニメに登場する7キャラクター（竈門炭治郎、竈門禰豆子、我妻善逸、嘴平伊之助、煉獄杏寿郎、胡蝶しのぶ、宇髄天元）をイメージした特別ライティング[35]。
- ソラカラちゃんカラー（2022年（令和4年）4月12日 - 5月22日） - 開業10周年記念として、公式キャラクターのソラカラちゃんをイメージし、ゲイン塔部分は髪色の黄色、塔体部分はワンピースの青地に白の格子模様、塔体中央部にはソラカラちゃんの持つ望遠鏡の紫という配色になっている[36]。
- JOJOTREE ジョジョの奇妙な冒険 in TOKYO SKYTREE - 東京スカイツリー同様10周年を迎えた「ジョジョの奇妙な冒険」アニメーションシリーズとコラボレーションした同名イベント[37]を記念したライティングで、アニメに登場する6キャラクター（ジョナサン・ジョースター、ジョセフ・ジョースター、空条承太郎、東方仗助、ジョルノ・ジョバァーナ、空条徐倫）6人をイメージした特別ライティングを2022年5月10日、13日から15日および5月21日から8月6日までの毎週土曜日に実施。
- 日向坂46グループカラー、楽曲JOYFUL LOVEイメージカラー、日向坂46メンバー全29名のペンライトカラー　同時期に開催されていた日向坂46展WE R！とのコラボ企画日向坂46WE R！in TOKYO SkYTREEの一環として、日向坂46グループカラー、楽曲JOYFUL LOVEイメージカラー、およびグループの各メンバーのペンライトカラーをイメージした特別ライティングを2024年3月12日 - 6月12日の毎週土曜日（初日のみ火曜日）に実施[38]。
- ポケットモンスターカラー（2024年（令和6年）6月25日 - 9月24日） - テレビアニメ「ポケットモンスター」と初のコラボレーションとなる「ポケモンと青空スカイツリー ～キミとポケモンのかがやく想い出～」[39]を記念したライティングで、アニメに登場する6体のポケモン（ニャローテ、ホゲータ、クワッス、キャプテンピカチュウ、テラパゴス、リザードン）をイメージしたライティング。イベント初日の2024年6月25日および同月28日から30日までと7月6日から9月21日までの土曜および8月11日と12日に実施。

「粋」
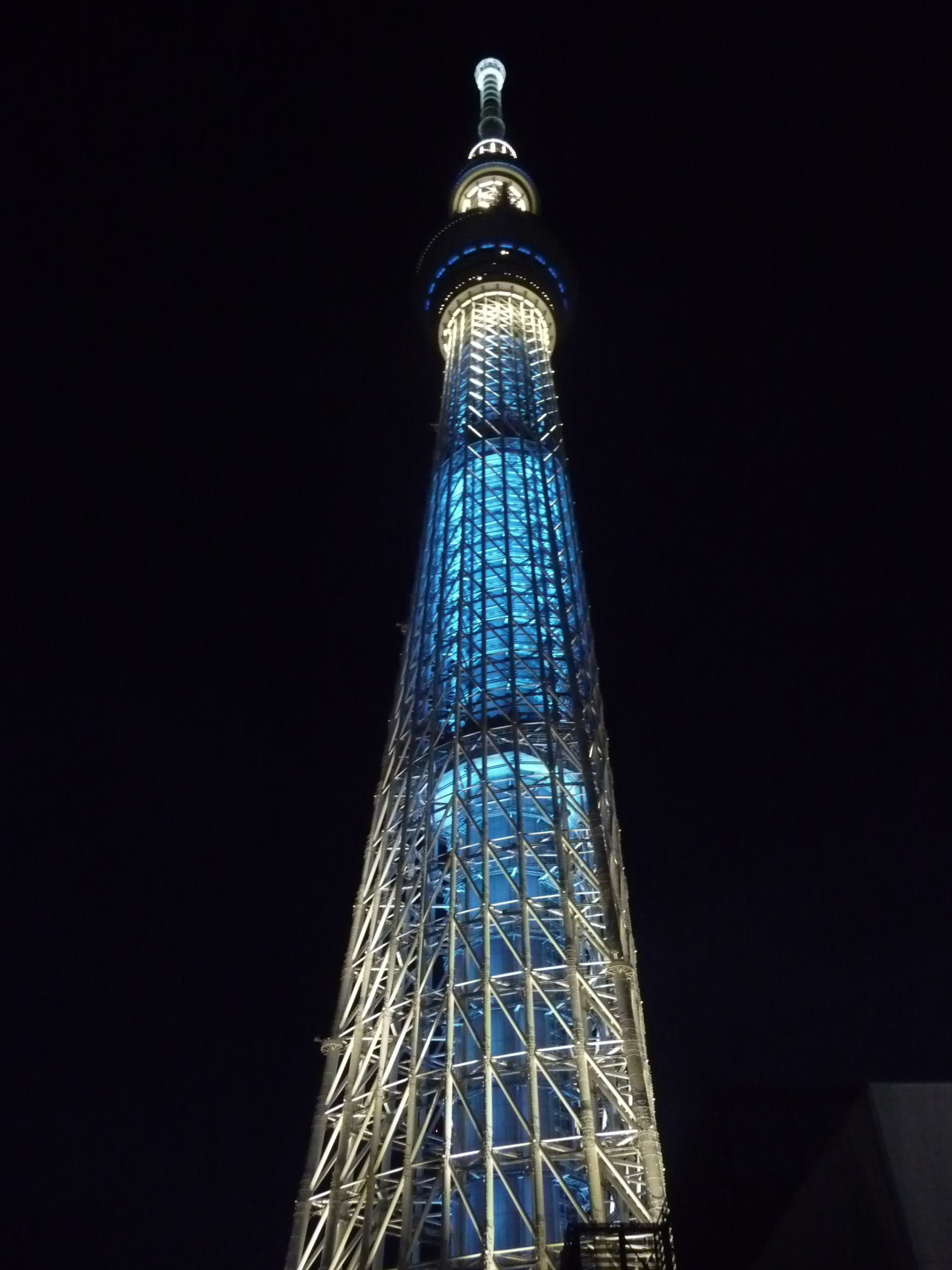
足元から見上げるライティング「粋」
「雅」
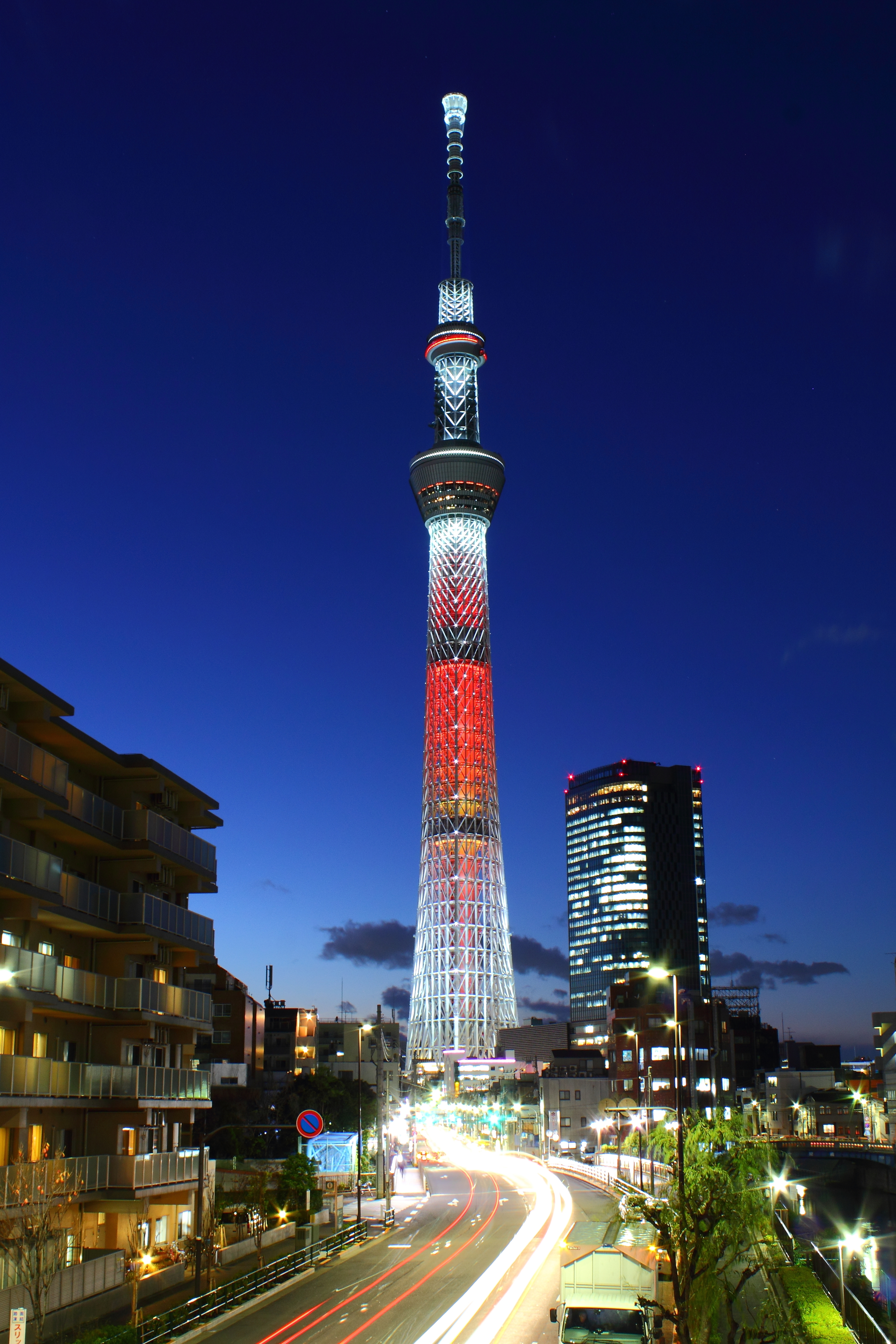
「キャンドルツリー」
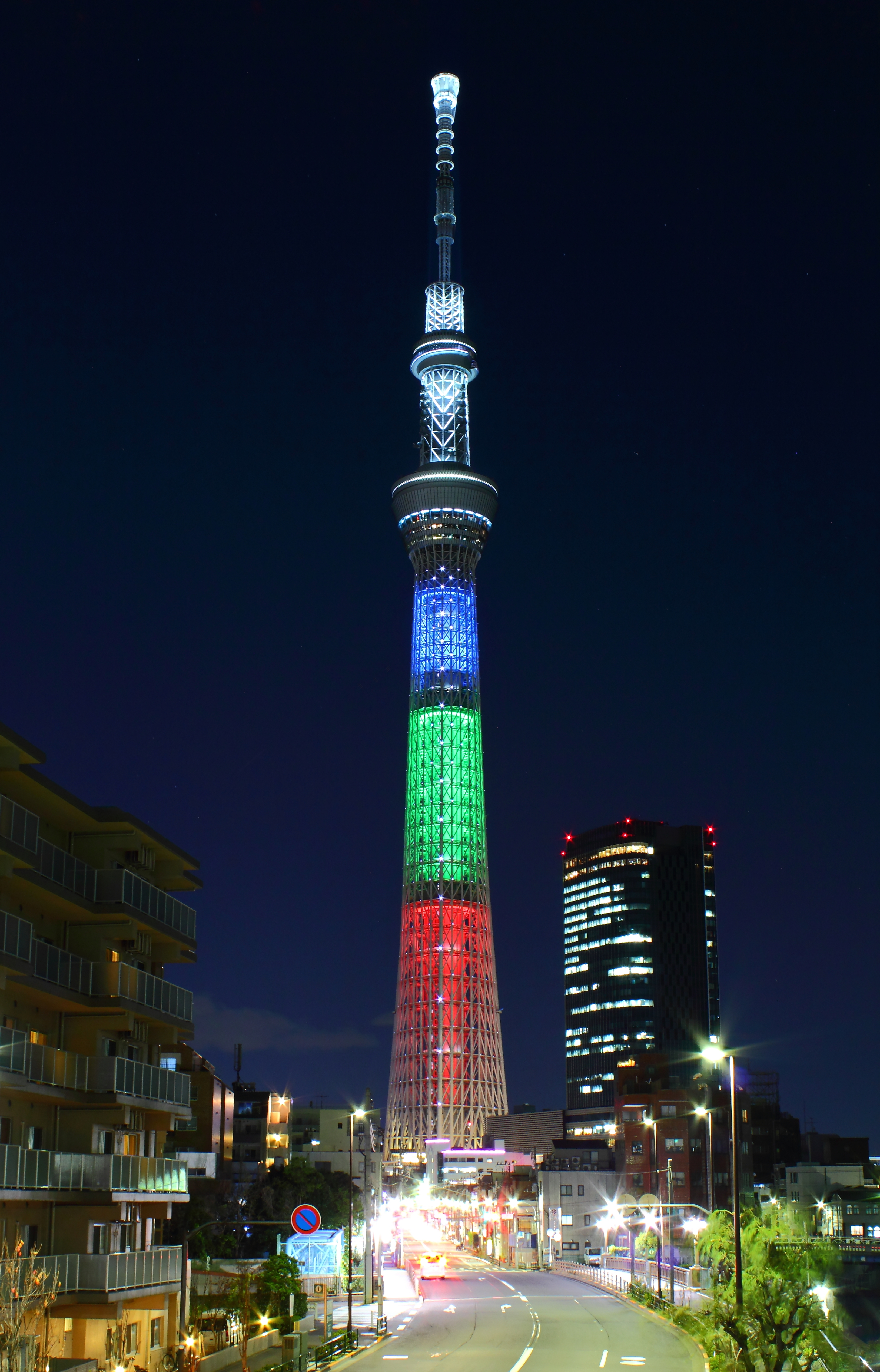
「光の三原色」
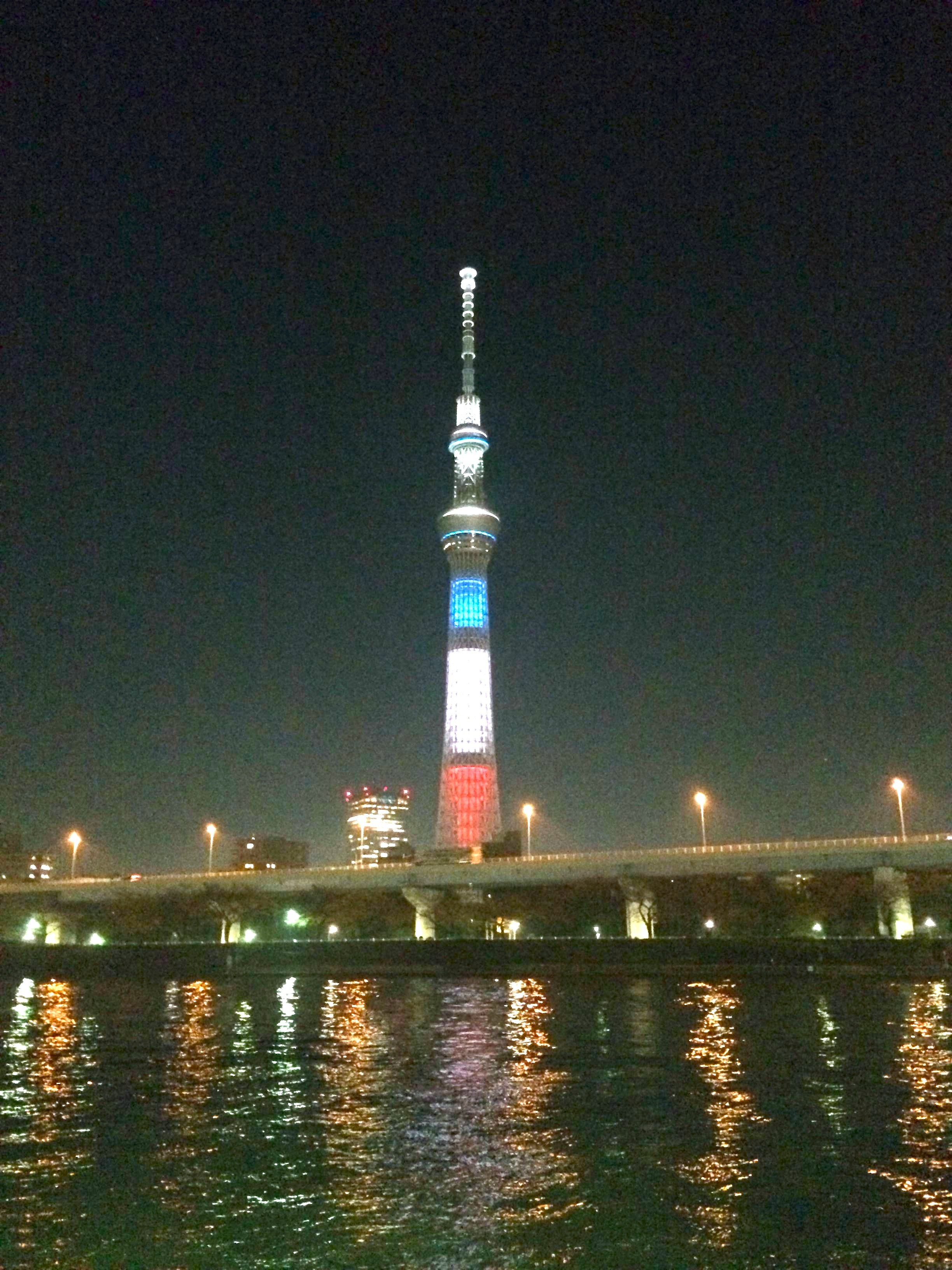
「トリコロール」
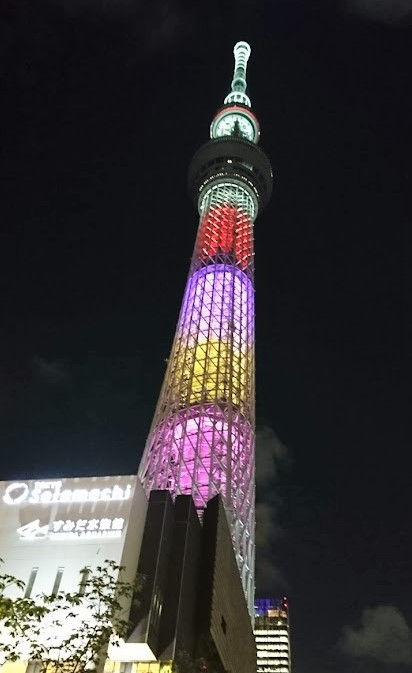
「ももいろクローバーZのメンバーカラー4色」
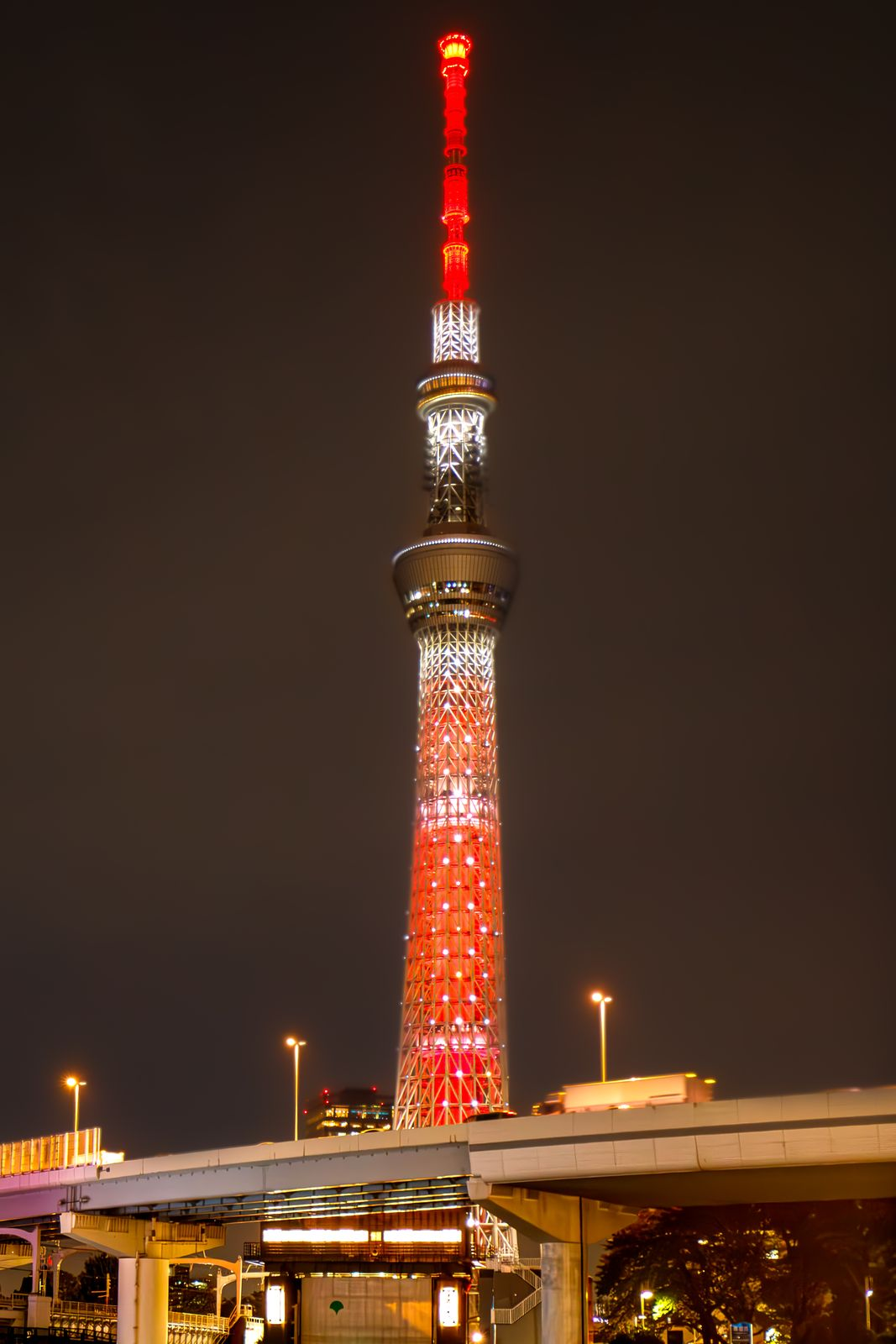
特別ライティング「炎」

### 名称
正式名称決定までの仮称は「新東京タワー」。正式名称は一般公募によって寄せられた1万8,606件の命名案の中から、まずは有識者10人で構成される「新タワー名称検討委員会」によって6つに候補が絞り込まれた。言葉の美しさや親しみやすさなどを基準に「東京スカイツリー」「東京EDOタワー」「ライジングタワー」「みらいタワー」「ゆめみやぐら」「ライジングイーストタワー」の6つが名称候補として選ばれ、2008年春にインターネットを通じて一般投票を行った。その結果、最多得票の「東京スカイツリー」に決定した。
なお公募で最も多く寄せられた「大江戸タワー」はタワー建設予定地近くにある和菓子屋（株式会社森八本舗）がタワーの名称決定を見越してすでに商標を取得しており、3位の「さくらタワー」も以前から高輪プリンスホテルには「さくらタワー」がありすでに商標登録も行っていたために使えなかった。仮称として使用されていた「新東京タワー」も既存の東京タワーに似ており、建物も東京タワーを管理する日本電波塔社（現・株式会社TOKYO TOWER）とはまったく関係がないためそれぞれ候補から外された。一候補地だった時期はプロジェクトホームページで「すみだタワー」という名称が用いられていたが、台東地区と連携した2007年夏頃からは見られなくなった。
「東京スカイツリー」は東武鉄道と東武タワースカイツリーの登録商標である（第5143175号ほか）。

### 注目度
日本一高い建造物、さらには世界一高い電波塔という大きな話題性から、完成前から各種マスメディアで大きく取り上げられた。テレビでは建設中のスカイツリーを取材した特番が時折放送されるようになったこともあって、建設期間中から"東京の新名所"となっており、休日ともなればタワーを撮影する者や見物人で周辺は混雑している。
また全体の冷暖房には、日本初となる地中熱を利用した地域熱供給システムが採用されており、その点からも注目されている。

## 電波塔としての東京スカイツリー
送信アンテナはゲイン塔の頂上部に1局分80基の地上デジタルテレビ放送用アンテナが8局分（NHKおよび在京広域民放5社（以下在京テレビ6社）用、うち1局分は予備アンテナ）が設置され、その下にTOKYO MX用の放送アンテナが設置されている。高さ550m付近にFMラジオ用アンテナ、その下にマルチメディア放送用アンテナが設置されている。送信機室は天望デッキのフロア350の上にあるH360のフロアに設けられている。

### 地上デジタルテレビジョン放送送信設備
計画案では従前の東京タワーとほぼ同等のエリアを確保するとしていたため、空中線電力は全局東京タワーで送信していた出力と同一である。埼玉県、千葉県、神奈川県 では、スカイツリー移転後も独立局用に、茨城県ではNHK水戸放送局用に UHFアンテナを複数設置する必要があることによる混合器の追加措置が必要になるケースもあった。
TOKYO MX以外の在京テレビ6社は、後述の試験放送を経て、2013年5月31日から本放送を開始した。
一方、TOKYO MXについてはNHK水戸放送局の地上デジタル放送の物理チャンネルと重複し、それに伴うスピルオーバーによる混信の対策を行うため、物理チャンネルの変更が決定。その切り替えを行うため、2012年10月1日から東京タワー（20チャンネル）とのサイマル放送を開始し、同年11月12日から東京タワーからの電波を段階的に弱めていき、2013年5月12日正午に東京タワーからの送信を終了、スカイツリーからの送信に一本化した。
なお、放送大学のテレビ放送（JOUD-DTV）は従来通り東京タワーから送信され、スカイツリーからは送信されない（2018年10月31日で免許終了 ）。また、災害時の放送バックアップ体制として、災害などにより東京スカイツリーから放送電波を送信できない場合に備えて、東京タワーを予備の電波塔として利用する契約が、2010年9月27日に日本電波塔株式会社と在京テレビ6社との間で結ばれている。

### FMラジオ放送送信設備
在京FM局のうちJ-WAVEとNHK東京FMの2局が東京タワーからの送信所移転を申請し、2011年2月3日に変更許可が下り、2012年4月23日よりFM本放送を開始した。同時にNHK-FM放送を使用したVICSの文字多重放送についても道路交通情報通信システムセンターが申請を行い、前2局と共に変更許可を得ている。
東京タワーでの放送時の空中線電力は10kWだったが、高所設置に伴うスピルオーバーを防ぐため、東京スカイツリーでの空中線電力は3割減の7kWに減力されている。ただし、送信点高が東京タワーよりも遥かに高くなった点（地上高540m）とERPが逆に約3割増の57kWで送信されているため、実質的な受信可能エリアは広くなっている。
一方、interfmならびに放送大学ラジオ（JOUD-FM）、TOKYO FMは従来通り東京タワーから送信され、東京スカイツリーからは送信されない（放送大学ラジオ（JOUD-FM）は2018年10月30日で廃止）。このうち、TOKYO FMは2013年2月11日に送信用アンテナをアナログテレビ放送終了で空いた地上高333mの東京タワー頂上部に移転しており、これによりスカイツリーから送信している2局と同等以上の出力（空中線電力10kW、ERP125kW）で送信が可能となっている。InterFMも2015年6月30日より周波数を変更した上で従来より高所にアンテナを設置して送信を開始している。また、東京タワーのNHK-FMの送信設備は予備用として残されている。
移転初日には、J-WAVEとNHK-FMが天望デッキから移転記念特番を放送した。またスカイツリー開業初日には、J-WAVEとニッポン放送が共同で東京ソラマチにあるサテライトスタジオ、TOKYO SKYTREE TOWN STUDIOから放送した。なおニッポン放送は同日朝に同スタジオから放送しており（垣花正 あなたとハッピー!の番組内）、オンエア自体はニッポン放送が先となる。
2014年9月3日にはTBSラジオ&コミュニケーションズ（現在のTBSラジオ）、文化放送、ニッポン放送の関東広域AMラジオ3社に対し、FM補完中継局の予備免許が付与された。全国としては3番目、関東地方では初の免許付与となる AM放送のFM補完中継局で、3社共同でスカイツリーにアンテナを設置し、2015年10月5日より試験放送を実施、落成検査・本免許交付を経て、同年12月7日13時より本放送を開始、同日には天望デッキから3局合同の記念特番の放送を行った。開局後は災害発生時にAM親局送信所での放送継続が困難となった場合の対策や、都心部の難聴取・雑音等の解消を目的として、AMとのサイマル放送が行われる。

### マルチメディア放送送信設備
mmbiおよびジャパン・モバイルキャスティングによる携帯端末向けマルチメディア放送（VHF-HIGH帯）「モバキャス」はスカイツリーに4段16面のアンテナを設置、スカイツリーからの送信で関東全域約1600万世帯をカバーできるとしていた。2011年9月14日に電波監理審議会から予備免許を交付することが適当であると答申を受け、翌15日に予備免許の交付を行った。2012年4月1日にmmbiが運営するNOTTVが放送を開始、スカイツリー初の本放送送信局となった。2015年11月27日、モバキャス及びNOTTVのサービスを2016年6月30日に終了すると発表、同日正午を持って放送を終了した。
なおVHF-LOW帯のマルチメディア放送は、関東・甲信越地区の企画・ブロック別ソフト事業者である株式会社東京マルチメディア放送にTOKYO FMやJFN系列各局と伴に、東京タワーの運営会社である日本電波塔が出資しており、2015年12月7日にTOKYO FMなどが出資して設立した株式会社VIPに対し、東京タワーを送信所として本免許が交付され、2016年3月1日に「i-dio」のサービス名で放送を開始した。2020年3月31日運用終了・閉局。

### タクシー無線集中基地局
特別区・武三交通圏（特別区・武蔵野市・三鷹市）を営業エリアに持つタクシー各社は港区赤坂の国際新赤坂ビル東館の鉄塔に集中基地局を設置していたが、都内各地で高層ビルが相次いで建設されたことで不感地帯が増加していた。そのため、東京スカイツリーへの移転が行われることとなった。地上300mの位置にアンテナを設置し2011年10月から1か月間、昼間の時間帯に試験電波を発信、2012年3月より業務無線の運用を開始、4月23日から本運用を開始している。

### 送信周波数・出力

#### 地上デジタルテレビジョン放送
| ID | 放送局名                                | コールサイン | 物理 チャンネル | 空中線電力 | 実効輻射電力 | 放送対象地域                                       | 放送区域内世帯数 | 放送局識別番号 | 利用チャンネル 番号 |
| -- | --------------------------------------- | ------------ | --------------- | ---------- | ------------ | -------------------------------------------------- | ---------------- | -------------- | ------------------- |
| 1  | NHK 東京総合                            | JOAK-DTV     | 27ch            | 10 kW      | 68 kW        | 関東広域圏 （茨城県、栃木県及び 群馬県を含まない） | 約1400万世帯     | 関東広域0      | 011-012             |
| 2  | NHK 東京教育                            | JOAB-DTV     | 26ch            | 10 kW      | 68 kW        | 全国放送                                           | 約1400万世帯     | 関東広域1      | 021-023             |
| 4  | NTV 日本テレビ                          | JOAX-DTV     | 25ch            | 10 kW      | 69 kW        | 関東広域圏                                         | 約1400万世帯     | 関東広域2      | 041-042             |
| 5  | EX テレビ朝日                           | JOEX-DTV     | 24ch            | 10 kW      | 69 kW        | 関東広域圏                                         | 約1400万世帯     | 関東広域5      | 051-053             |
| 6  | TBS TBSテレビ                           | JORX-DTV     | 22ch            | 10 kW      | 69 kW        | 関東広域圏                                         | 約1400万世帯     | 関東広域3      | 061-062,268         |
| 7  | TX テレビ東京                           | JOTX-DTV     | 23ch            | 10 kW      | 69 kW        | 関東広域圏                                         | 約1400万世帯     | 関東広域6      | 071-073,077         |
| 8  | CX フジテレビ                           | JOCX-DTV     | 21ch            | 10 kW      | 69 kW        | 関東広域圏                                         | 約1400万世帯     | 関東広域4      | 081-083             |
| 9  | TOKYO MX 東京メトロポリタンテレビジョン | JOMX-DTV     | 16ch            | 3 kW       | 11.5 kW      | 東京都                                             | 約1430万世帯     | 東京7          | 091-093             |

#### FMラジオ放送
| 周波数 （MHz）                                                                                         | 放送局名     | コールサイン | 空中線電力 | 実効輻射電力 | 放送対象地域 | 放送区域内世帯数 | 開局日        |
| --- | ------------ | ------------ | ---------- | ------------ | ------------ | ---------------- | ------------- |
| 81.3                                                                                                   | J-WAVE       | JOAV-FM      | 7 kW       | 57 kW        | 東京都       | -                | 2013年4月23日 |
| 82.5                                                                                                   | NHK 東京FM   | JOAK-FM      | 7 kW       | 57 kW        | 東京都       | -                | 2013年4月23日 |
| 82.5                                                                                                   | VICS         | JOVS-FCM     | 7 kW       | 57 kW        | 東京都       | -                | 2013年4月23日 |
| 90.5                                                                                                   | TBSラジオ    | -            | 7 kW       | 57 kW        | 関東広域圏   | -                | 2015年12月7日 |
| 91.6                                                                                                   | 文化放送     | -            | 7 kW       | 57 kW        | 関東広域圏   | -                | 2015年12月7日 |
| 93.0                                                                                                   | ニッポン放送 | -            | 7 kW       | 57 kW        | 関東広域圏   | -                | 2015年12月7日 |
| - コールサインは主放送に対するもののみ。 - TBSラジオ、文化放送、ニッポン放送はFM補完中継局として放送。 |              |              |            |              |              |                  |               |

### 廃止された放送局

#### マルチメディア放送
廃止日：2016年6月30日
| 周波数 （MHz） | 放送局名     | コールサイン | 空中線電力 | 実効輻射電力 | 放送区域内世帯数 | 開局日       |
| --- | ------------ | ------------ | ---------- | ------------ | ---------------- | ------------ |
| 214.714286 | Jモバ墨田MMH | JOMZ         | 25 kW      | 最大105kW    | 約1600万世帯     | 2012年4月1日 |
| 214.714286 | Jモバ墨田DTV | JOMZ-DTV     | 25 kW      | 最大105kW    | 約1600万世帯     | 2015年4月1日 |
| - MMH…マルチメディア放送（NOTTV）配信用免許、DTV…携帯端末向け標準テレビジョン放送（開局日から配信した6つのチャンネル）に係る免許。 |              |              |            |              |                  |              |

## 観測施設としての東京スカイツリー

### 落雷
落雷の仕組みを解明するために地上497メートル地点のゲイン塔根元部分に落雷の発生を常時監視し電流の大きさや波形の変化などを記録する計測装置のロゴスキーコイルが六角形状に囲んだ形で設置されて、東武タワースカイツリー、東京大学生産技術研究所、電力中央研究所の3者共同による研究が2012年3月より始まった。ゲイン塔が延びる高さ500メートル付近では年間20回から30回の被雷が予想されており、地上よりもデータが多く蓄積できる。高さが500メートルを超える超高層建築物への計測装置の設置例ではカナダのCNタワーだけで今後世界的に珍しい研究成果が期待でき、この成果を基に雷被害防止や雷に強い電子機器の開発に繋げたいとしている。
2017年6月11日にテレビ東京で放映された番組『日曜ビッグバラエティ / 撮影許可、とれちゃいました!〜ガチ交渉!テレビ初公開を連発SP』における電力中央研究所担当者の説明によると、観測開始から5年間で62回の落雷があった。

### 雲観測
防災科学技術研究所がH458の場所に観測施設を設け、上空で発生する雲のデータを集めている。

### 温室効果ガス観測
国立環境研究所がH250の場所に観測スペースを設け、基本的に大気中の二酸化炭素排出量をとらえるデータを集めている。統計により、石油や石炭の使用量も計算のもと算出されている。

### 相対性理論
「宇宙空間を含む超高空と、地上では時間の流れが異なる。超高空では重力の作用が弱まるためにわずかに早まる」と一般相対性理論で唱えられていたが、東京大学の実験グループが天望回廊フロア450と地上にそれぞれ設置した2台の光格子時計を比較したことで、これが実証された。時差は一日に450億分の1秒。

## 観光・商業施設としての東京スカイツリー
東京スカイツリータウンの各施設（東京スカイツリーのほか、東京ソラマチ、東京スカイツリーイーストタワー、コニカミノルタプラネタリウム“天空”in東京スカイツリータウン、すみだ水族館）の中核として東京エリアの観光・産業拠点の形成と地域社会の活性化、国際観光都市東京実現への貢献が期待されている。

### 下層フロア

#### 1F東京スカイツリー団体フロア
- SKYTREE SHOP
  - 和洋菓子、雑貨、ステーショナリー、ファッションアイテムなどの東京スカイツリー限定グッズを販売する。
- 団体チケットカウンター

#### 4F東京スカイツリー入口フロア
- チケットカウンター
- インフォメーション
- スカイツリーアーカイブス

#### 5F東京スカイツリー出口フロア
- SKYTREE SHOP
  - 日本のブランドと東京スカイツリーとがコラボレーションした限定商品を販売する。
- インフォメーション

### 展望台
高さ350メートルの第1展望台と、同450メートルの第2展望台からなる。大規模な地震が発生した場合、あるいは台風や強風などによる天候悪化が懸念される場合は安全を優先するため営業を休止する場合がある。営業休止・営業終了・当日券販売終了となる場合はホームページにて告知がなされる（この場合でも第1展望台・および下層部は特に営業に支障をきたさない範囲であれば通常通り営業される）。当日券購入後は天望デッキへ強制入場となる。なお、一度退場した後の再入場はできない。2019年4月からの入場料金は平日と休日に区別されての販売となる。休日料金は土日祝日・GW期間・お盆休み（8月13日 - 16日）・年末年始（12月29日 - 1月3日）期間の繁忙期に適用される。

#### 東京スカイツリー天望デッキ（第1展望台）
- フロア340
  - 「SKYTREE CAFE」

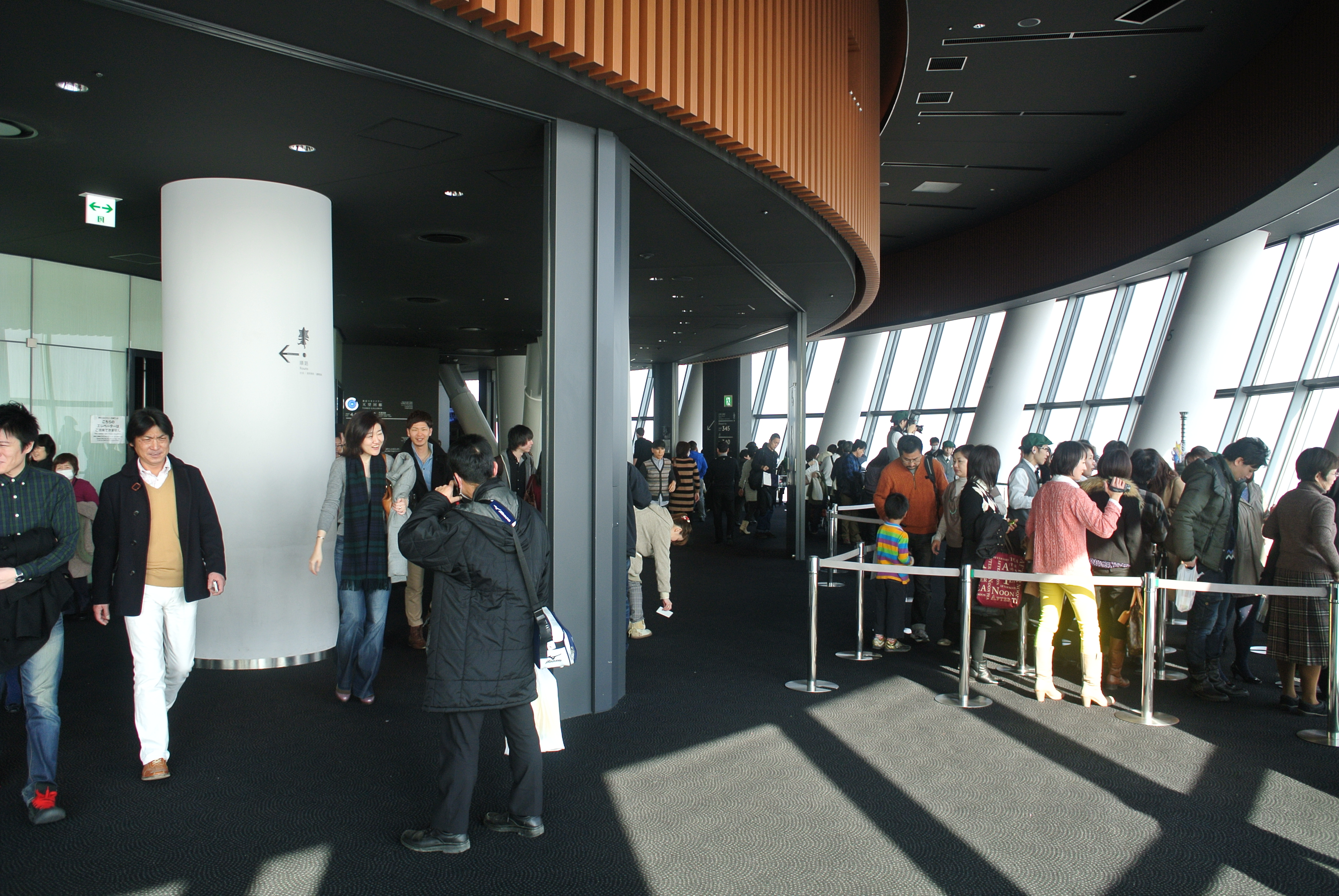
第1展望台の天望デッキ（2013年2月7日撮影）

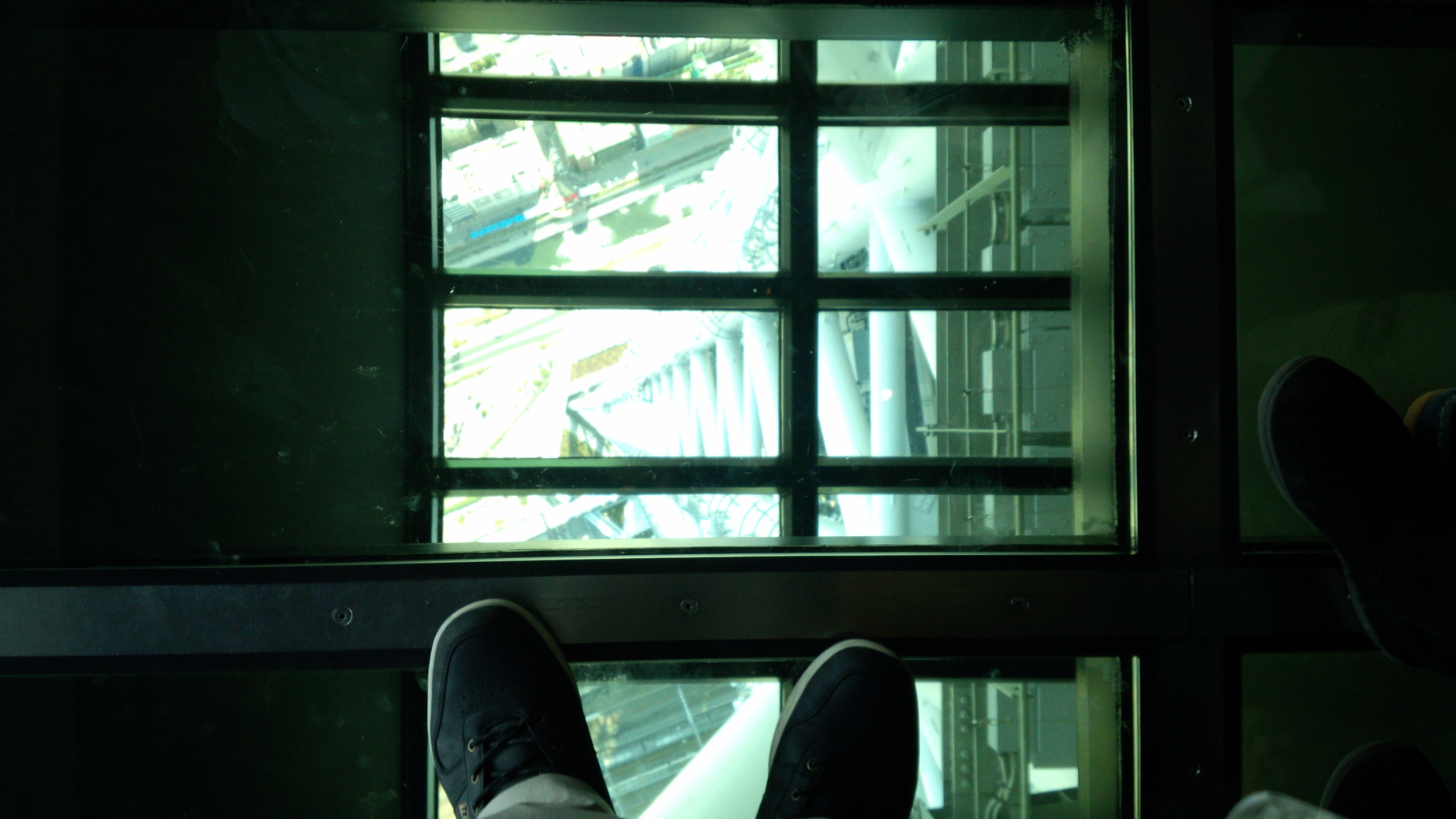
天望デッキの「ガラス床」（2014年3月23日撮影）

  - 「ガラス床」（厚さ8ミリメートルの強化ガラス5枚を重ね、計4センチメートル分にしたルックダウンウインドウ）
- フロア345
  - 「Sky Restaurant 634（MUSASHI）」
  - 「SKYTREE SHOP」
- フロア350
  - 「SKYTREE CAFE」
  - 「パノラマスクリーン」
  - 「東京時空ナビ」
  - 「江戸一目図屏風」（鍬形蕙斎筆、津山郷土博物館蔵）の実物大の複製パネル

#### 東京スカイツリー天望回廊（第2展望台）

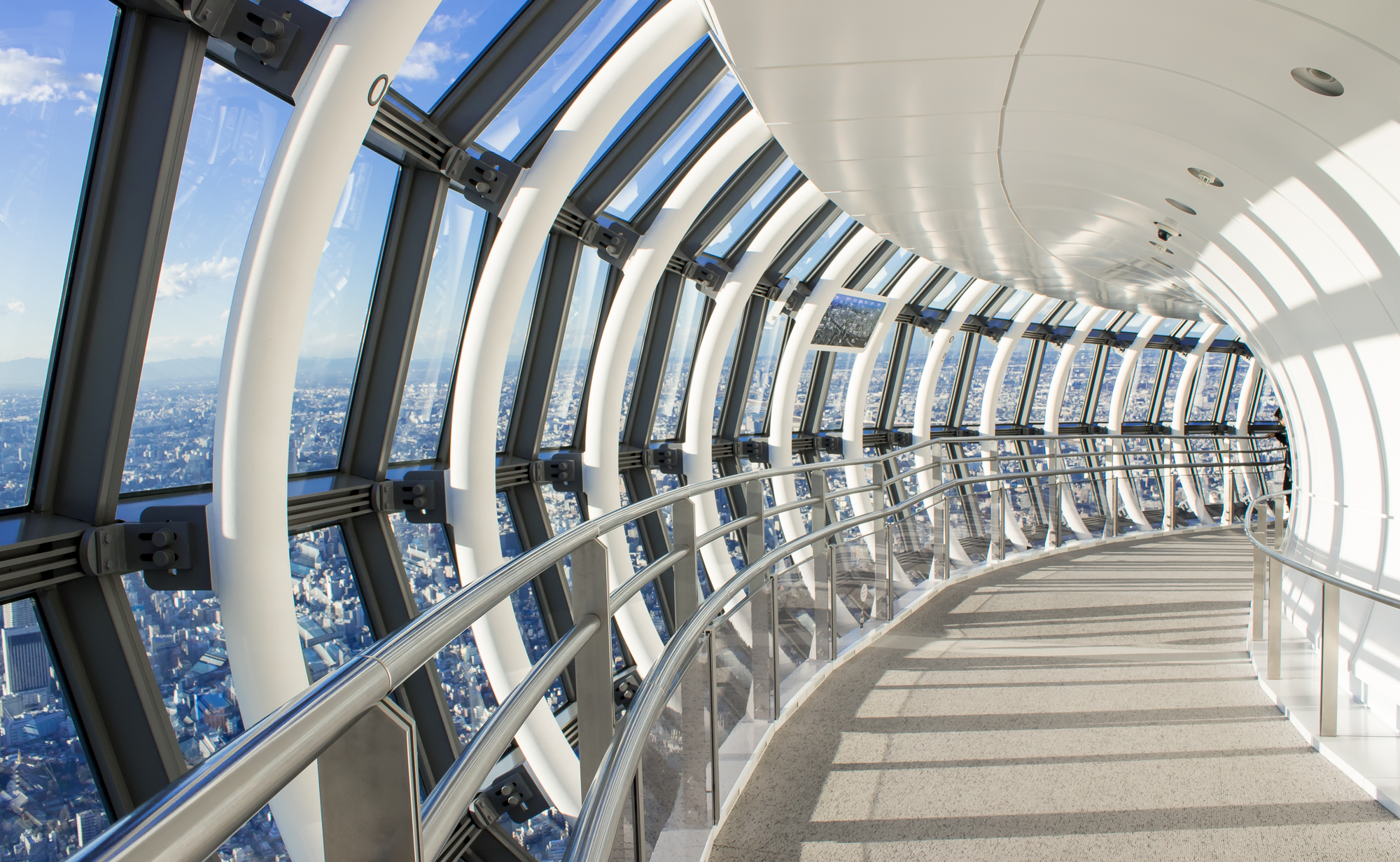
第2展望台の天望回廊（2017年12月26日撮影）

天望回廊へは、フロア350のチケットカウンターにて別途チケットを購入し、専用エレベーターでの入場となる。
- フロア445
  - 「天望回廊」
- フロア450
  - 「天望回廊」
  - 「ソラカラポイント」（最高到達点 451.2メートル）

#### スカイツリーテラスツアー
2018年10月23日（土日祝日は2019年11月30日から）営業開始。H155地点にある屋外を見学できるガイドツアー。風を感じながら、スカイツリーのダイナミックな鉄骨越しにみる眺望だけでなく、東京スカイツリーの構造やライティング用のLED照明・設備点検用の点検歩廊・天望デッキ行きのエレベーターシャフト3基分の昇降路が見られる、専属ガイドと共に紹介するツアー。事前予約は不可の当日販売。1日12回実施される。特定日・繁忙期を除き、毎日開催される。
2019年10月2日から午前中のツアーも開催され、それと同時にヘルメットの着用は不要になり、ネックストラップに通した一眼レフカメラ等が持ち込み可能になる。

#### 天望シャトル（エレベーター）
入口、出口フロアと天望デッキ、天望回廊をつなぐエレベーター。シャトル内には地元墨田区のデザイナー高橋正実による桜や隅田川などをテーマにしたパネルが設置される。1 - 6号機（業務用2基も含む）は東芝製、7 - 13号機（タワーの足元4基と天望デッキ内専用1基も含む）は日立製である。2013年4月から東芝・日立のアナウンスで乗降促進自動放送が付加され、「ドアが開きます、指などを挟まれないようにご注意ください」の後に「足元の段差にご注意ください」と3回アナウンスが流れるようになった。2015年3月から、天望デッキ行きエレベーター4基は順次改修工事が行われ、エレベーターは強風に耐えられるように工事が実施されている。いずれのエレベーターも、乗客を定員いっぱいまで乗せるためにエレベーターガールは配置されていない。
停止フロア
- 凡例

■：停止設定階、□：通過設定階、｜：通過、▲：スカイツリーテラスツアー開催日（特定日・繁忙期は除く）のみ停止可能
- 号機の欄の網掛

■：東芝製（業務用2基も同様）
■：日立製（タワーの足元4基と天望デッキ内専用1基も同様）
| 号機                     | 号機                     | 3号機                        | 4号機                 | 5号機             | 6号機    | 7号機 | 8号機 |
| アート パネルの イメージ | アート パネルの イメージ | 春                           | 夏                    | 秋                | 冬       | -     | -     |
| アート パネルの イメージ | アート パネルの イメージ | 桜吹雪を イメージした 桜の空 | 花火が彩る 隅田川の空 | 鳳凰が輝く 祭の空 | 都鳥の空 | -     | -     |
| ------------------------ | ------------------------ | ---------------------------- | --------------------- | ----------------- | -------- | ----- | ----- |
| フ ロ ア                 | H450                     |                              |                       |                   |          | ■     | ■     |
| フ ロ ア                 | H445                     |                              |                       |                   |          | ■     | ■     |
| フ ロ ア                 | ：                       |                              |                       |                   |          | ｜    | ｜    |
| フ ロ ア                 | H370                     | □                            |                       |                   |          | ｜    | ｜    |
| フ ロ ア                 | ：                       | ｜                           |                       |                   |          | ｜    | ｜    |
| フ ロ ア                 | H350                     | ■                            | ■                     | ■                 | ■        | ■     | ■     |
| フ ロ ア                 | H345                     | □                            | ｜                    | ｜                | ｜       | ■     | ■     |
| フ ロ ア                 | H340                     | ■                            | ■                     | ■                 | ■        |       |       |
| フ ロ ア                 | ：                       | ｜                           | ｜                    | ｜                | ｜       |       |       |
| フ ロ ア                 | H155                     | ▲                            | ｜                    | ｜                | ｜       |       |       |
| フ ロ ア                 | ：                       | ｜                           | ｜                    | ｜                | ｜       |       |       |
| フ ロ ア                 | 5F                       | ■                            | ■                     | ■                 | ■        |       |       |
| フ ロ ア                 | 4F                       | ■                            | ■                     | ■                 | ■        |       |       |
| フ ロ ア                 | 3F                       | □                            | □                     |                   |          |       |       |
| フ ロ ア                 | 2F                       | □                            | □                     |                   |          |       |       |
| フ ロ ア                 | 1F                       | ▲                            | □                     |                   |          |       |       |

- 業務用兼非常用（2基） ※各々単独運転で、号機によって停止階が異なる。利用にはICカードが必要。非常時は分速540メートル（=時速32.4キロメートル）で地上1階から天望回廊H450フロアまで約1分弱で到達する。一般客は利用できない。

1号機（主に大物ゲストやVIP等が使用。地下1階駐車場の車寄せから扉を抜けると見つかる）
地下1階 - 地上6階・H150・H155・H250・H255・H315 - H335・H340 - H350（天望デッキ）・H355 - H440・H445・H450（天望回廊）・H458
2号機（スカイツリースタッフや関係者等が利用する。操作盤は扉横側にある）
地下1階 - 地上6階・H75・H145 - H155・H200・H245 - H260・H308 - H335・H340 - H350（天望デッキ）・H355 - H440・H445・H450（天望回廊）・H458
- 天望デッキ内移動用（9号機）

H340・H345・H350
- タワーの足元用（10 - 12号機、13号機はスカイツリースタッフや関係者が使用）

地下1階 - 地上5階（一般客用の12号機のみ24人乗り。10・11号機は40人乗り）

### スタッフ・ユニフォーム
スタッフは以下6職種があり、ユニフォームは東山恵によりデザインされている。2020年10月1日から新ユニフォームを使用開始した。衣替えに合わせて、秋冬（10月～翌3月）・春夏（4～9月）に区別している。
- チケットカウンター・誘導案内スタッフ（男女）
- インフォメーションスタッフ
- Fast Skytree Ticket Counter スタッフ
- THE SKYTREE SHOP スタッフ
- 清掃
- 駐車場誘導

## 歴史

### 2003年（平成15年）
- 12月17日 在京放送事業者各者（NHK・民放キー局5社）が600メートル級の新タワーを求めて「在京6社新タワー推進プロジェクト」を発足。

### 2004年（平成16年）
- 10月25日 押上・業平橋駅周辺地区内の地権者が「押上・業平橋駅周辺地区まちづくり協議会」を設立。
- 12月5日 墨田区・地元関係者が東武鉄道および押上業平橋駅周辺地区まちづくり協議会に対し、新タワー誘致の協力要請。

### 2005年（平成17年）
- 1月27日 町会等関係団体や関係企業等、地元組織で構成された「新タワー誘致推進協議会」設立。
- 2月7日 東武鉄道として新タワー事業に取組む事を放送事業者・墨田区に表明[105]。
- 2月10日 「新タワー誘致推進協議会」が決起大会を開催。
- 3月7日 押上・業平橋駅周辺地区に関する都市計画決定（土地区画整理事業区域・都市計画道路）。
- 3月28日 放送事業者が墨田区押上地区を第1候補地に選定。
- 7月22日 墨田・台東両区の地元誘致組織が提携し、「墨田・台東新タワー誘致推進連絡会」を結成。
- 12月15日 土地区画整理組合設立認可（事業認可）。

### 2006年（平成18年）
- 3月31日 新タワー建設地として最終決定[106]。
- 5月1日 事業会社「新東京タワー株式会社」を本社所在地・東京都墨田区押上一丁目1番2号に資本金4億円（東武鉄道全額出資）で設立。
- 6月19日 地元関係者が「新タワー建設推進協議会」を発会。
- 7月4日 - 24日 様々な人からの「届け! 私が想う新タワー」と題したアンケートやアイデアや意見を募集。応募数5,079名。
- 7月4日 新タワーデザインの監修者を安藤忠雄（建築家・東京大学名誉教授）・澄川喜一（彫刻家・元東京藝術大学学長）に決定。
- 10月10日 次の3点の「新タワーを核とした複合開発事業のコンセプト「Rising East Project〜やさしい未来が、ここからはじまる」」を公表[107]。
  - 日本、下町のものづくりのDNAを継承し、人々の交流が、新たな都市文化を創造する「アトリエコミュニティ」[107]
  - 人に、地球に優しく、災害に強く、安全で安心して暮らせる「優しいコミュニティ」[107]
  - 先端技術、メディアが集積し、新しい日本、新しい東京を、世界へと発信するタワーを核とした「開かれたコミュニティ」[107]
- 11月24日 デザイン公表。基本設計は日建設計が担う。概算建設費約500億円<。
- 12月4日 環境影響評価調査計画書提出。

### 2007年（平成19年）

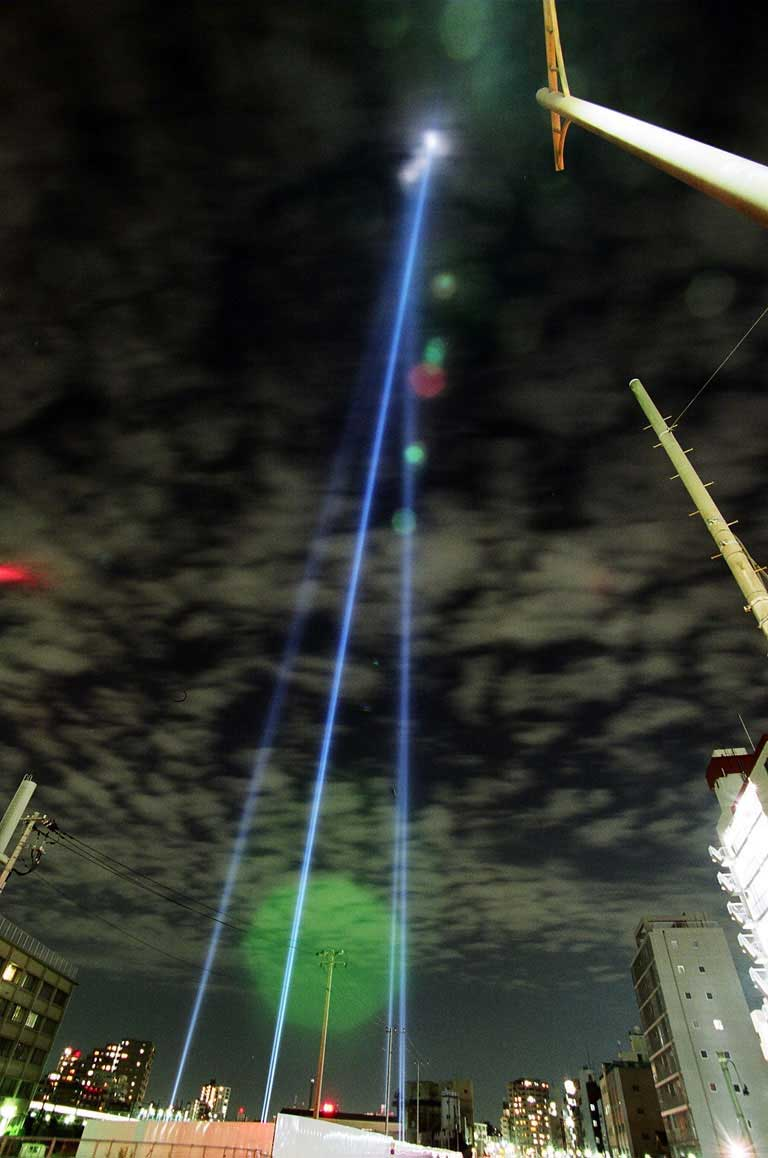
光の束を上空に向け「新東京タワー」の高さを表現。2007年10月6日撮影

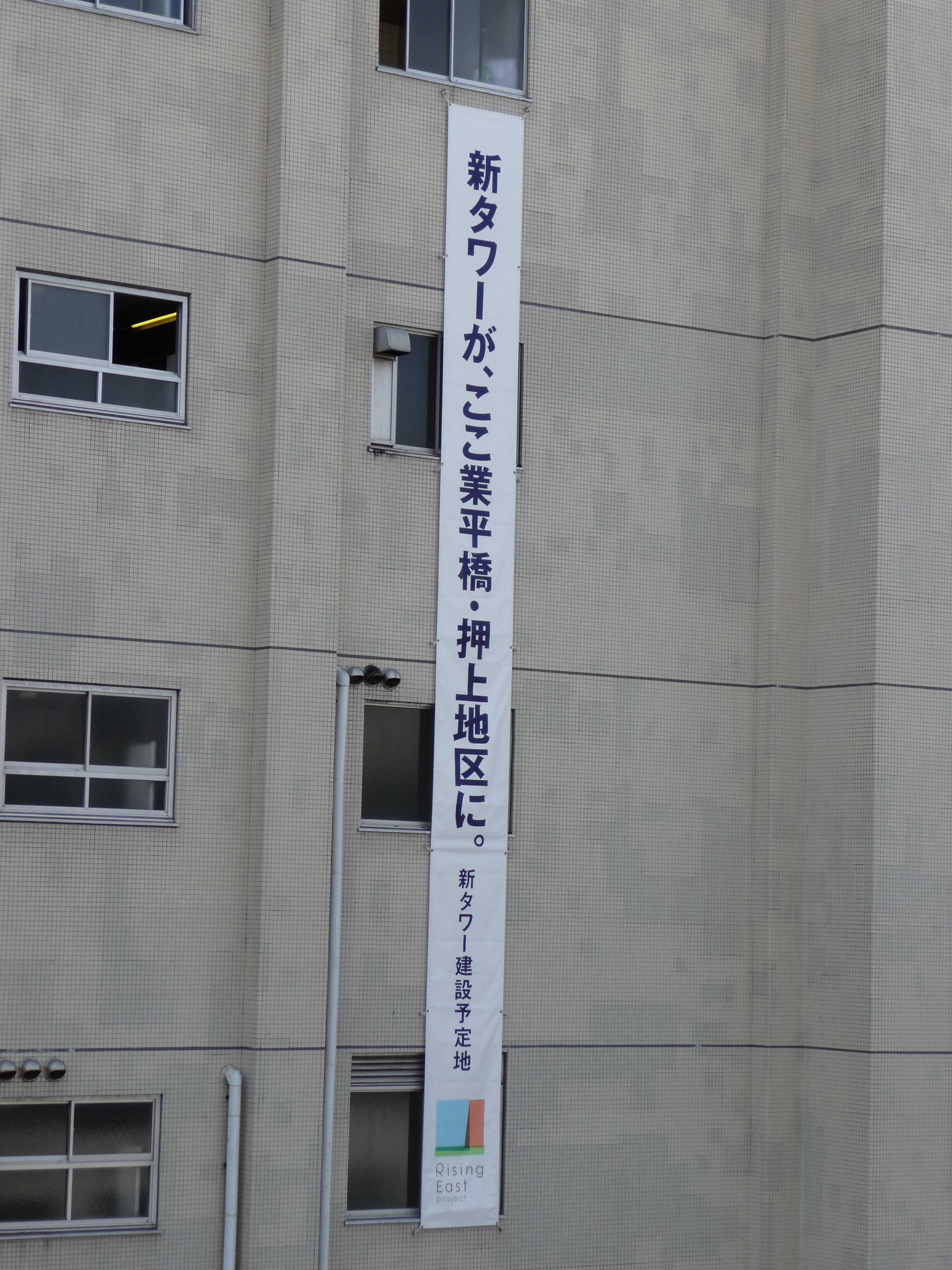
東武鉄道本社ビルに下がる新東京タワー建設地を示す垂れ幕。2008年4月12日撮影

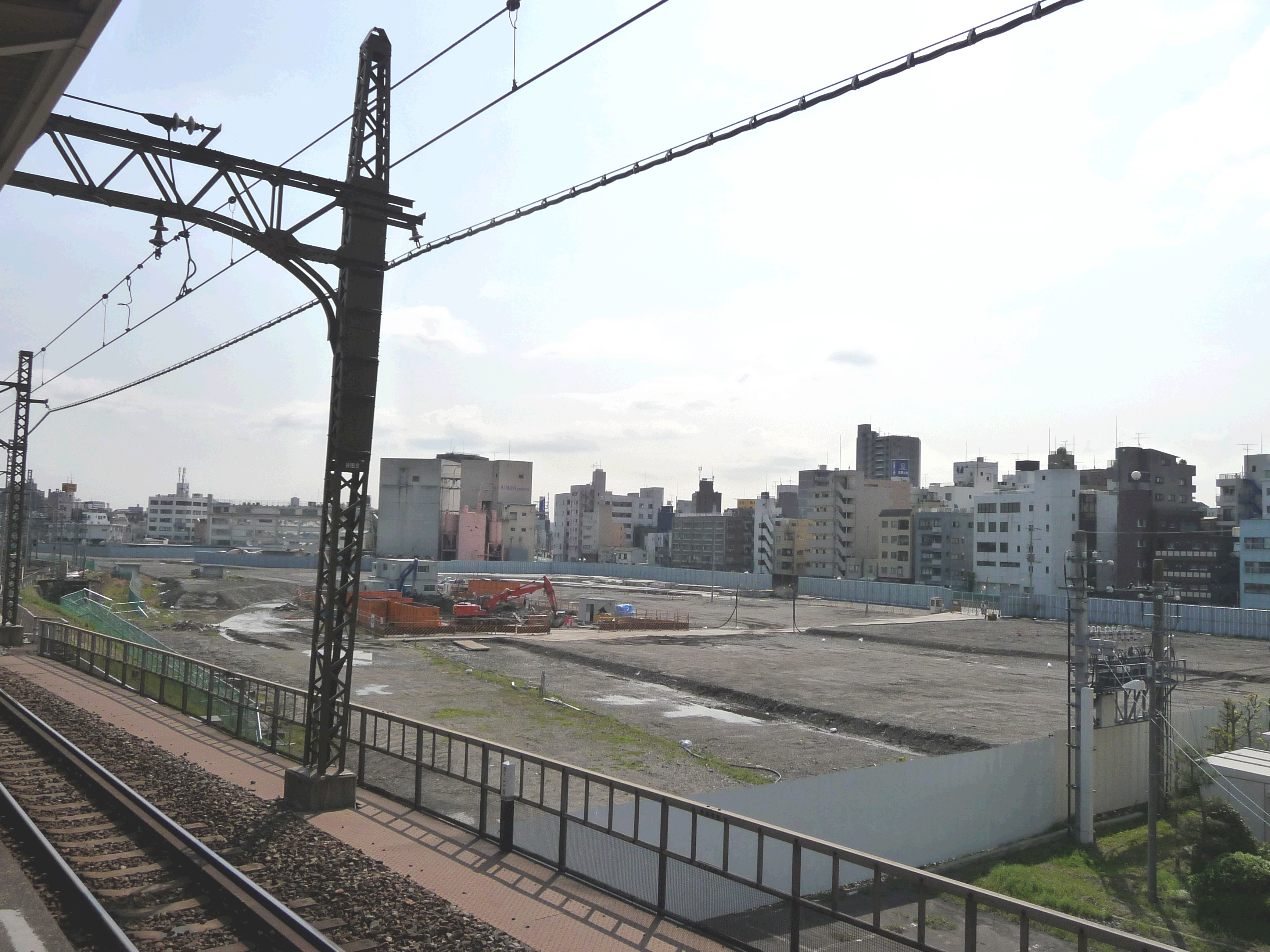
名称公募中の新東京タワー建設予定地全景。2008年4月12日撮影

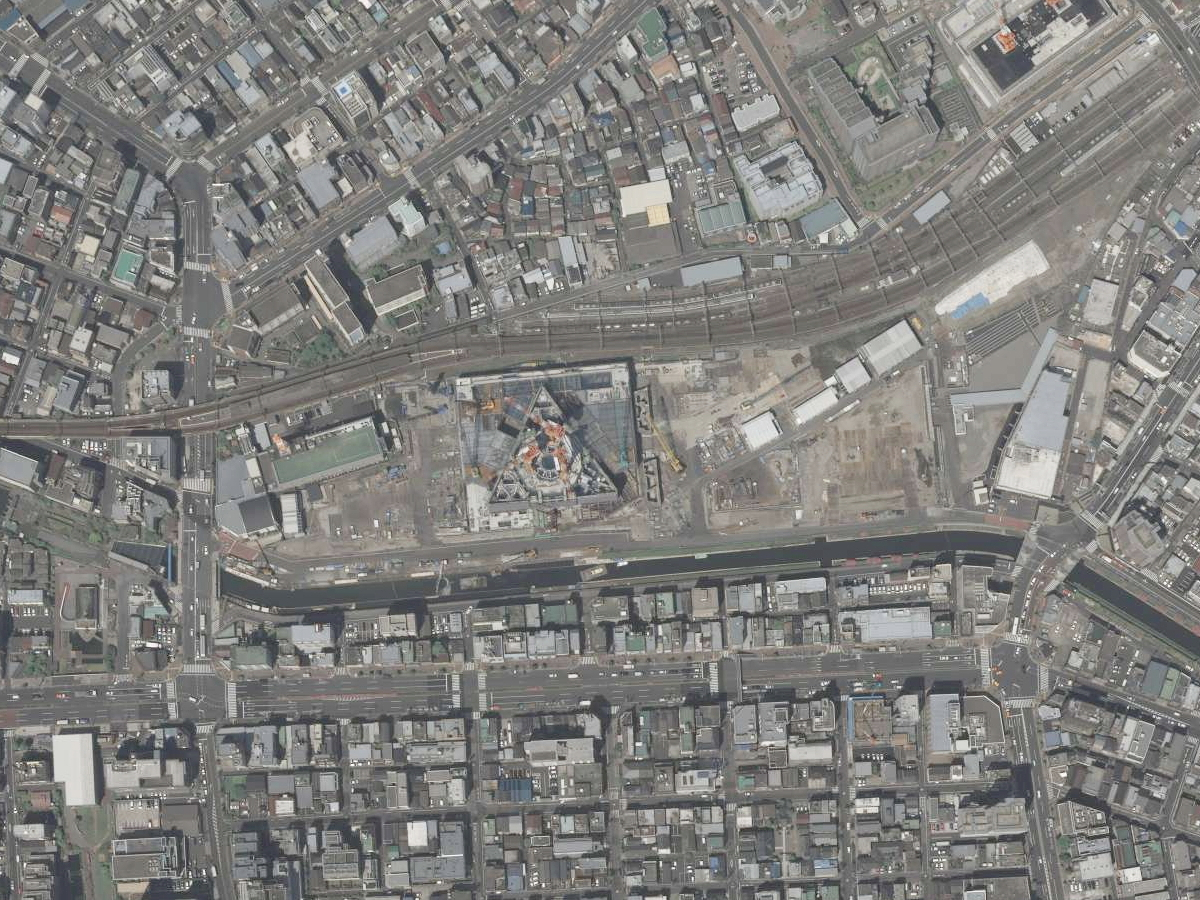
タワー建設中の空中写真（2009年04月28日撮影）

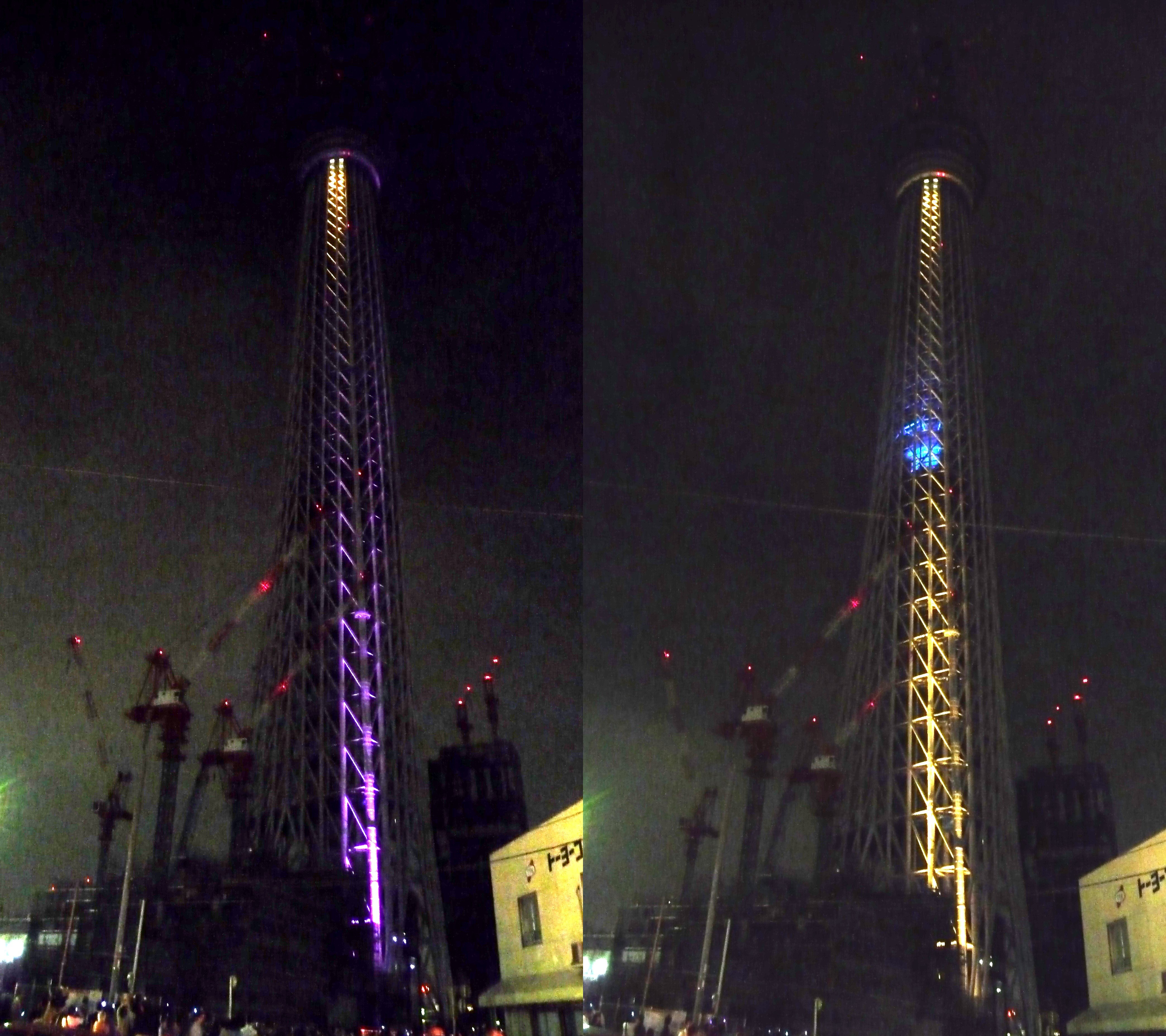
当日限りとされたライトアップ・照明機器性能試験の様子。2010年10月13日撮影

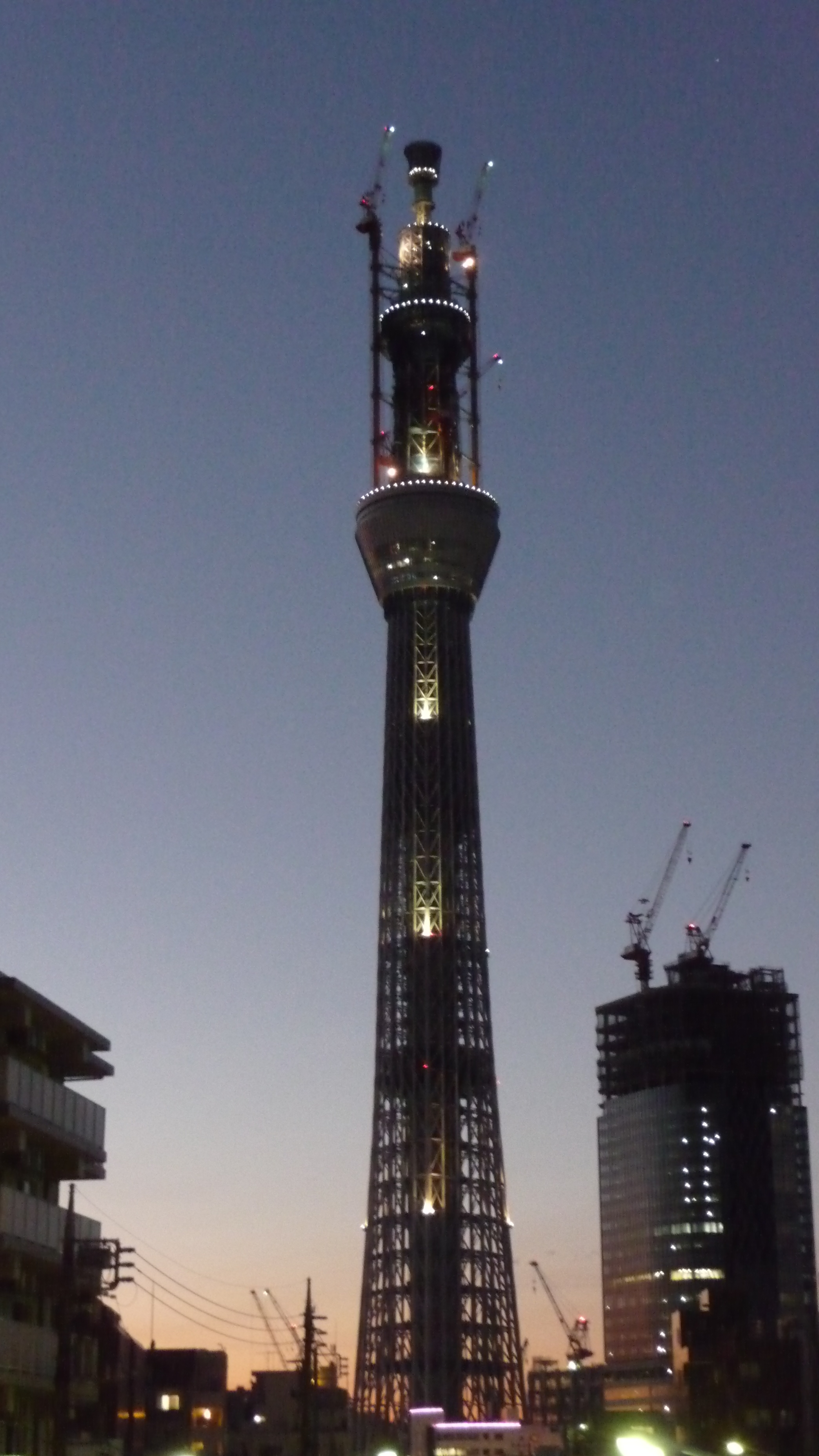
2010年12月24日・25日のクリスマス時期に工事用の照明を夜8時まで点灯

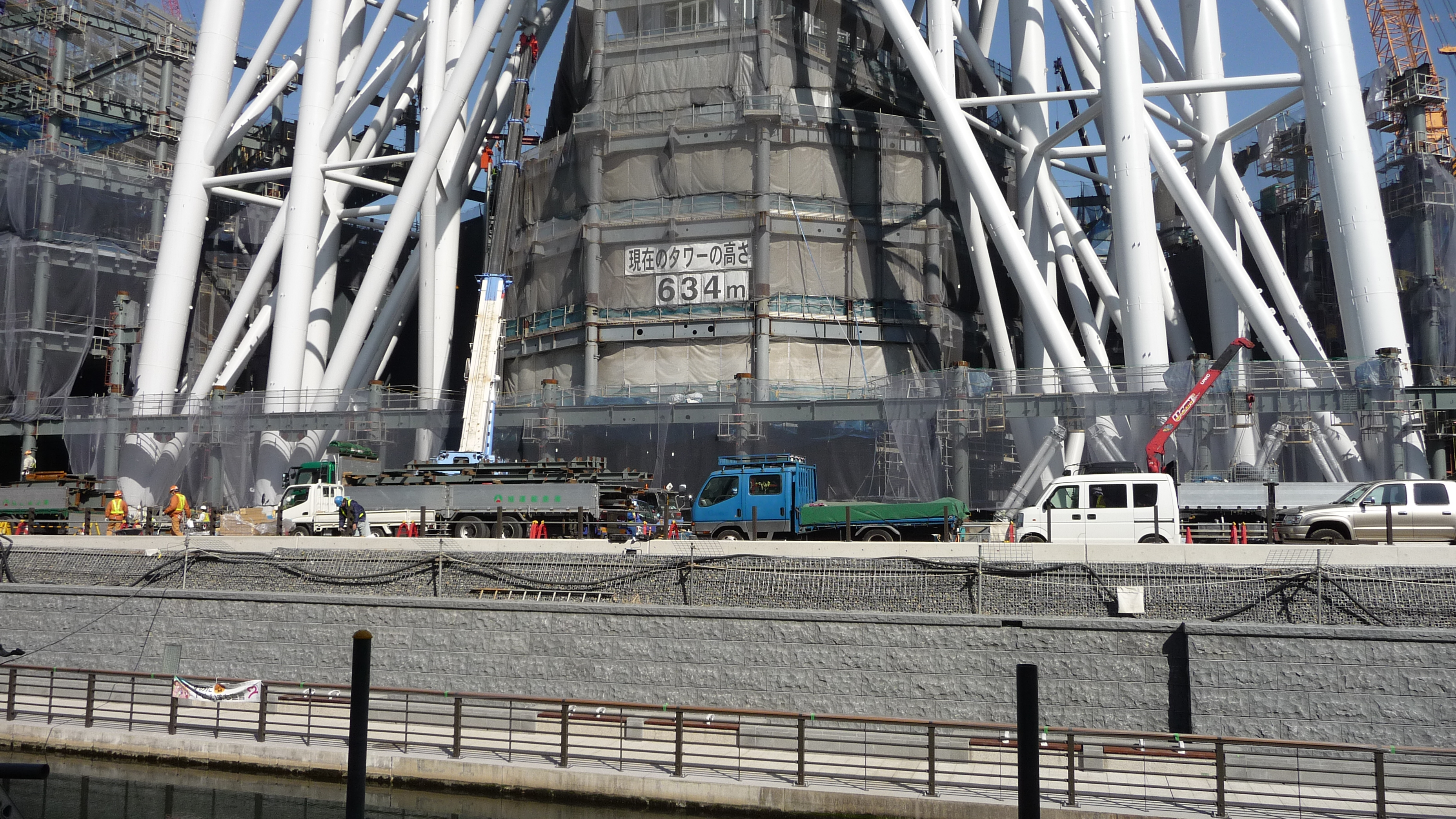
2011年3月18日到達の「現在のタワーの高さ634m」。翌19日撮影

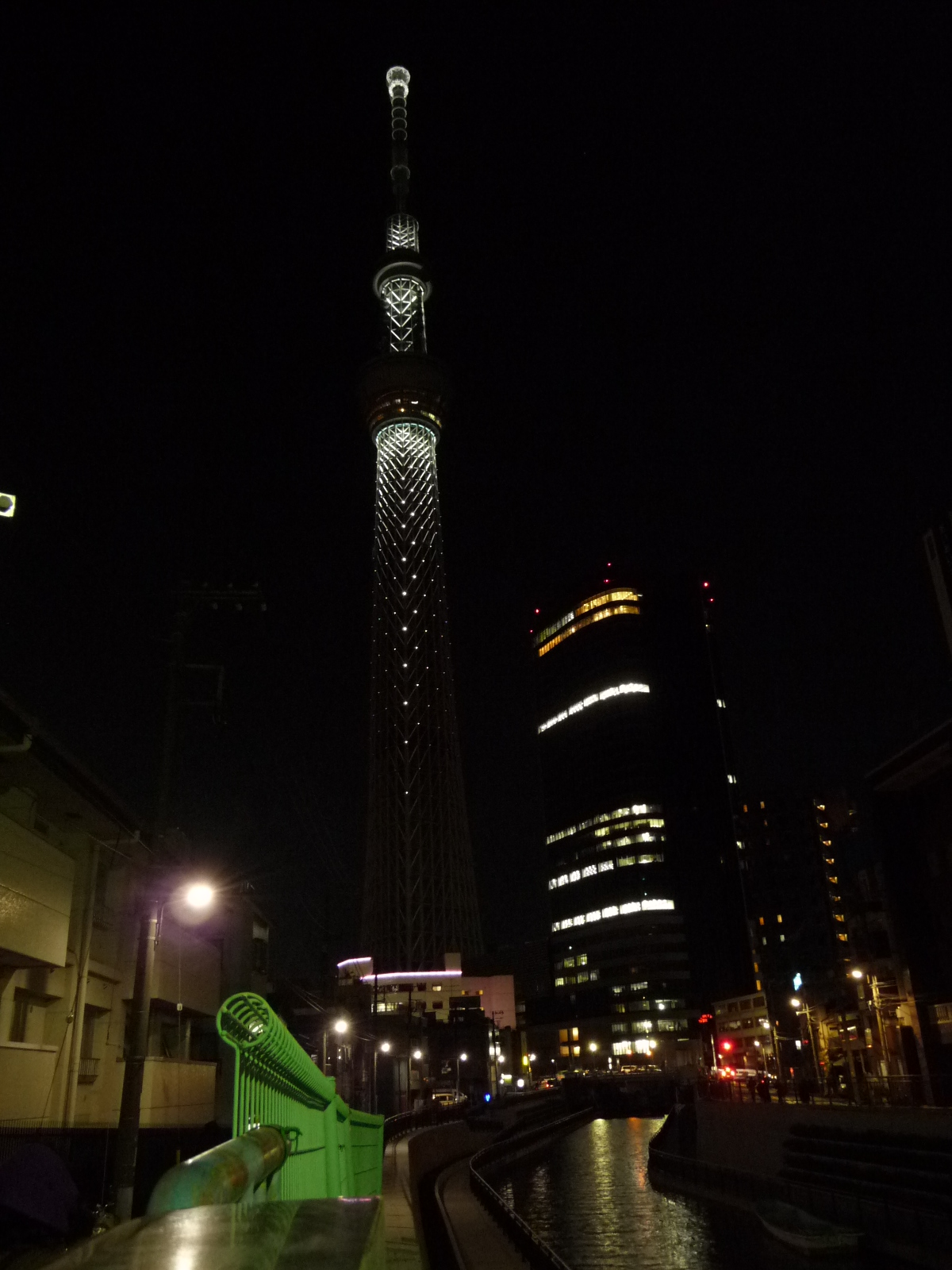
2011年12月23日・24日のクリスマス時期と31日の大晦日の照明

- 8月30日 新タワーライティングデザイナーを戸恒浩人に決定。
- 9月28日 「新東京タワー」の本体施工者を数社による競争入札のうえ、大林組に決定して請負契約を締結した。大林組の請負金額は非公表。着工は2008年夏で、工期は3年6か月を見込む。
- 10月6日 建設予定地でサーチライト9台を使い、新タワーの脚に見立てた光の束を上空に向けて放出された。最初に東京タワー（約333メートル）の高さで光を交差し、その後光を伸ばして610メートルの上空で交差させ「新東京タワー」の高さを表現した。これは前年秋に地元住民らが企画、住民や団体から寄付を募って実現したもの。
- 10月26日 - 11月25日 「新東京タワー」の名称案を公募。応募数17,429件。2008年4月に名称検討委員会により数案に絞り込まれた上、一般投票を経て6月に決定。
- 11月29日 建設地周辺町会を中心とした「押上・業平橋地区新タワー関連まちづくり連絡会」を結成。
- 12月11日 東武鉄道と子会社の新東京タワー株式会社は、日本放送協会（NHK）および在京民放5社の放送事業者6者と同日付で新タワーの"利用予約契約"を結んだと発表した。完成後、改めて各放送事業者と"正式な利用契約"を結ぶという。

### 2008年（平成20年）
- 3月12日 押上・業平橋駅周辺地区に関する都市計画決定（用途地域変更、地区計画等）。
- 3月19日 「新東京タワー」の名称案を、一般公募から「東京EDOタワー」「東京スカイツリー」「みらいタワー」「ゆめみやぐら」「ライジングイーストタワー」「ライジングタワー」の6通りに識者等からなる「新タワー名称検討委員会」によって絞り込んだことを発表。一般投票で正式名称を決定する。投票期間は4月1日から5月31日まで。
- 5月14日 現在の資本金4億円を放送会社などから出資を募り300億円規模とする方針を明らかにした[108]。
- 5月30日 環境影響評価書提出。
- 6月10日 環境影響評価事後調査計画書提出。
- 6月10日 正式名称を「東京スカイツリー」に決定。それに伴い、新東京タワー株式会社は会社名を「東武タワースカイツリー株式会社」に変更。
- 7月14日 安全祈願祭[注釈 13] と起工式典を行い着工。タワー部分の総事業費は約650億円を見込む。
- 9月2日 Webカメラで建設中の様子の中継開始。
- 12月1日 東京メトロポリタンテレビジョン（TOKYO MX）と新タワーの利用予約契約を締結。
- 12月6日 基礎工事（地中50メートルのコンクリート壁の杭工事）が完了。
- 12月26日 エレベーターシャフトの工事が開始され、地上に鉄骨が立ち上がり始めた。

### 2009年（平成21年）
- 2月5日 タワー塔体地下基礎部の鉄骨建て方を開始し、3箇所の鼎（かなえ）で安全祈願を執り行った。
- 2月26日 カラーデザインが公表され、「スカイツリーホワイト」と決定された。
- 4月6日 本体の鉄骨（重さ約29トン、高さ約4メートル、直径2.3メートル、厚さ10センチメートル）を地中の基礎に据え付ける作業と金・銀のボルトで締結する「鋲打（びょううち）の儀」を行い、地上部分の本体の鉄骨を組み上げる工事が開始された[109]。
- 5月1日 建設中の高さ33.4メートルから公式サイトで順次公表開始。
- 6月8日 本体鉄骨組み上げ工事の最初の山場である塔本体を支える3本の脚を地上50メートルで組み合わせる工事が行われた。
- 8月7日 高さ100メートルを超え105メートルに到達。
- 10月16日 完成時の高さを634メートルに変更することおよびライティングデザインを発表。
- 11月10日 高さ200メートルに到達（プレス発表）。
- 11月22日 スカイツリー内部を公開（#外部リンク参照）。
- 12月15日 併設する商業施設に、水族館とプラネタリウム（コニカミノルタプラネタリウム“天空”in 東京スカイツリータウン）を開設することを発表。
- 12月20日 タワー地上部を囲む足場が撤去されタワー支柱が全容を見せる。
- 12月21日 - 26日 クリスマス時期として工事用の全照明を夜9時まで点灯しライトアップ[110]。

### 2010年（平成22年）
- 2月16日 高さ300メートルに到達（プレス発表）。
- 3月1日 ライティング機器のパートナー企業をパナソニック電工に決定。ライティングデザインのオールLED化を目指すことが発表された。
- 3月29日 10時17分、上部に高さ約10メートルのエレベータシャフトが設置されたことで東京タワーの332.6メートルを超えて338メートルとなり日本一の高さの建設物となった。
- 4月24日 東武ワールドスクウェア（栃木県日光市）で、1/25サイズの東京スカイツリーの展示始まる。高さ約26メートル、鋼管柱とFRP製、総工事費約2億円[111][112]。
- 5月5日 最下部斜め支柱に始まる第1展望台の鉄骨建方工事開始[113]。
- 6月5日 タワー中心軸の空洞内でアンテナゲイン塔の組み立て開始[114][115]。
- 7月2日 タワークレーンが塔先端（398メートル）脇3基から第1展望台屋上に1基増設、計4基体制となる。
- 7月4日 空調設備などを置く機械室（150メートル）部分を報道陣に初公開。第1展望台の鉄骨建方工事終了とされた[116][117]。
- 7月26日 7月2日のタワークレーン4基体制後、分解・設置位置変更・組上を繰返し第1展望台上ヤード外周位置での4基体制を確立[118]。北をアナログ時計の12時に例えればクレーン4基の設置位置は目算で3時15分、5時30分、8時45分、11時45分[119]。
- 7月30日 高さ400メートルを超え408メートルに到達[120]。5月29日時点の398mから2か月ぶりに10m延伸。
- 9月11日 高さ461メートルに到達。過去の建造物を含めても高さ日本一だった対馬オメガ局（455メートルの支線式鉄塔。1998年に解体）を超えた。
- 9月13日 エレベータ等を収容するシャフト鉄骨の建て方が完了。
- 9月29日 スカイツリーの商業業務施設運営会社として「東武タウンソラマチ株式会社」を設立。
- 10月13日 当日限りとしてライティングに使用するLED照明の性能試験のため、18時30分から21時10分までの160分間に点灯・消灯をほぼ20回ほど経たライトアップが行われた[26][121]。
- 10月23日 支柱建方による最終高さ497メートルとなる。その後はアンテナゲイン塔を突き上げ最終高さとする[122][123]。
- 10月27日 第2展望台の支柱建方開始。
- 10月28日 公式キャラクター「ソラカラちゃん」決定[124]。
- 11月17日 東京スカイツリー並びに周辺大規模複合施設の施設警備業務を、綜合警備保障と東武ビルマネジメントが受注[125]。
- 12月1日 高さ500メートルに到達。塔体最上部に11月20日から仮置きを始めた制振装置と塔体内からリフトアップされたゲイン塔がドッキングし高さ511メートルとなる[126][127]。
- 12月16日 NHKおよび在京民放5社に対しスカイツリーへの放送局の無線設備の設置に向けた変更許可が認められる。
- 12月18日 地上デジタルテレビ放送のアンテナ取付開始[128]。
- 12月24日 - 25日 クリスマス時期として工事用の照明を夜8時まで点灯。
- 12月27日 スカイツリーを中心とした開発街区全体の名称を東京スカイツリータウン、低層階およびオフィスビル最上階の商業施設の名称を東京ソラマチ、押上側に建設されるオフィスビルの名称を東京スカイツリーイーストタワーとしたと発表[129]。また開業に合わせて東武伊勢崎線業平橋駅の駅名を「とうきょうスカイツリー駅」に変更し、駅施設のリニューアルも行うと発表[130]。
- 12月31日23時45分 - 2011年1月1日0時30分 大晦日から新年を迎えた45分間、クリスマス時期と同じ工事用の照明を点灯。

### 2011年（平成23年）
- 1月28日 TOKYO MXに対しスカイツリーへの放送局の無線設備の設置に向けた変更許可が認められる[131]。
- 2月3日 NHK東京FM、J-WAVEおよび道路交通情報通信システムセンターに対しスカイツリーへの放送局の無線設備の設置に向けた変更許可が認められる[58]。
- 2月17日 北十間川越しに見えたタワー正面の地上から立ち上がる支柱部分が鉄骨で遮られ始める。
- 2月28日 高さ600mを超える予定であったが降雨と軽風ないし軟風の天気で翌日以降に持ち越した[132]。
- 3月1日 ゲイン塔のリフトアップが行われ、13時7分に600メートルに到達。さらに13時29分には高さ601メートルに到達し、広州塔を抜いて自立式電波塔として世界一の高さとなる。同日中に、604メートルまで到達した[133]。
- 3月12日 625メートルに到達。3月11日の東北地方太平洋沖地震（東日本大震災）によって東京タワーのアンテナが曲がる被害が発生したため、急遽スカイツリーも損傷を受けていないか点検。3月14日に作業員全員の無事と塔構造体への被害がなかったことを確認したと発表した[134]。後日内部に亀裂があったことが判明という報道[135] があったものの誤報であることがわかり、これを報じた日刊ゲンダイは4月22日の紙面で「取り消し」と「謝罪」をした[136]。一方で地震発生の影響で資材納入に遅れが生じたため年末の竣工予定が2か月延びる形となった[137]。
- 3月18日 13時34分、完成時の高さ634メートルに到達[138][139]。
- 5月23日 2010年7月2日以来4基体制となっていた建て方専用クレーンの順次撤去開始[140][141][142]。
- 6月7日 東京スカイツリータウンの開業日と展望台入場料金などを発表[143]。
- 9月15日 ジャパン・モバイルキャスティングに対し、携帯端末向けマルチメディア放送墨田局の予備免許が交付される[71]。
- 10月上旬 NHKと在京民放5局の実験試験局が本放送の700分の1程度の弱い電波で試験電波を発信開始。関東自動車無線協会の実験試験局もタクシー無線の電波発射試験を実施[81]。
- 10月31日 建て方専用クレーン4基、その後設けた順次小型とした解体用クレーン3基すべての撤去完了[144][145]。
- 11月4日 スタッフ着用のユニフォーム7種類を発表。デザインは皆川明のミナ・ペルホネンによるもの[146]。
- 11月17日 ギネス世界記録に「世界一の高さのタワー」の認定を受け、『ギネス世界記録2012』に掲載[147][148][149]。
- 12月 この頃までに放送事業者による無線設備の取り付け工事が完了し、1年間の試験電波期間に入る[53]。FM放送も同時に試験電波期間に入るが、テレビ放送よりは短くなる。
- 12月5日 この日の未明（3時）からNHKおよび在京キー5局が東京タワーからの放送休止時間帯に試験電波を40分程度、地上デジタル本放送と同じレベルのフルパワー（10 kW）を初めて発射[81][150][151]。
- 12月23日 634メートルに到達してから初めてライトアップが灯される。

### 2012年（平成24年）
- 2月9日 高さ350メートルの第1展望台が「天望デッキ」、450メートルの第2展望台が「天望回廊」と命名される。
- 2月下旬 夜間ライトアップの部分試験点灯開始[152]。
- 2月29日 竣工[137][153]。東日本大震災の影響で建築材料などの資材調達が滞り当初の計画から2か月遅れた[154]。綜合警備保障が国内最大規模の常駐警備を開始[155]。
- 3月2日 竣工式。東武タワースカイツリー、工事、放送など関係者約70人は神事を伴い執り行った[156]。
- 3月 ゲイン塔根元部分に設置されたセンサーによる落雷観測を開始[96]。
- 3月8日 地上240メートル地点と第1展望台の上部分（地上375メートル）に設置したテレビ各局のお天気カメラの運用開始[注釈 14][157]。
- 3月10日・11日 東京大空襲から67年、東日本大震災から1年になる両日の夜間（18時から22時）に追悼のライトアップを実施[158]。
- 3月17日 東武伊勢崎線業平橋駅を「とうきょうスカイツリー駅」に改称。同時にダイヤ改正で同駅が特急停車駅となる[159] ほか、東武伊勢崎線浅草・押上 - 東武動物公園間の愛称として「東武スカイツリーライン」が付けられる[160]。
- 3月23日 関東自動車無線協会のタクシー無線の一部運用を開始[82][161][162]。
- 3月下旬 荒天時に実施する展望台付近の雲のライトアップの実験を開始[152][163]。
- 4月1日 携帯端末向けマルチメディア放送「モバキャス」および同放送を使用したスマートフォン向け放送局「NOTTV」の本放送開始[72]。
- 4月17日
  - 第2展望台「天望回廊」が報道関係者向けに初めて公開。
  - 栃木県から来た兄弟2人が東京スカイツリーに登ろうと隣接施設に不法侵入し、現行犯逮捕される事件が発生[164]。
- 4月19日 「雅」と「粋」のライトアップが初めて行われる。
- 4月23日 NHK東京FM（82.5メガヘルツ）とJ-WAVE（81.3メガヘルツ）の送信所を東京タワーより移転しスカイツリーから本放送を開始[59][60]。同時にNHK-FM放送を使用したVICSの文字多重放送、および関東自動車無線協会のタクシー無線の本運用も開始[83]。
- 4月26日 天皇と皇后（当時。現・上皇明仁・上皇后美智子夫妻）が行幸啓し、天望回廊を視察[165]。
- 5月3日 - 5日 墨田区民を対象とした内覧会を実施。著名人や報道関係者以外に初めて公開。
- 5月14日 午前、「天望デッキ」で関係者約100人が出席し開業記念式典を開く[166]。
- 5月22日 開業。同時に押上駅の副駅名として「スカイツリー前」を導入[160]。10時オープン予定だったが、人が多く集まり混雑したため30分繰り上げて9時30分オープンとなった。また、夕方ごろに強風のためエレベーターが停止し天望回廊への入場が打ち切られた。開業日の特別演出として30分ごとに「粋」と「雅」のライティングが交互に行われた[167]。
- 7月7日 七夕ライトアップを実施。「粋」「雅」以外のライトアップを実施するのは初[168]。
- 7月11日 それまで予約のみ受け付けていた天望デッキの当日券販売を開始。
- 7月28日 開業してから初めて隅田川花火大会の日を迎え、特別営業体制となる。また、映画『東京スカイツリー 世界一のひみつ』を公開。
- 8月1日 8時54分、来場者（「天望デッキ」への累計入場者）数通算100万人を達成[169]。
- 8月27日 この日からTOKYO MXが物理16チャンネルで試験電波を毎日、地上デジタル本放送と同じレベルのフルパワー（3 kW）で発射。9月27日までは映像・音声信号のない状態で電波を発射していたが、9月28日以降は東京タワーと同じ内容の電波（いわゆるサービス放送）を発射[170]。
- 9月7日 2020年夏季オリンピックの開催地決定1年前にあたるこの日、特別ライトアップを実施。
- 10月1日 5時、TOKYO MXの物理チャンネル切り替え措置のため東京タワーとのサイマル放送を開始[52]。また、ピンクリボンの一環としてレインボーブリッジや東京タワー、東京都庁舎と同じくピンク色にライトアップ。
- 11月1日 NHK会長松本正之が深夜の試験電波送出によるモニター調査で受信障害が判明したと記者会見で発表[171]。
- 12月22日 一般視聴者向けにスカイツリーからのテレビ放送電波の受信確認を促す『東京スカイツリー受信確認テスト』の放送をNHKとキー局で開始[172][173]。

### 2013年（平成25年）
- 2月28日 開業283日目に展望台への来場者が500万人に到達[174]。
- 5月12日 正午、TOKYO MXが東京タワーからの送信を停止し、東京スカイツリーからの送信に全面移行[54]。
- 5月13日 台湾の高層ビル、台北101と友好関係を締結[175]。
- 5月20日 開業363日目に展望台への来場者が634万人に到達[176]。
- 5月22日 開業1周年。これを記念し、歴代特別ライトアップを全て行った[177]。
- 5月31日 9時、NHK・在京民放キー局7局のテレビ放送のスカイツリーからの本放送開始[178][179][180][181]。
- 12月6日 開業1年半あまりで展望台への来場者が1000万人を突破[182]。

### 2014年（平成26年）
- 4月1日 消費税率の8%引き上げに伴い、天望デッキ・天望回廊の入場料金を改定[183]。
- 5月 NOTTVのお天気カメラの運用開始[要文献特定詳細情報]。
- 5月22日 開業2周年。
- 9月3日 TBSラジオ&コミュニケーションズ（現・TBSラジオ）、文化放送、ニッポン放送に対し、FM補完中継局の予備免許が付与される[64][65]。

### 2015年（平成27年）
- 5月22日 開業3周年。
- 9月 FM補完中継局の設備工事完了[184]。
- 10月5日 FM補完中継局の試験電波発射開始[66][67]。
- 11月9日 開業約3年半で展望台への来場者数が2000万人を突破[185]。
- 11月15日 同月13日に発生したパリ同時多発テロ事件の追悼で、フランスの国旗の配色であるトリコロールのライトアップを実施[28]。
- 12月7日 13時、TBSラジオ&コミュニケーションズ、文化放送、ニッポン放送でFM補完放送の本放送開始[68]。
- 12月17日 映画『スター・ウォーズ/フォースの覚醒』公開記念で、ライトセーバーをイメージした赤と青のライトアップを20日まで実施[30]。

### 2016年（平成28年）
- 5月22日 開業4周年。これに伴い、天望デッキ（H350）行エレベーターの上部のモニターが春夏秋冬の演出に変わる。
- 6月30日 正午、モバキャス及びNOTTVの放送を終了[73][74]。

### 2017年（平成29年）
- 5月18日 新たなライトアップ「幟」を追加。
- 5月22日 開業5周年。

### 2018年（平成30年）
- 5月22日 開業6周年。
- 10月23日 H155地点にある、スカイツリーテラスツアーが営業開始（2019年11月29日までは土日祝日・特定日・繁忙期を除く平日のみ開催）。

### 2019年（平成31年・令和元年）
- 4月1日 天望デッキ・天望回廊の入場料金を改定。今回の改定で平日料金・休日料金を設定されるほか、セット券も新設。未就学児の方は無料になる。前売券（日時指定券）が当日券よりも安く購入可能[186]。
- 5月22日 開業7周年。
- 11月30日 スカイツリーテラスツアーが土日祝日も開催される（特定日・繁忙期は開催されない）。

### 2020年（令和2年）
- 3月1日 - 5月31日 COVID-19の感染拡大により、予防および拡大防止のため、3ヶ月間臨時休業。
- 5月22日 開業8周年。
- 7月22日 スタッフ着用の新ユニフォームを発表。デザインは東山恵によるもの。新ユニフォームは10月から使用開始[187]。

### 2021年（令和3年）
- 1月 - 日本国政府から東京都に対しての緊急事態宣言発令（第2回）により、東京都が飲食店への20時までの時短営業を求める要請に沿い、閉館を20時までに繰り上げ。
- 3月19日 - 緊急事態宣言の解除、並びに東京都から新たな飲食店への時短営業を求める要請に沿い、閉館を21時までに繰り上げ[188]
- 4月12日 - 東京都より新型コロナウィルス感染症蔓延防止等重点措置（指定期間・5月11日まで）に指定されたことにより、飲食店への営業時間をさらに20時までに繰り上げる時短営業を求める要請に沿い、閉館を再び20時までに繰り上げ[189]
- 4月25日 - 日本国政府から緊急事態宣言発令（第3回）により、東京都が飲食店を含む大型商業施設に対して休業を求める要請が出たことに伴い、食品フロアなどの一部専門店街を除き、全館臨時休業となった[190]
- 6月1日 - 東京都による緊急事態措置等の要請に基づき、平日料金適用日である平日のみ午後8時までの時短営業で営業を再開。土日は6月20日まで臨時休業、26日から休日料金適用日の土日祝日の営業を再開。

### 2022年（令和4年）
- 3月22日 - 東京電力管内の電力逼迫警報により消灯[191]。
- 4月12日 - この日より開業10周年記念企画の展開を開始。あわせて記念公式アンバサダー「リアルソラカラちゃん」として女優の福原遥を起用[36][192][193]。
- 5月22日 - 開業10周年。

## 建設地決定までの誘致活動とその経過
「在京6社新タワー推進プロジェクト」は新タワーの建設地を第1候補地は「墨田・台東エリア」、第2候補地は「さいたま新都心」としていたが2006年3月31日に「墨田・台東エリア」に決定した。決定までには東京の各地でいくつもの誘致活動が行われた。

### 東京都

#### 墨田区
第1候補地になっていた東京都墨田区「業平橋・押上地区」は、東武伊勢崎線の業平橋駅構内の一部と押上駅（京成押上線・都営浅草線・東武伊勢崎線・東京メトロ半蔵門線）との間にあった貨物駅跡地を中心とした地域である。跡地所有者は東武鉄道であり、同社は事業主体として建設費約500億円を負担するとしている。
2005年（平成17年）8月25日、同社が、NHK・在京6社と墨田区との間で、建設決定を協議するための「三者間確認書」を交わし、12月末に最終決定することで合意したため、墨田区を候補地として決定することが有力となった。しかし、現在の東京タワーを改修して使う案も消えていないことと、放送事業者側と東武鉄道の間で新東京タワーにおける賃貸料を巡る交渉が難航していたため、12月26日に年内の決定を断念して、翌2006年（平成18年）3月末までの決定に変更した。
決定時期が延期となった理由について墨田区と東武鉄道は、協議時間が不十分だったためと説明した。2006年（平成18年）3月25日にNHKと在京6社は墨田区に建設することを正式に決定し、同月31日に報道発表がなされた。

#### 港区
東京タワーの運営会社である日本電波塔は、2004年（平成16年）夏に、放送事業者に対し、東京タワーの高さを現在より30メートル程高くしてアナログテレビ放送終了後にアナログテレビ用アンテナを撤去しデジタルテレビ用アンテナに取り替え、送信アンテナ位置を現在より約90メートル高い地上350メートルに設置するとの案を示した。この案の場合、新東京タワーの建設費約500億円に比べて改修費用約40億円と割安であり、各局の新タワーに比べて放送施設賃貸料に大きく差が付くと言われている。同社は収入の約6割を放送関連設備などの賃貸料から得ており、新東京タワーが完成した場合、放送事業者の設備がすべて東京スカイツリーへ移ってしまうなど、大幅な収入減となる。
これらの動きはさほど報道されなかったが、同社は2007年（平成19年）9月21日にアンテナを80メートルから100メートル高くし、地上デジタル放送への完全移行に対応することを発表し、報道された。

#### 練馬区
高さ1,008メートルの「東京ワールドタワー」を、新東京タワーとは別に練馬区の誘致団体「東京ワールドタワー推進協議会」（奥田則男会長）が西武鉄道系列の遊園地・としまえんの敷地約2万m2に建設を目指して、西武とロッテグループなどとの共同で誘致活動をしていた。なお、タワーのデザインは西武線在住で漫画家の松本零士が担当した。

#### 新宿区
東日本旅客鉄道（JR東日本）新宿駅南口の山手線や中央線の線路上空に基盤を整備し、600メートル級タワーの建設をJR東日本が構想していたもの。建設費は約500億円と試算。
各放送局との距離の近さ等を売りにしていたが、当時の運輸省（現・国土交通省）が、航空法の改正により、将来的に羽田空港離着陸の航空機に対して新宿上空経路を解禁することを計画していたため、同省から飛行機運行上の支障になるとの指摘を受けて、計画は立ち消えとなった。

#### 豊島区
サンシャインシティの隣接地にある独立行政法人造幣局東京支局の敷地に、高さ600メートル級のタワーを誘致する活動を特定非営利活動法人東京アーバンクリエイト21が行っていた。また、サンシャインの広場と併せて防災用の広場ともなっていた。なお、豊島区は前述の東京ワールドタワー（練馬区）の誘致活動にも参加していた。

#### 台東区
商店街や観光連盟など民間主導による「台東ワールドタワー」の誘致活動もあった。場所は台東区立隅田公園や区民会館の周辺地区で、高さ600メートルのタワーを建設する計画だった。

#### 足立区
東六月町のニッポン放送アンテナ跡地の他、舎人公園敷地内にタワーを誘致する2つの計画があり、共に高さ600メートルのタワーを建設する計画だった。
舎人公園のタワーは、舎人公園駅の真横での建設を計画。第1展望室を310メートル、第2展望室を420メートルの高さに設け、敷地は2万平方メートルだった。開業年度の年間想定入場者数は330万人。概算の建設費は307億円で、誘致活動は足立区が行っていた。しかし舎人公園の管理者は東京都であり、当時都知事だった石原慎太郎は計画に否定的だった。

#### 千代田区
秋葉原駅前の駐車場（後の秋葉原クロスフィールド付近）に高さ800メートルのタワー（秋葉原タワー・アキバタワー）を建設する計画もあり、オフィスやアミューズメント施設も入居する複合施設として計画されていた。なお当初は現在ロータリーや秋葉原クロスフィールド等が立地する山手線沿いの東西（神田青果市場跡）が再開発前であり、高架を跨いだ600メートル級のタワーを構想中という報道がされていた。同駅前には800メートル級を想定したタワー模型が設置されていたことがあった。

### 埼玉県

#### さいたま市
埼玉県とさいたま市は「第2候補地」として、大宮台地上に位置する埼玉県さいたま市中央区のさいたま新都心の8-1A街区に「さいたまタワー」を建設する構想を提唱していた。「さいたまタワー」は在京6社新タワー推進プロジェクトにより東京の震災時のバックアップ機能が優れているとして、「墨田・台東エリア」に次ぐ候補地となっていた。埼玉県ならびにさいたま市の関係者は「さいたま」に対するイメージアップ等を企図して懸命に「さいたまタワー」の誘致活動を実施したものの、電波の混信世帯が約14万世帯に及ぶと想定され、これは「墨田・台東エリア」との比較で約7倍の規模に達し、その対策費用もより巨額になるという理由から落選した。
「さいたまタワー」の建設予定地だった、さいたま新都心の8-1A街区は暫定的に駐車場として使用されており、2008年（平成20年）3月に、高さ186メートルのオフィス用超高層建築物を建設することで正式に決まったが、世界金融危機の影響で開発担当企業が規模縮小を要望、埼玉県とさいたま市がこれを拒否し、2010年（平成22年）に再び白紙となった。2011年（平成23年）には、さいたま赤十字病院や埼玉県立小児医療センターなど、建物が老朽化している県内既存医療施設の移転案が浮上し、2017年（平成29年）に移転が完了した。

## 新タワー建設自体の是非と立地を巡る議論
関東圏に新しく電波塔を建設することの利点と問題点が議論されていた。
北関東では、地理的条件で宇都宮（宇都宮タワー）・榛名（前橋テレビ放送所）波が受信できず、タワー波の受信レベルでさえ低い地域でも、地上デジタル放送を受信することができるようになる。県域局のTOKYO MXが茨城県などで混信の少ない16チャンネルへ変更となり、さらにスカイツリーへ今のままの送信出力・指向性なしで移転することで、実質的にエリアが拡大することが期待されていた。一方でTOKYO MXは、親局を東京スカイツリーに移し、東京タワー以上に高い位置から送信することで、都内全域に放送を届けられるようになるが、その分スピルオーバーが大規模に発生するとして、近隣県の独立放送局から反発を受けていた。
過去に秋葉原地区でテレビ塔建設の検討を行った際に、「電波塔直下において、高感度の受信機ではノイズ等が発生するおそれがある」が建設中止の理由の一つであった。このため、東京スカイツリーでも同様の懸念がある。
東京タワーと異なる場所になるため、テレビアンテナの向きを変える必要があるのではないかという質問 が多数寄せられたが、総務省・日本放送協会技術部などの見解は「問題なし」 である。2009年（平成21年）までのシミュレーションによると、スカイツリーに対して一番受信しづらい90度の向きであっても十分な電界強度が得られる。ただ、ごく近隣での受信では減衰させるアッテネータを使用したほうが安定する場合もある。
アンテナの向きに関して、総務省は情報通信審議会情報通信政策部会「第42回地上デジタル放送推進に関する検討委員会」（2009年（平成21年）1月16日開催）において、「関東広域圏の地上デジタル放送の親局が、東京タワーから東京スカイツリーに移行することによる視聴者への影響は、ほとんどないであろう」との見解を示した。
東京23区内は電波の強度が強く、アンテナが東京スカイツリーに向いていなくても地上デジタル放送の番組を視聴できる可能性が高く、また東京タワーや東京スカイツリーから離れている地域については位置関係が相対的に変わらないため、視聴者に与える影響はほぼないだろうとの見方が示されていた。しかし、実際には後述のような電波障害が発生し、移行スケジュールに大きな遅れが生じた。

## 東京スカイツリーの問題点

### 経済面
東京スカイツリーができることにより多くの観光客が当地を訪れ、地元の商業が活性化することが期待できる。しかし、テナントを募集する際は地元の商店を優先したものの家賃が高いことから（墨田区の坪単価は1万円前後だが、スカイツリーは3 - 5万円）1軒も入らないことに決まった。結果、東京スカイツリーには大規模な商業施設が併設され、短期的に見ると地元商店街を圧迫するおそれが大きい。長期的に見ると、日本において過去に建設された多くの観光タワーや観光施設としてのテーマパークはその価値の低下・陳腐化によりオープンから時間が経つにつれ入場客が減少している。入場者の安定的な確保には東京ディズニーランド、東京ディズニーシーを含む東京ディズニーリゾートのような巨額の再投資が必要であるがその費用が十分確保されていないことから、タワー自身の観光的価値に多くを依存することは大きな経営的リスクを伴うと指摘されている。
2018年に入り、入場者数が年々減少（開業翌年比7割）している背景 から、2019年4月から団体予約客の料金引き下げ方針を発表した。このほかに、スカイツリータウンの入場者数も開業年の4476万人から3078万人に減少している。

### 環境・安全面
周辺地域では東京スカイツリーを訪れた多数の観光客・見物客による違法駐車、ゴミのポイ捨て、立ち小便、深夜・早朝の騒音、交通渋滞、歩きタバコなども問題となっている。
タワー本体に風が当たり風切り音が騒音となるともいわれる。

### 天候問題
2010年（平成22年）2月から3月にかけて300メートル前後まで、4月17日には約350メートルの高さとなったが、この時東京に降雪があり、タワー上部に積もったり付着した雪の片または塊の落下が見られた。このため、降雪時には事務所内に対策本部を設けている。2012年1月下旬にも落雪が原因と思われる被害が半径200メートル以内に出た。
同塔は構造上は円筒状の柱が上下斜めになっていて雪が積もりにくいが、その材質が金属のため外気温の変化を受けやすい。更に展望台は雪が積もりやすく、高い位置に長時間積もった雪は氷のように硬くなりやすいことから大きな塊が落ちた場合に備えて、2012年（平成24年）2月11日と12日には東武タワーと大林組は通行人に落雪への注意を呼び掛けた。また、東武タワーは同被害に対し賠償に応じている。2012年末までに地上150メートル以上から最頂部634メートルの間に計45台へとカメラを増設し、積雪状況を監視して地上の約60人の警備員が歩行者や住民に落雪の注意喚起を行う。2013年1月15日には直径20センチメートル以上の雪塊が何度も落下し、一部では規制線が張られ、また民家の屋根に穴が開くなどの被害が4件発生した。
このように、スカイツリーは開業前から落雪問題がしばしば指摘されてきたが、開業以降は強風問題も浮上している。開業初日には、早くも暴風雨によりエレベーターの運行が一時停止され、さらに第2展望台の営業を2時間以上早く打ち切った。この日を含め、2012年度は展望台の営業を25日休止した。
2013年度（平成25年度）は展望台の営業を40日休止したことが響き、スカイツリーの年間来場者実績は約619万人と、想定より25万人下回った。

### 電波障害
茨城県かすみがうら市で視聴されるテレビは東京タワーからの電波を受信していたが、東京スカイツリーからの電波と干渉してしまって電波が受信しづらくなってしまう地域があるため、東京スカイツリーによる電波障害を市民に注意喚起していた。
前述の通り、東京タワーから東京スカイツリーへの移転により電波障害は発生しにくいと考えられており、在京テレビ6社の切り替えは2013年（平成25年）1月頃を予定していた が2012年（平成24年）7月から10月の間に、深夜、東京タワーからの送信を止め、東京スカイツリーから送信する試験電波による視聴者参加のモニター調査を行った結果、集合住宅で10.5パーセント、戸建住宅で11パーセントの世帯が電波を正しく受信できないことがわかった。原因としてアンテナの向きの問題や室内アンテナの使用、強電界エリアにおいて設置されている受信ブースターによって電波が増幅され強すぎることで正しく受信できない問題等が挙げられた。受信障害は地域的な偏在ではなく、設置状況に応じて点状に散在しており、試算では関東1都6県約1500万世帯・事業所のうち約16万件に影響すると判明し、予想以上の受信障害への対策のために機能移転が遅れる見通しであると、NHK会長松本正之は2012年（平成24年）11月1日の記者会見で明らかにした。
このため2012年（平成24年）12月22日から、東京スカイツリーからの電波の受信確認を促す『東京スカイツリー受信確認テスト』の放送を在京テレビ6社で開始、問題がある場合には東京スカイツリー移行推進センターに相談するよう呼びかけ、計100億円を負担して各家庭のアンテナ調整や交換など受信障害回避の対策を行うこととなった。また、当該在京テレビ6社以外の放送局（テレ玉、チバテレ、tvk、放送大学等）の受信に影響が出た場合にも移行推進センターで対応している。この問題により機能移転は2013年（平成25年）5月1日に変更するとし、その後同年5月末頃へと変更された。
その後、受信確認テストを繰り返した結果、視聴者からの相談件数が減少し対応工事のめどがついたことから総務省と協議を行い、2013年（平成25年）5月24日に、総務大臣新藤義孝が今後の試験放送で受信障害が急増しないことや、各局が移転後も受信対策に万全を期すことを条件として同年5月31日にスカイツリーへの移転を容認する、と表明し、在京テレビ6社も正式に同日の移転を行うと発表 した。そして、同年5月31日9時にスカイツリーからの放送に移行した。
なお、同年3月31日時点で16万4251件の相談があり7万1516件に対策が必要な事が判明し、同年5月28日までの要対策件数は12万5400世帯であった。さらに、同年5月31日9時の完全移行後、スカイツリーの地元である墨田・台東・江戸川3区のケーブルテレビを受信している約2200世帯で、古くなった端子やケーブルにスカイツリーからの強い電波が干渉したことが原因で、画面が乱れたり何も映らないなどの受信障害が発生した。また、同日9時から22時までに受信相談コールセンターに1万7792件の相談（うち対策工事が必要な相談が7664件）があり、同年5月31日から同年6月4日までの間で新たに2万7647件の受信障害が判明したことが発表されている。

## 評価
- 開業から1週間の来場者は164万3000人で当初予想（約112万人）の1.5倍の人出となった[224]。

## ギャラリー

### 遠景

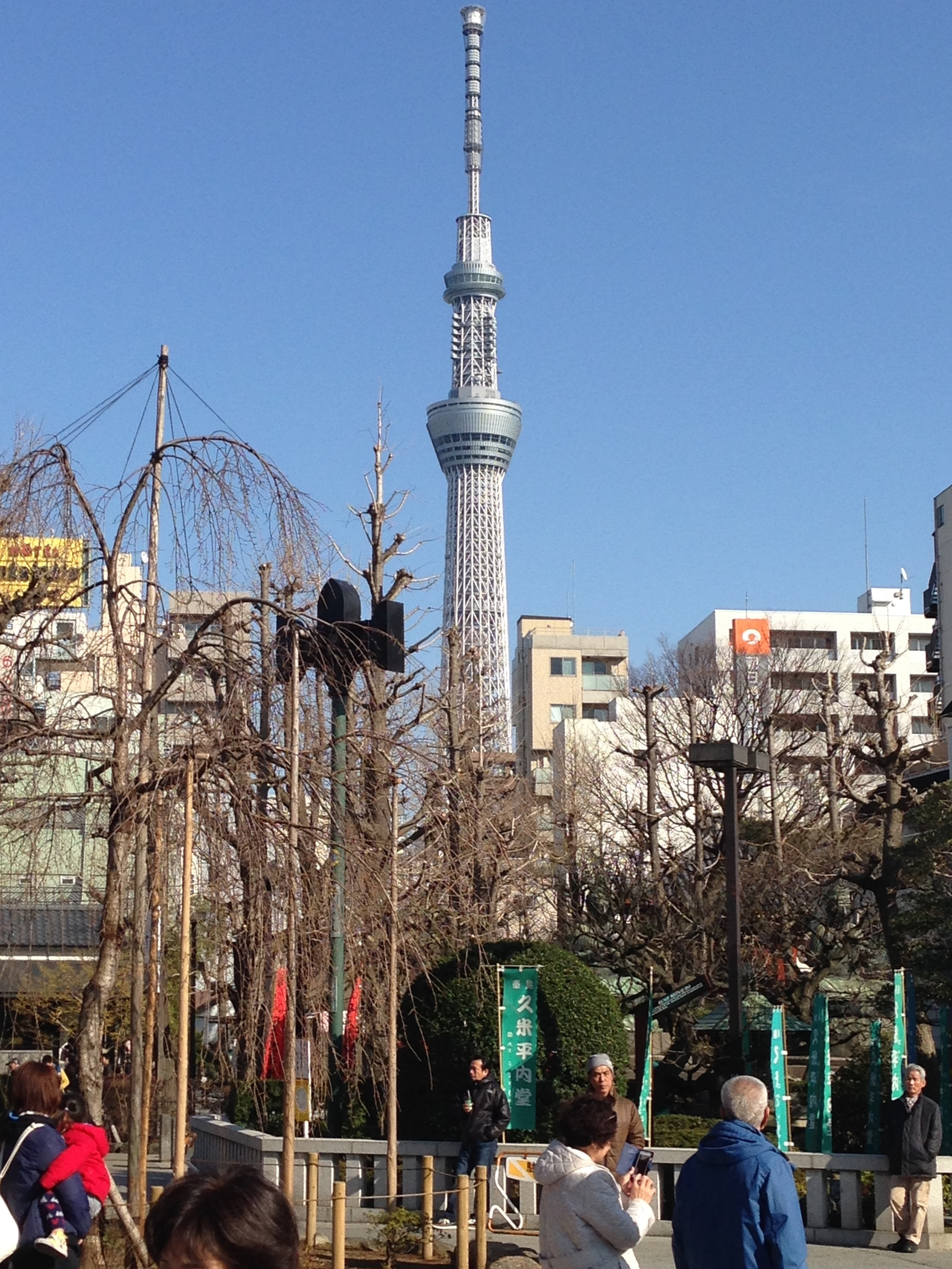
1.4キロメートル離れた浅草寺から撮影
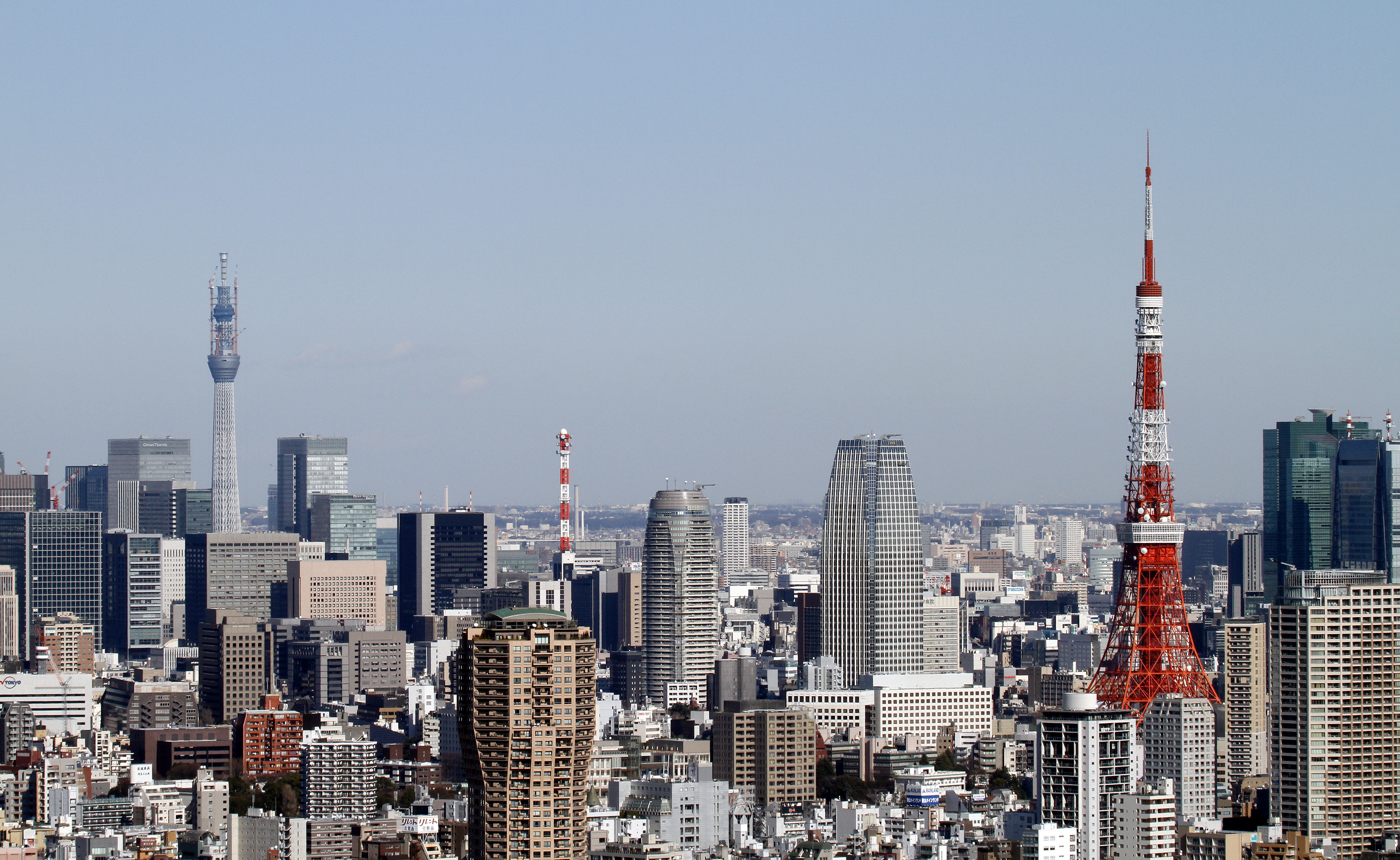
11.6キロメートル離れた恵比寿ガーデンプレイスから撮影
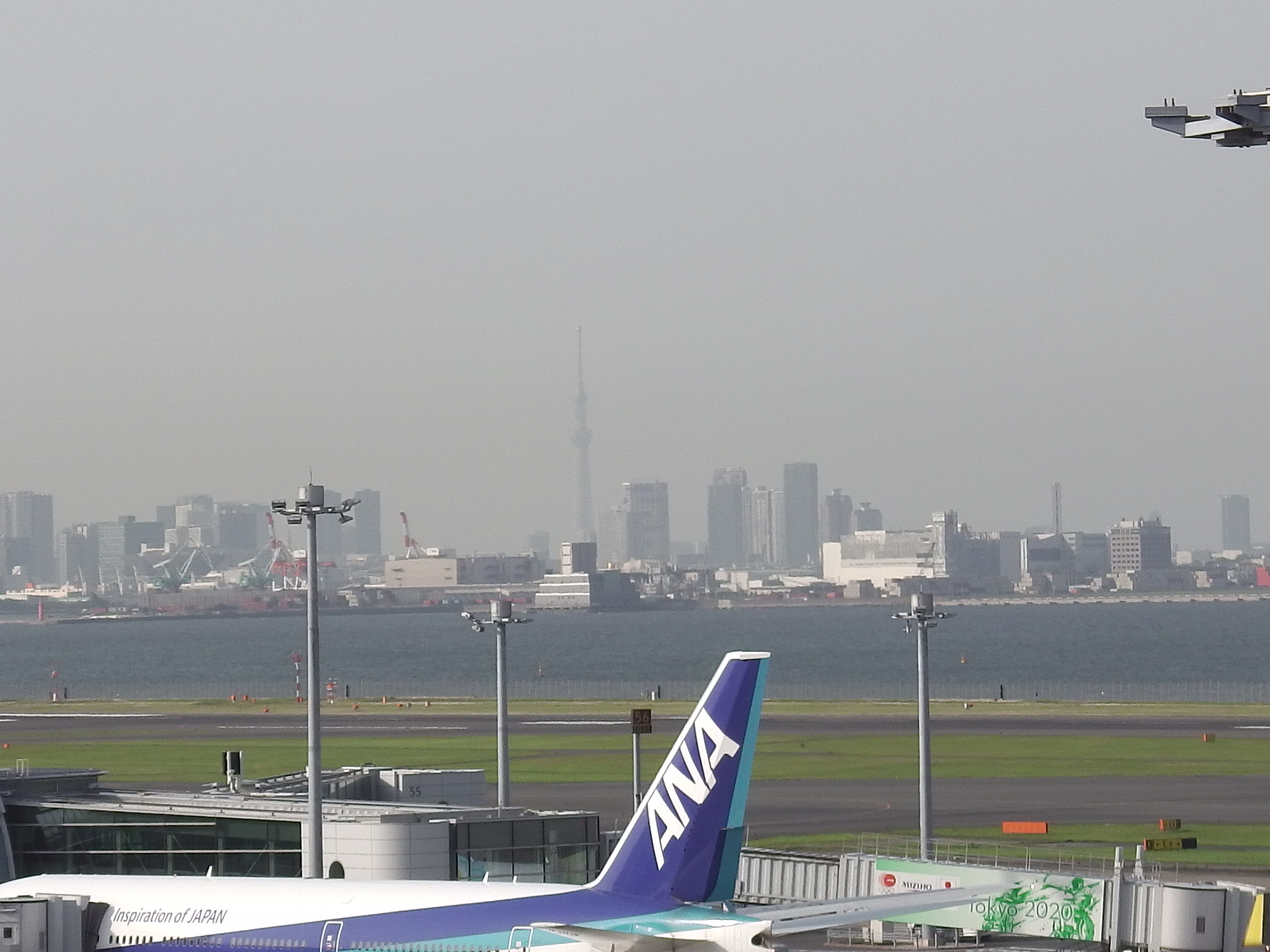
17.8キロメートル離れた羽田空港第2ターミナルから撮影

### 展望台からの風景

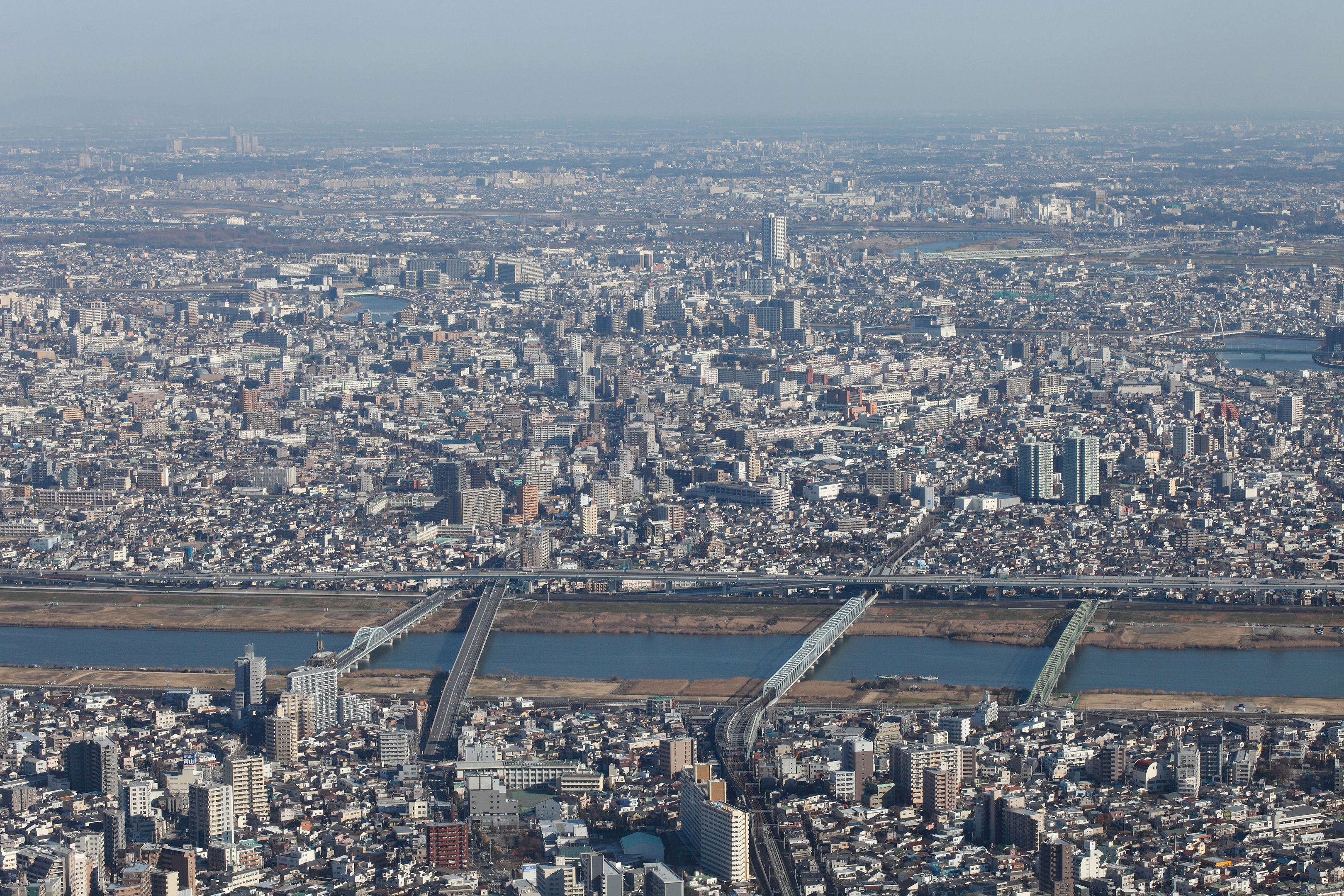
東の荒川方面を望む （2014年（平成26年）12月27日撮影）
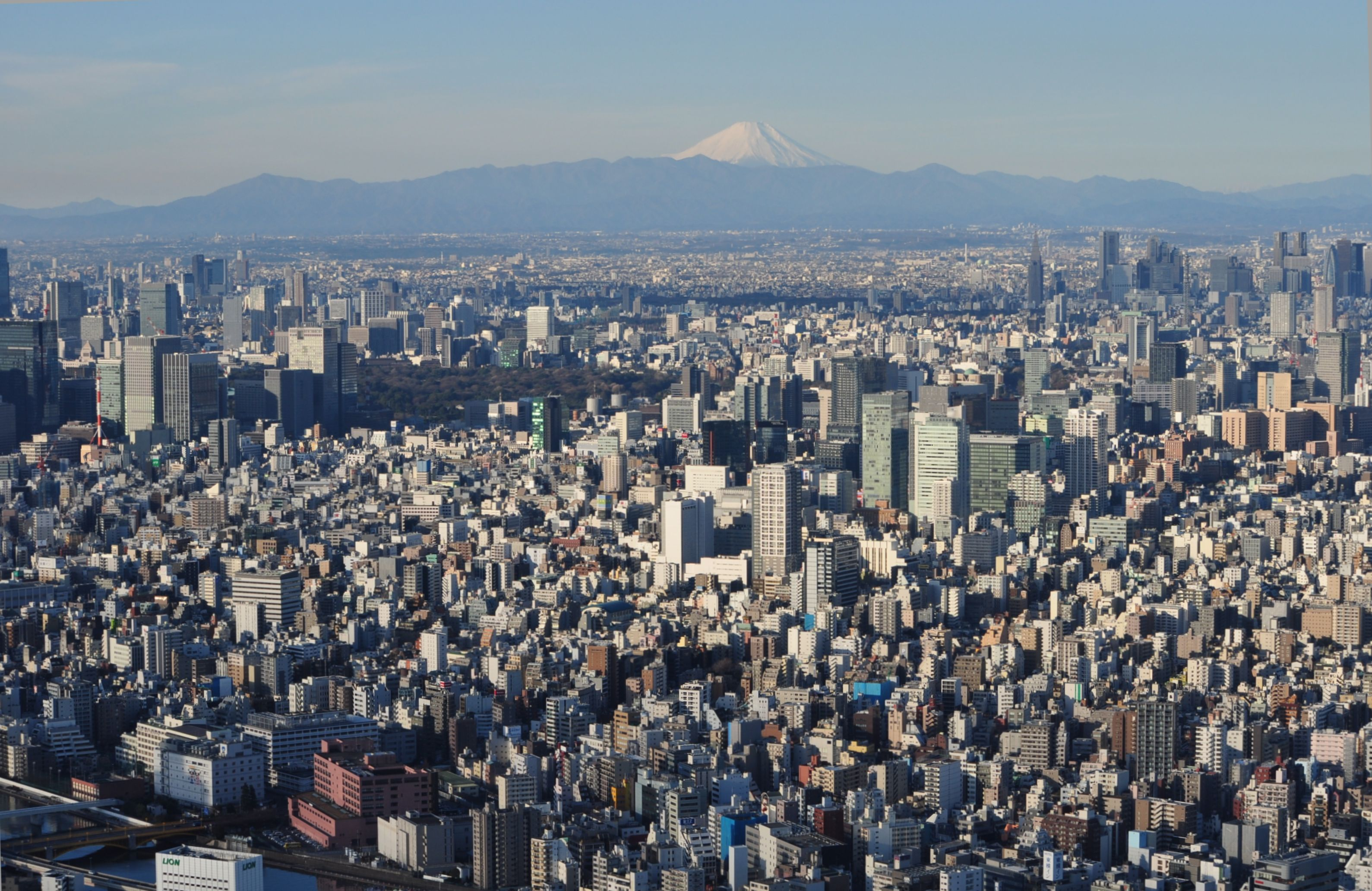
西の新宿方面を望む （2013年（平成25年）1月1日撮影）
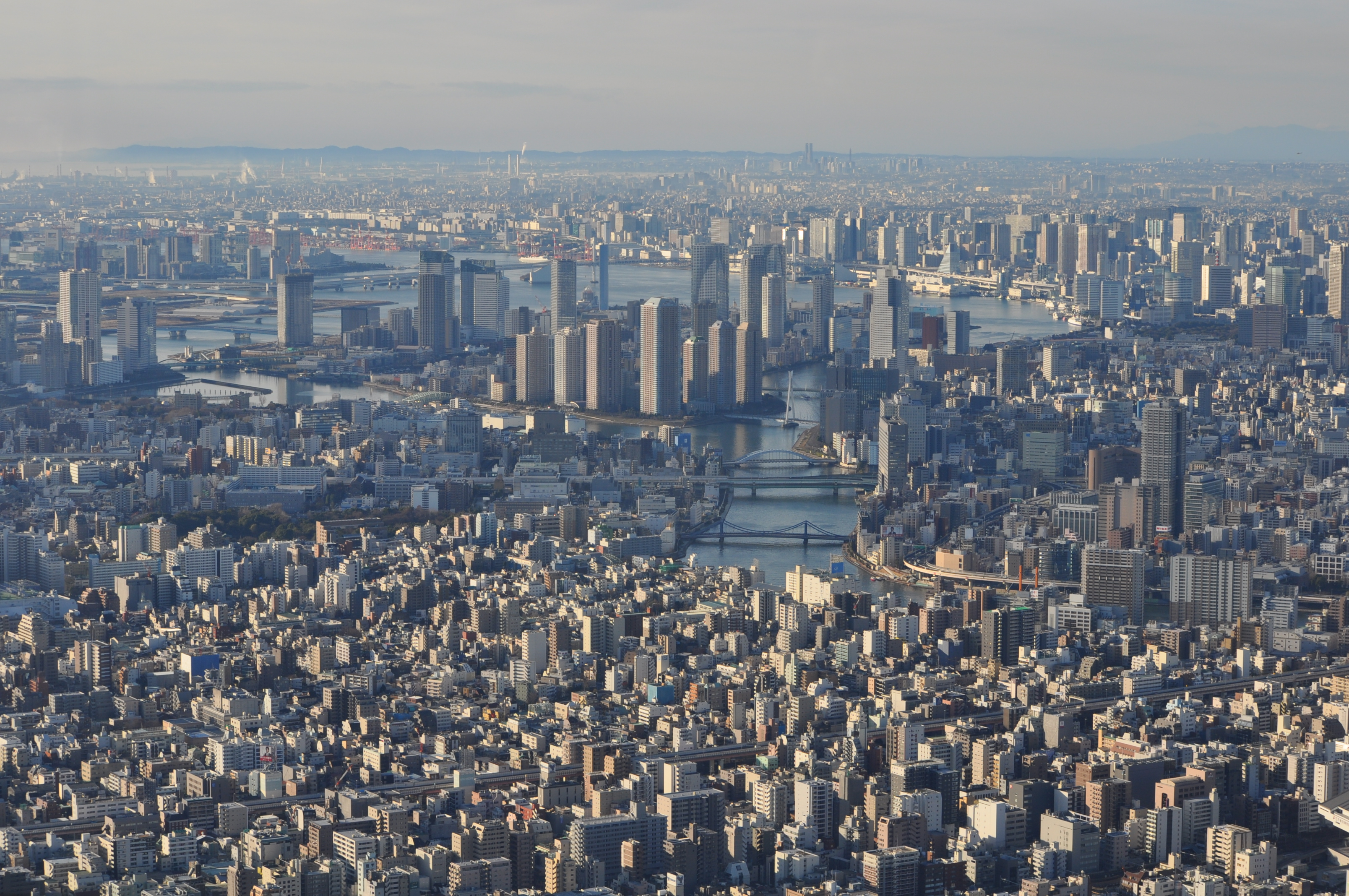
南のお台場方面を望む （2013年（平成25年）1月1日撮影）
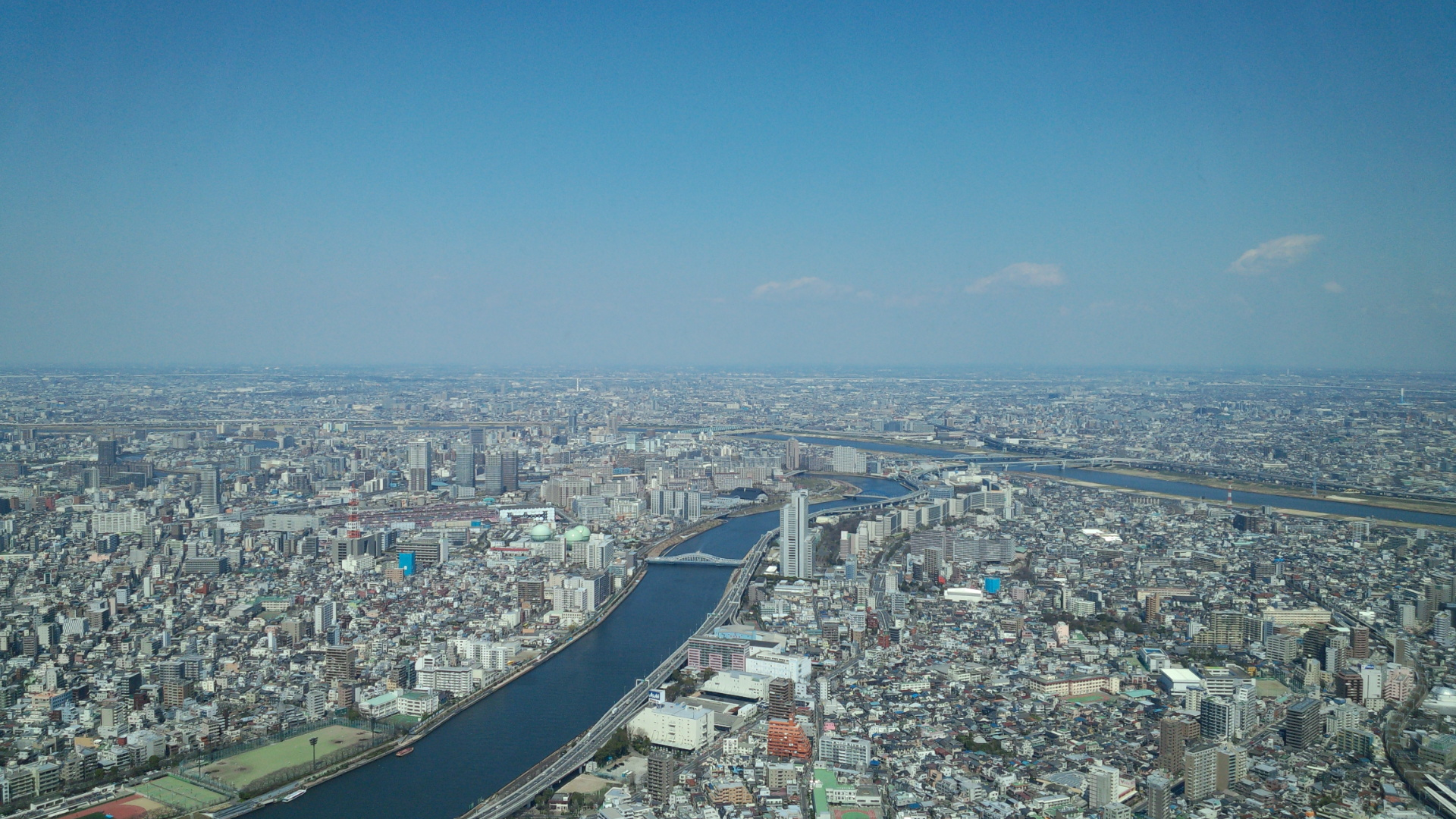
北の足立区方面を望む（2014年（平成26年）3月23日撮影）

### 建設中の風景

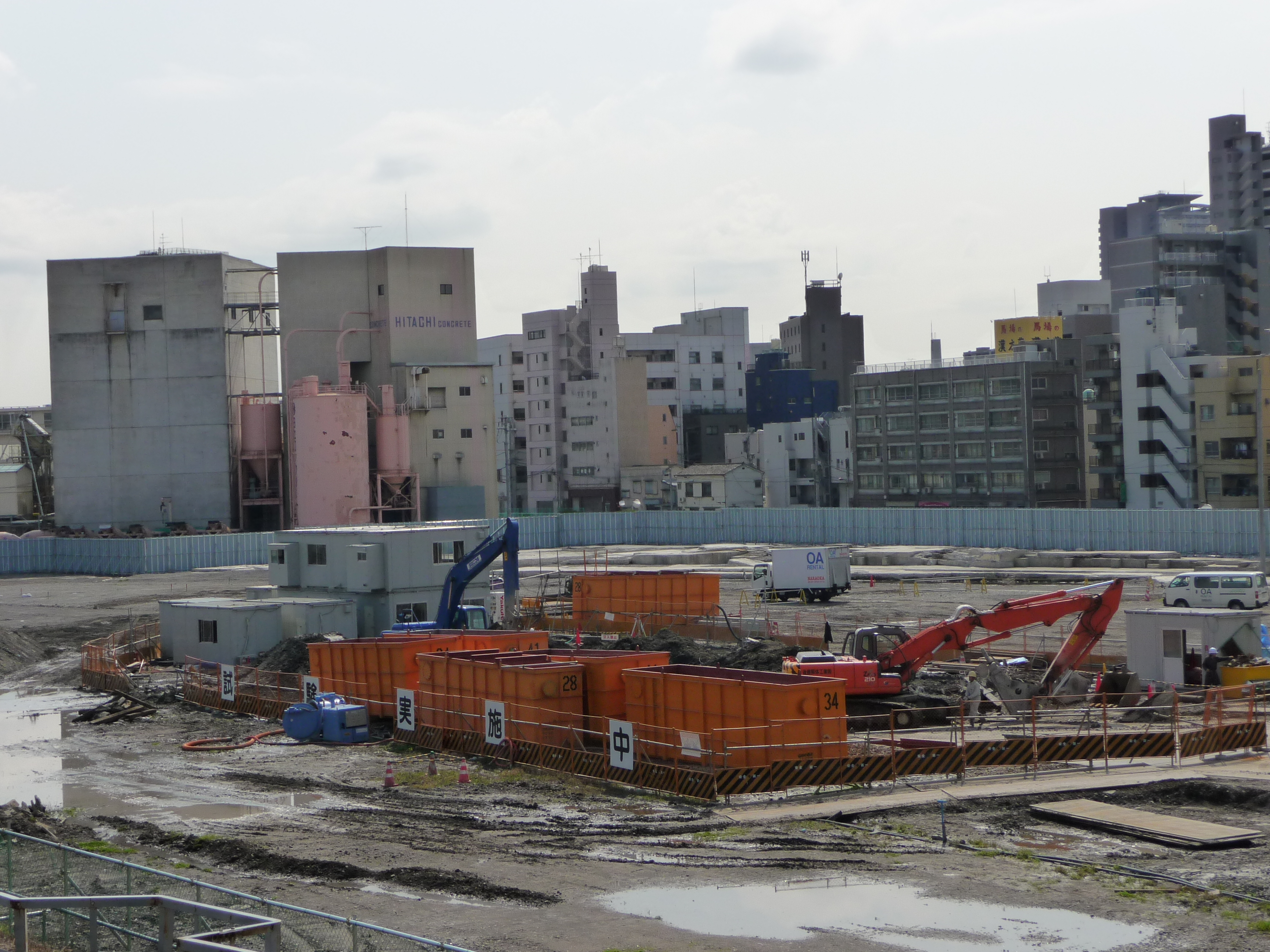
着工前の地盤調査「試験実施中」。 2008年（平成20年）4月12日撮影
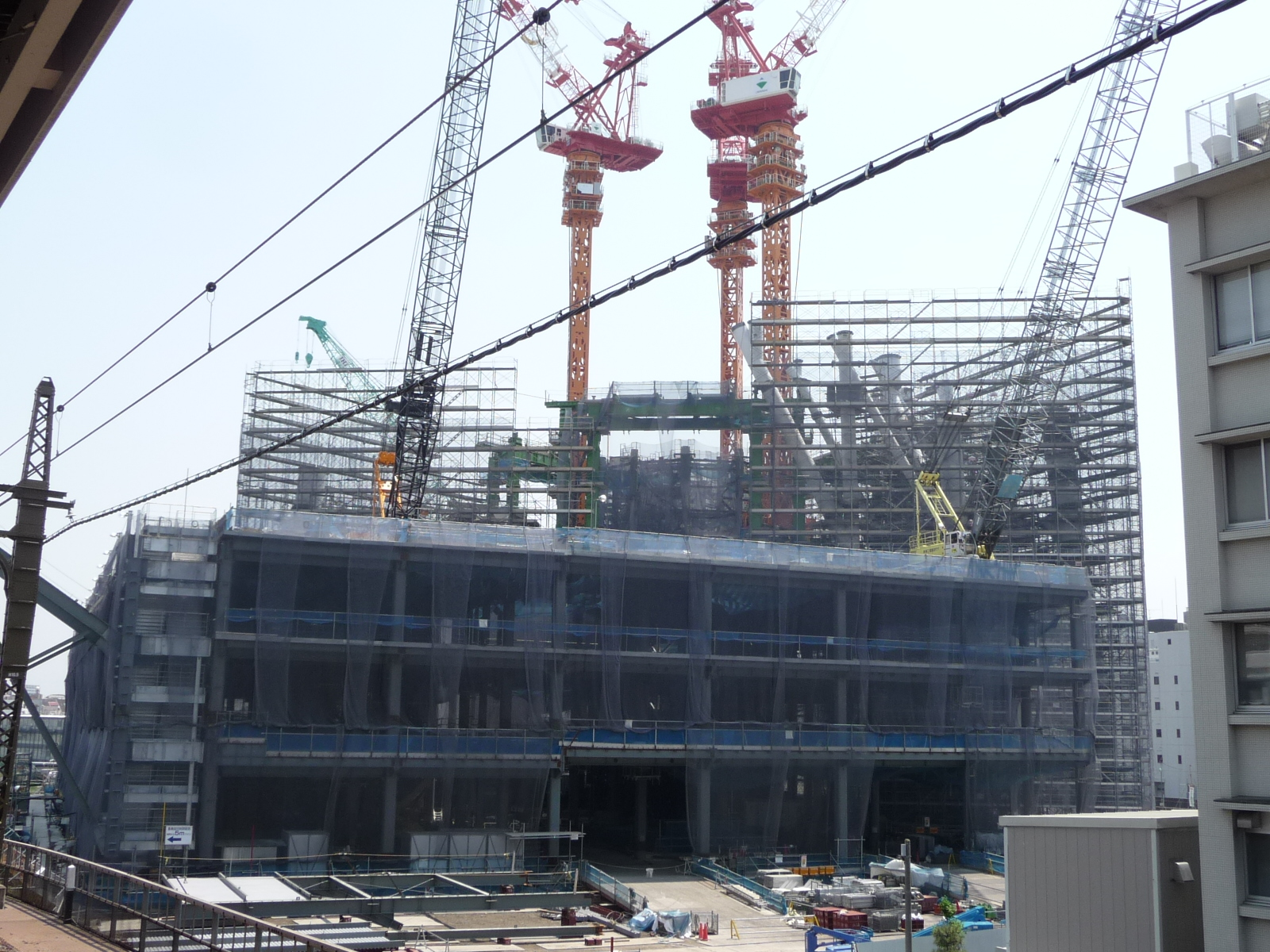
着工10か月後33メートル。 2009年（平成21年）5月10日撮影
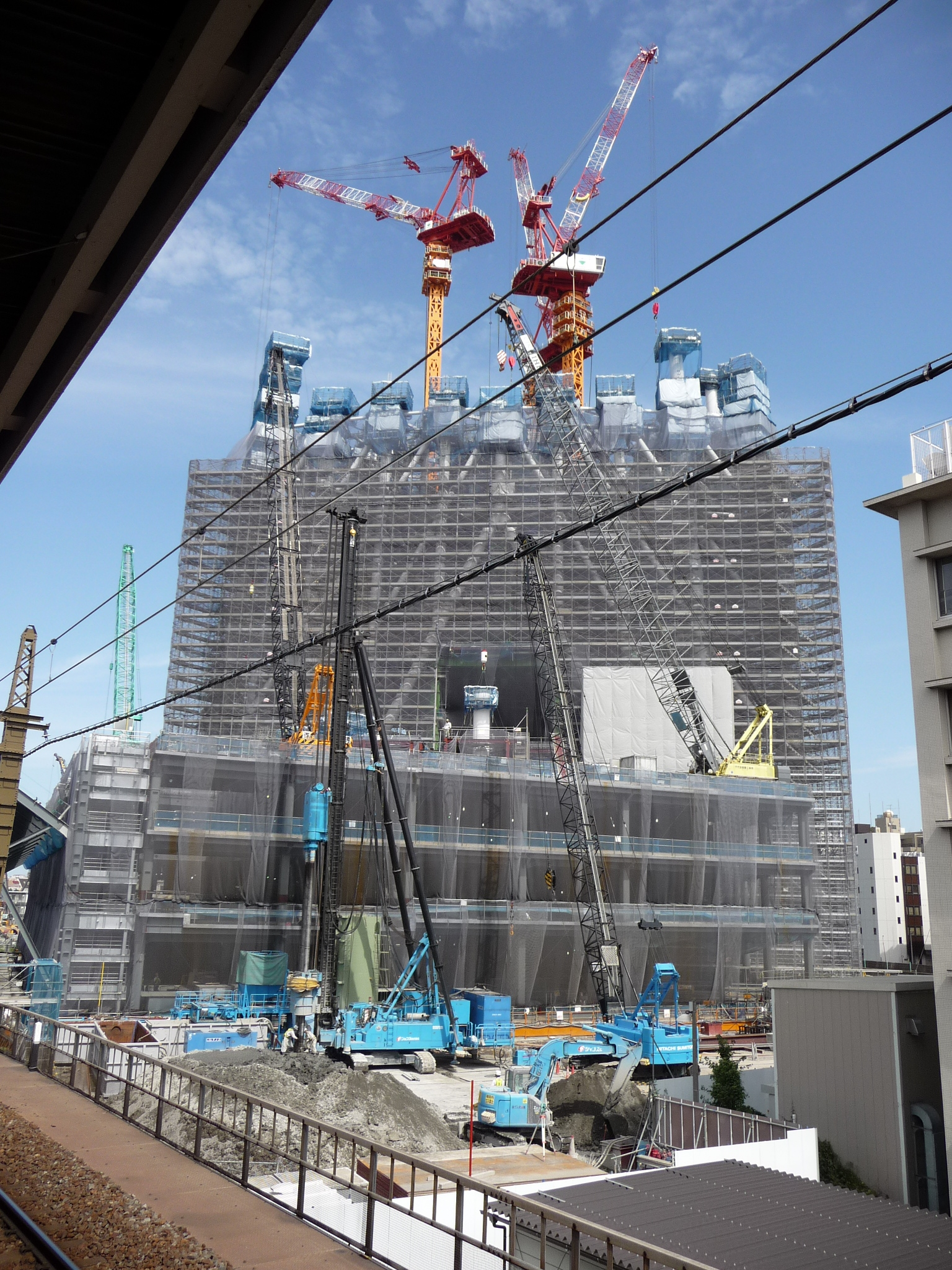
着工1年後76メートル。業平橋駅プラットホームから 2009年（平成21年）7月14日撮影
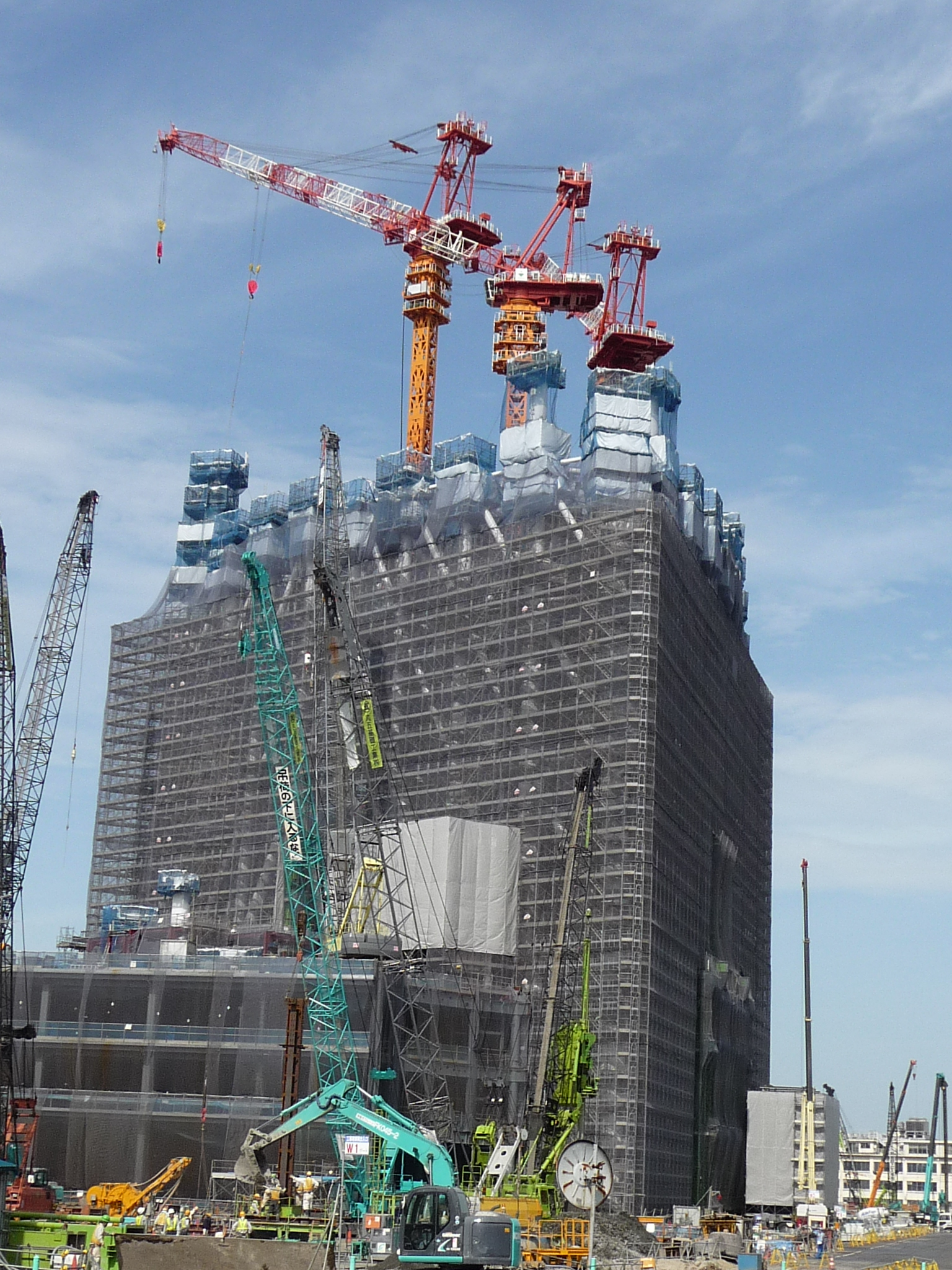
着工1年後、三角柱をなす足場。東武橋から 2009年（平成21年）7月14日撮影
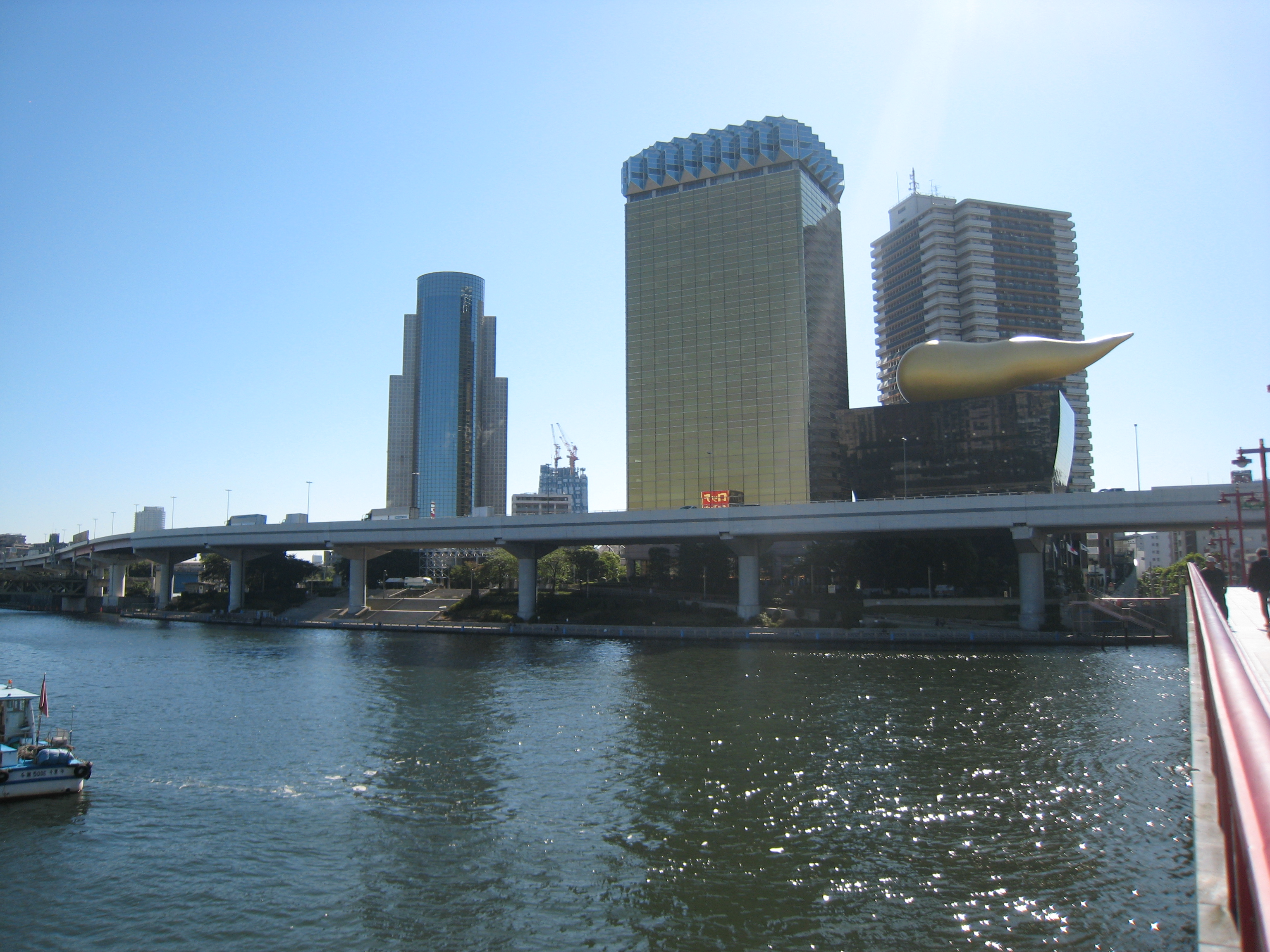
吾妻橋（浅草）からの遠望。 2009年（平成21年）9月10日撮影
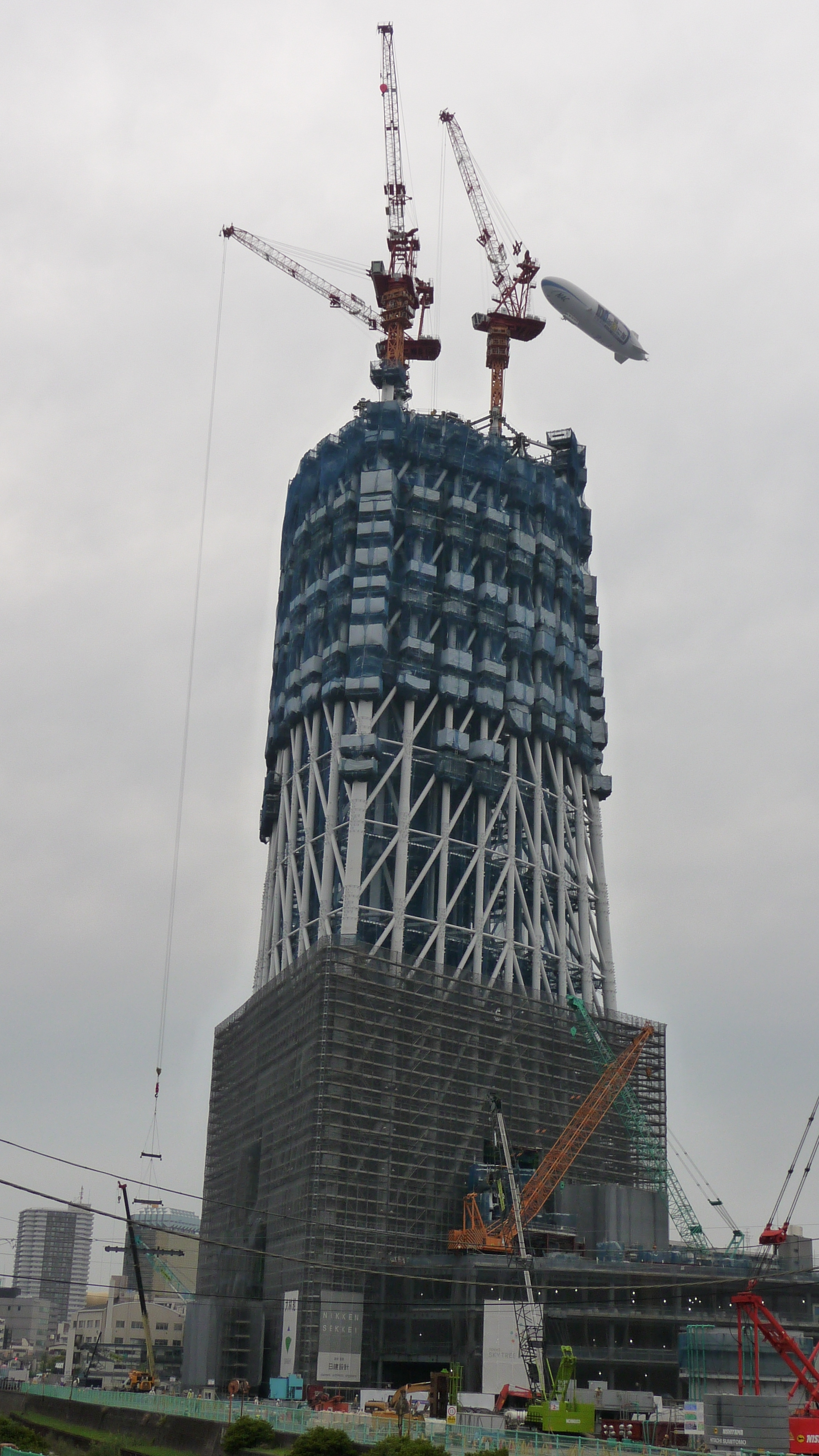
当初計画高さ610メートルの4分の1を超え153メートル。観光飛行船が飛来。京成橋から。 2009年（平成21年）9月19日撮影
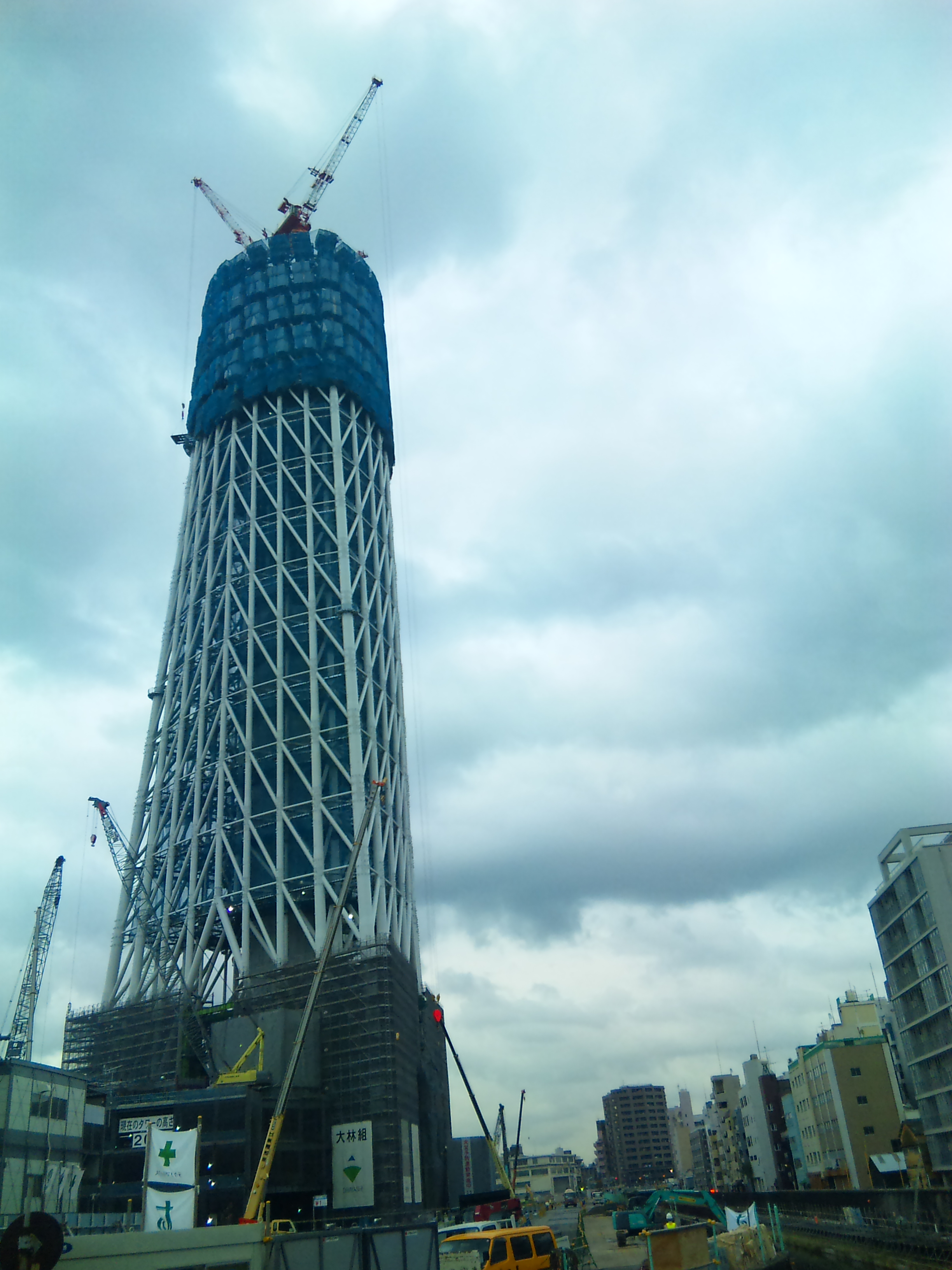
着工から1年4か月205メートル。東武橋から 2009年（平成21年）11月14日撮影
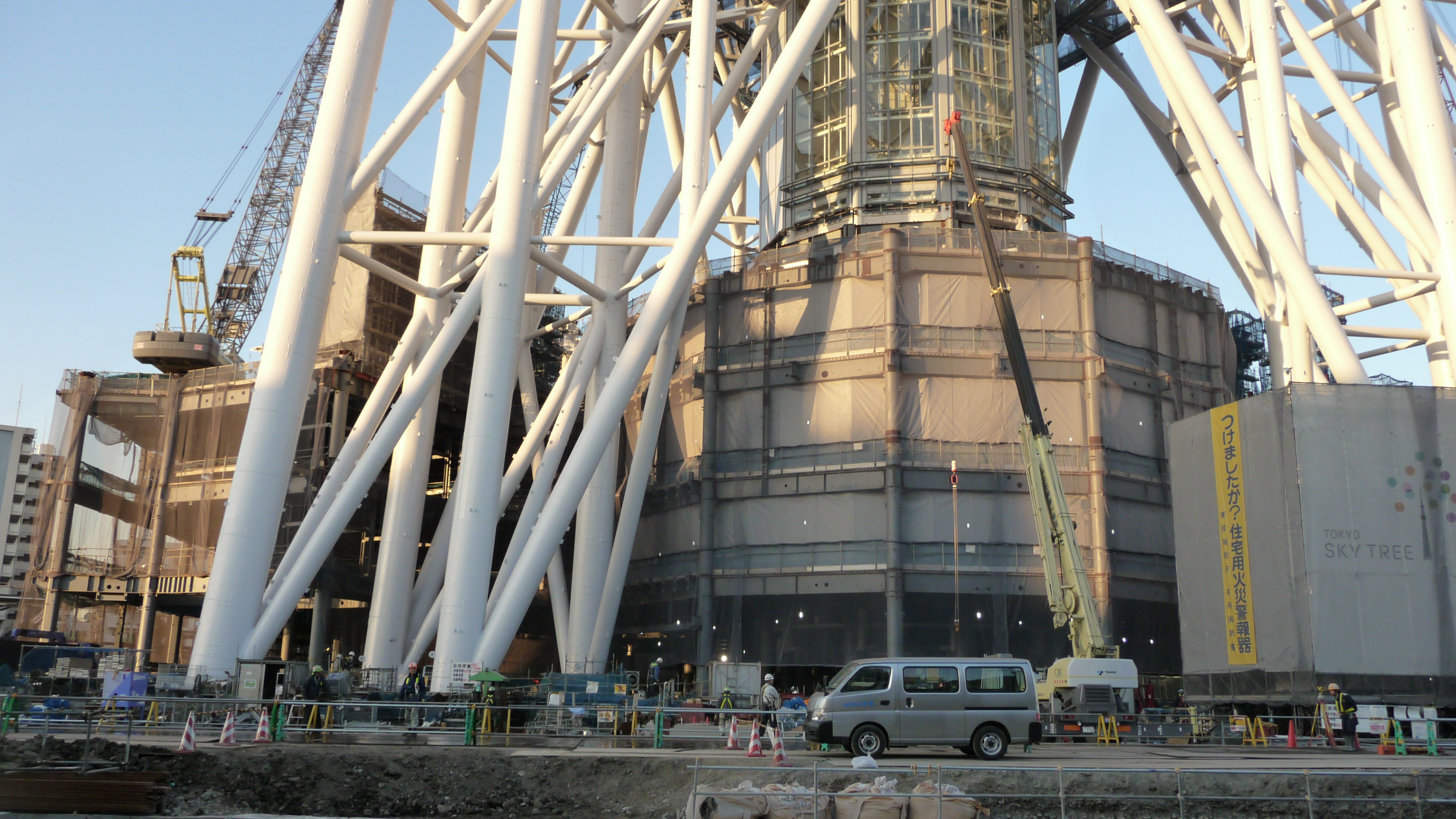
4本の足からなる正三角形の基礎の1つの支柱脚部のクローズアップ。 2009年（平成21年）12月22日撮影
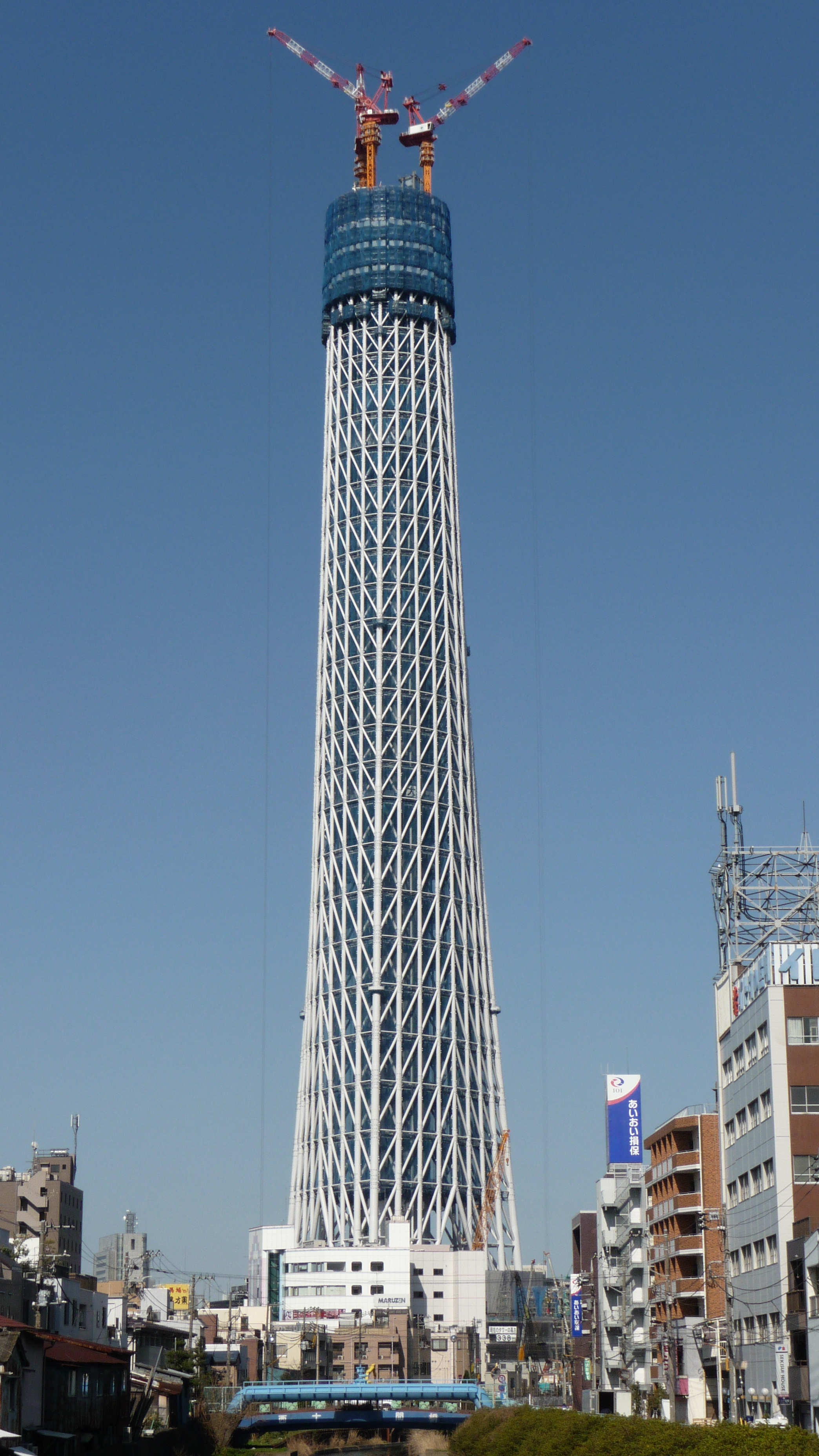
東京タワーを超えた338メートル。 2010年（平成22年）3月30日撮影
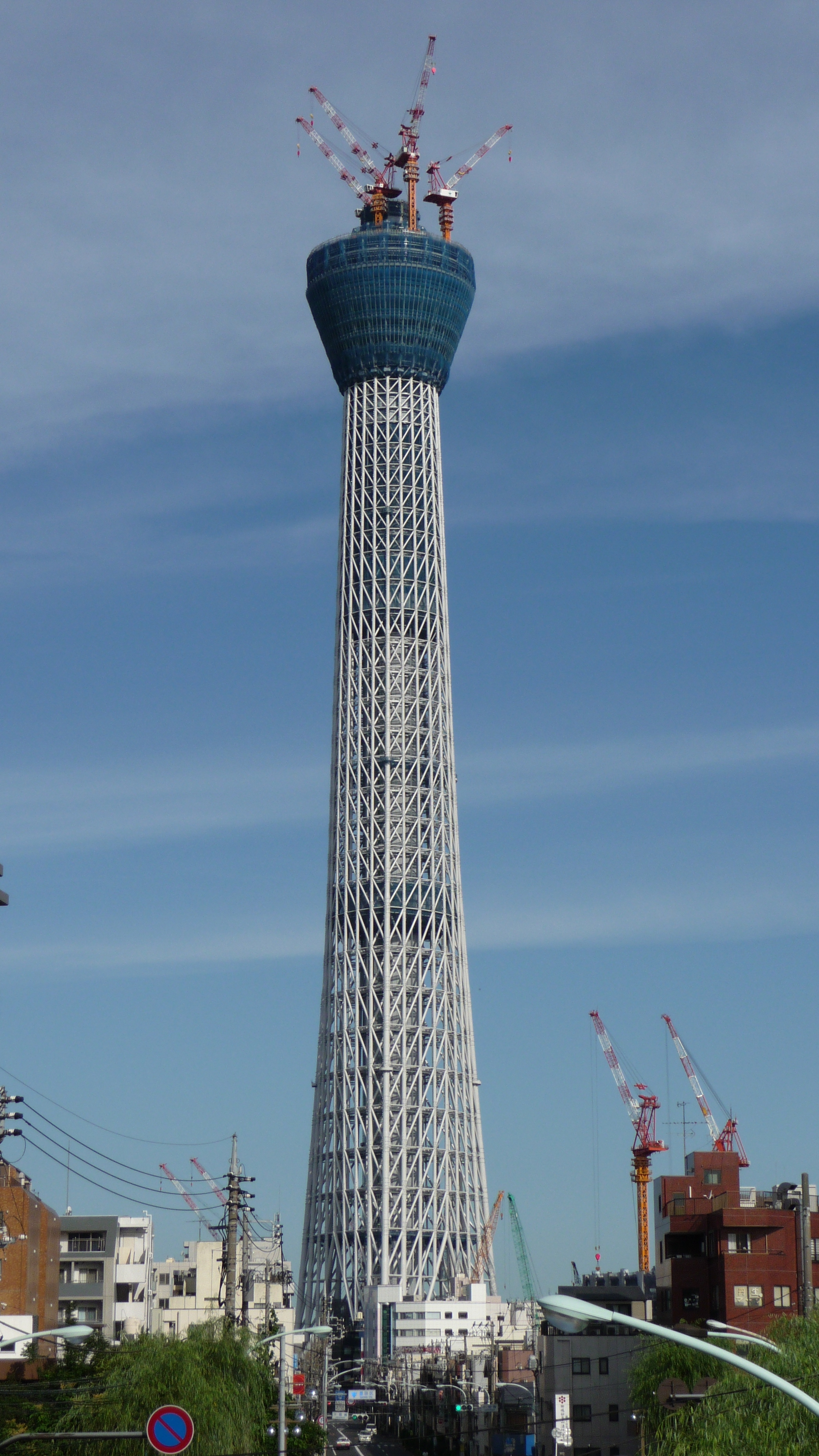
高さ398メートル。第1展望台支柱建方完了、クレーン1基増設し4基体制となる。 2010年（平成22年）7月10日撮影
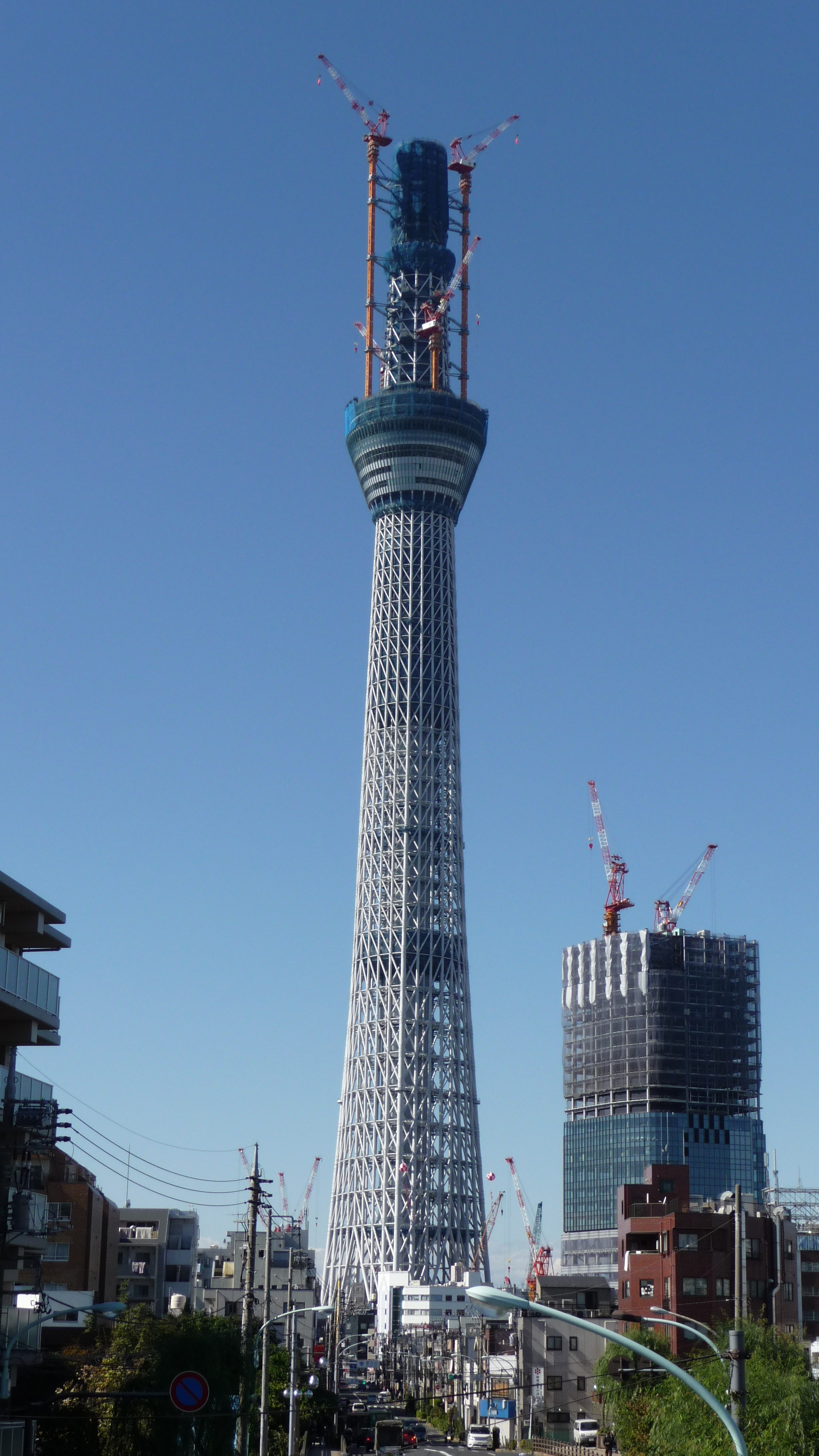
支柱建方での最終高さ497メートル。第2展望台下部支柱建方開始1週間後の 2010年（平成22年）11月3日撮影
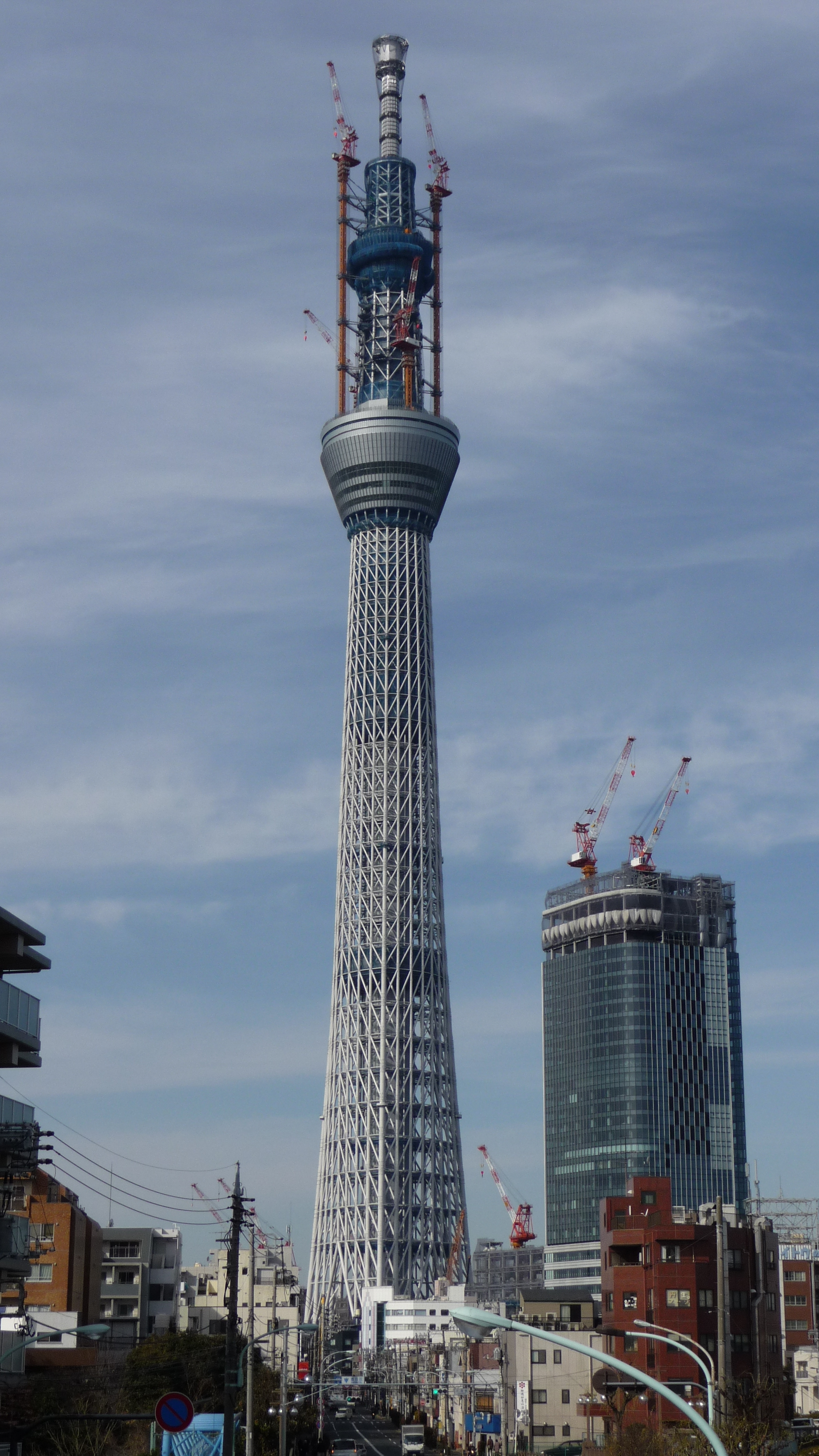
高さ559メートル。ゲイン塔に一部のアンテナが取り付けられた。 2011年（平成23年）1月23日撮影
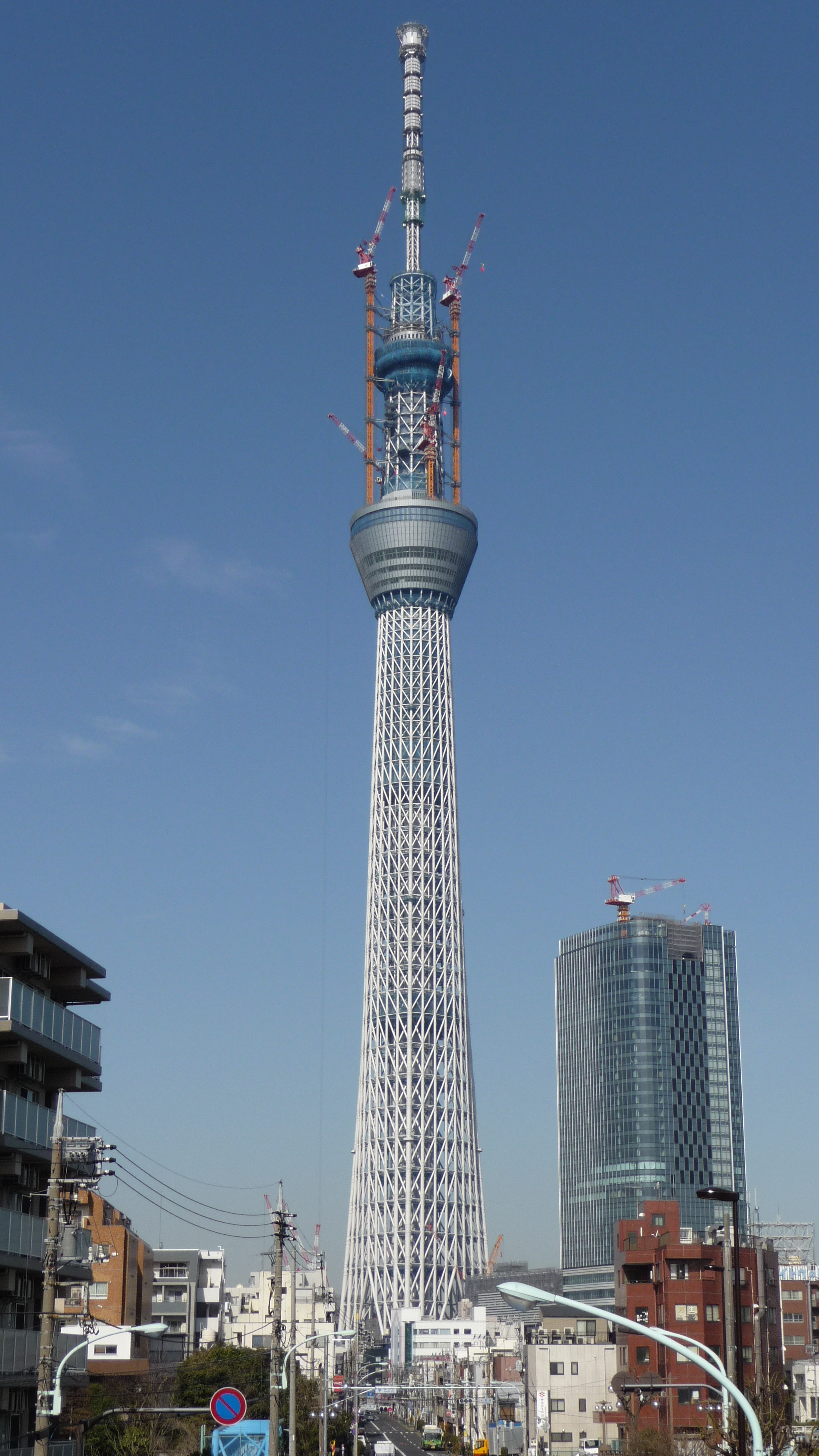
2011年（平成23年）3月18日13時34分、 高さ634メートルを達成。翌19日撮影

## 東京スカイツリーを扱った作品
東京スカイツリーは建設中の時点から大変な注目度があり、新たな東京のシンボルとして様々な小説や映像作品に登場している。ただし、直接登場することもあれば単なる背景として登場することもあるなど作品数だけでも大変多いため、割愛している。
また、東京タワーと違って「東京スカイツリー」は商標名にあたることから、東武タワースカイツリーの許諾が必要となるため、名称が使えない場合は言及を避けるほか、「東京スカイタワー」などのように名称を変更して登場させるケースもみられる。
東京タワーが多くの特撮映画や特撮テレビドラマで怪獣によって倒されるなどの被害を被っているためか、近年の怪獣などを扱った小説や漫画、アニメなどでは東京タワーに代わる東京のランドマークとして東京スカイツリーが怪獣の攻撃を受けるという作品が多い。

### 特撮作品への登場
東京スカイツリーが登場する特撮作品は、2022年時点では河崎実監督の『電エース』やスーパー戦隊シリーズの『機界戦隊ゼンカイジャー』など、数少ない。
2016年に公開された映画『シン・ゴジラ』では、初期プロットでゴジラが東京スカイツリーを襲撃する展開も検討されていたが、総監督の庵野秀明は諸般の事情でスカイツリー自体1カットも登場させず、空撮に小さく映り込んだものも合成でわざわざ消したと証言している。
2019年7月26日に劇場公開された特撮映画『劇場版 仮面ライダージオウ Over Quartzer』では、平成時代をリセットして1からやり直そうとするクォーツァーにより、平成に生まれた人間や物品が空中の時空の穴に飲み込まれていき、ついには東京スカイツリーまでもが根元で折れて吸い込まれていくが、東京タワーは昭和に作られたために無事だった。この展開に躊躇したスタッフが東京スカイツリー側に問い合わせてみたところ、壊れて折れる分には問題ないようで「怪物に変わったりとかしなければOKです」と返答されたという。
なお、特撮テレビドラマ『ウルトラQ dark fantasy』には高さ666mの「第2東京タワー」という電波塔が登場してレキューム人に攻撃されているが、作品自体は東京スカイツリーの建造開始の4年前（2004年）に制作されたものである。

### 映画

#### 記録映画
『東京スカイツリー 世界一のひみつ』
建設記録映像を元にした、開業までのドキュメンタリー映画。2012年7月28日公開。2011年3月に完成目標の634mに到達した際に頂上部に鳩が止まっていた出来事から着想を得て、鳩の目線で見た工事の一部始終を2羽の鳩ジョンピーとクルックーが解説し、工事が進むにつれて2羽の恋愛関係が深まっていく構成となっている。
スタッフ
- 声の出演：神谷浩史（クルックー）、日笠陽子（ジョンピー）
- 監督：野上純一
- 製作：井上伸一郎
- 企画：北尾知道、水越浩司
- プロデューサー：菅山明美、清水修
- 製作スーパーバイザー：土川勉
- 脚本：小林弘利
- 音楽：永山学
- アレンジ・プログラミング：佐藤豪
- 編集：野島邦光、岩峅郁夫
- 音響効果：黒田正信、田沼貴裕
- 音響アドバイザー： 西名武
- ミキサー：新橋宣彦
- 取材：岡村倫裕、佐藤洋輔、池辺博哉
- CG制作（キャラクター）：デジタル・フロンティア
- CGプロデューサー：松村傑、清水峻、工楽英樹
- CGディレクター：椎名政治
- CGプロダクションマネージャー：浜辺啓太郎、田村貴裕
- CGデザイナー：内田和博、戸島守映
- CG制作：デジタル・ガーデン、NHKアート
- 宣伝：坂野かおり、佐々木愛、瀧清加
- 主題歌：土岐麻子「つながる未来」（作詞：柿島伸次、野上純一 / 作曲：永山学、佐藤豪）
- 特別協力・映像協力：東武鉄道、東武タワースカイツリー
- 監修協力：日建設計
- 映像協力：大林組、NHK
- 制作：NHKエンタープライズ
- 配給：角川映画フィルムインク
- 製作委員会：角川書店、大林組、NHKエンタープライズ、博報堂、ソニーPCL

#### ショートフィルム
『TOKYO SKY STORY』
2013年に作成された開業1周年を記念したショートフィルム。

### テレビ番組
NHKスペシャル『東京スカイツリー 世界最難関への挑戦』
NHK総合、2011年7月24日
『スカイツリーの魅力 すべて見せます』
NHK総合・BSプレミアム、2012年5月12日
『新プロジェクトX〜挑戦者たち〜 』
第1回『東京スカイツリー 天空の大工事 〜世界一の電波塔建設に挑む〜』NHK総合、2024年4月6日

### 劇場アニメ
『名探偵コナン 異次元の狙撃手』
テレビアニメ『名探偵コナン』の劇場版第18作。2014年（平成26年）4月19日公開。作中に登場する東都ベルツリータワーのモデルであり、高さが635mに変更されている。なお、東都ベルツリータワーは『ルパン三世VS名探偵コナン THE MOVIE』（2013年（平成25年）12月7日公開）の舞台の1つとして、『異次元の狙撃手』よりも一足早く登場している。

### アニメ
『リコリス・リコイル』
作中では「旧電波塔」と呼ばれており、デザインは実在の物とは大きく異なる。東京を象徴する建造物だったが作中の10年前にテロリストに占拠され、当時7歳の主人公・錦木千束が一人で事件を解決した。しかし事件によって半壊状態となってしまい、新しい電波塔「延空木」が建設されることとなったが、作中では「平和の象徴」として残され、傾いたままライトアップされている。

### 漫画
- そにしけんじ『テッペン漫画スカイくん』

### 音楽
- 飯塚まもる『建設中のスカイツリー』
- 清水英彰『東京スカイツリーMUSASHI』
- さくらまや『スカイツリーは雲の上』
- 相原ひろ子『東京スカイツリー音頭』作詞：たかはし豊、作曲：林正臣。作詞・作曲・歌手共に地元・墨田区在住。東京スカイツリー開業前の時点で既に全国でのCD売上は1万枚を突破した[230]。2012年（平成24年）5月19日、開業祝賀イベントで披露された[230]。
- なでしこ姉妹『TOKYOスカイツリー音頭』

## 交通アクセス

### 鉄道
- とうきょうスカイツリー駅
  -  東武鉄道東武スカイツリーライン - 駅番号 TS 02
- 押上駅
  -  京成電鉄押上線 - 駅番号 KS45
  -  都営地下鉄浅草線 - 駅番号 A 20
  -  東京地下鉄半蔵門線 - 駅番号 Z 14
  -  東武鉄道東武スカイツリーライン - 駅番号 TS 03

### 路線バス
- 東京スカイツリータウン（東京ソラマチ1階）2番のりば
  - 東武バスセントラル
    - <スカイツリーシャトル 空01(ST01)> JR上野駅公園口方面 ※土休日のみ運行
- とうきょうスカイツリー駅前（言問通り上）
- とうきょうスカイツリー駅入口（浅草通り上）

- 春慶寺前・東京スカイツリータウン前（浅草通り上）
  - 京成バス
    - 墨田区内循環バス「すみだ百景 すみまるくん・すみりんちゃん」南部ルート 錦糸町駅北口方面

  - 京成バス東京
    - <有01> 亀有駅行 / 浅草寿町行 ※土休日のみ運行、一部便は非経由
    - <新小59> 新小岩駅東北広場行 / 浅草寿町行 ※土休日のみ運行
- 押上駅前・押上駅（駅前広場内）
- 押上（浅草通り・四ツ目通り上）

### 高速バス・直行バス
- 東京スカイツリータウン（東京ソラマチ1階）3番のりば
  - スカイツリーシャトル：羽田空港（東武バスセントラル、京浜急行バス）
  - スカイツリーシャトル：葛西駅・東京ディズニーリゾート（東武バスセントラル、京成バス）
- 東京スカイツリータウン前（浅草通り上）
  - やまと号：天理駅・近鉄奈良駅・JR奈良駅・五位堂駅（京成バス、奈良交通）※2023年10月1日より運休中
- 東京スカイツリー北（曳舟川通り上）
  - ニュースター号：降車専用（東北急行バス）※一部便のみ停車

## その他

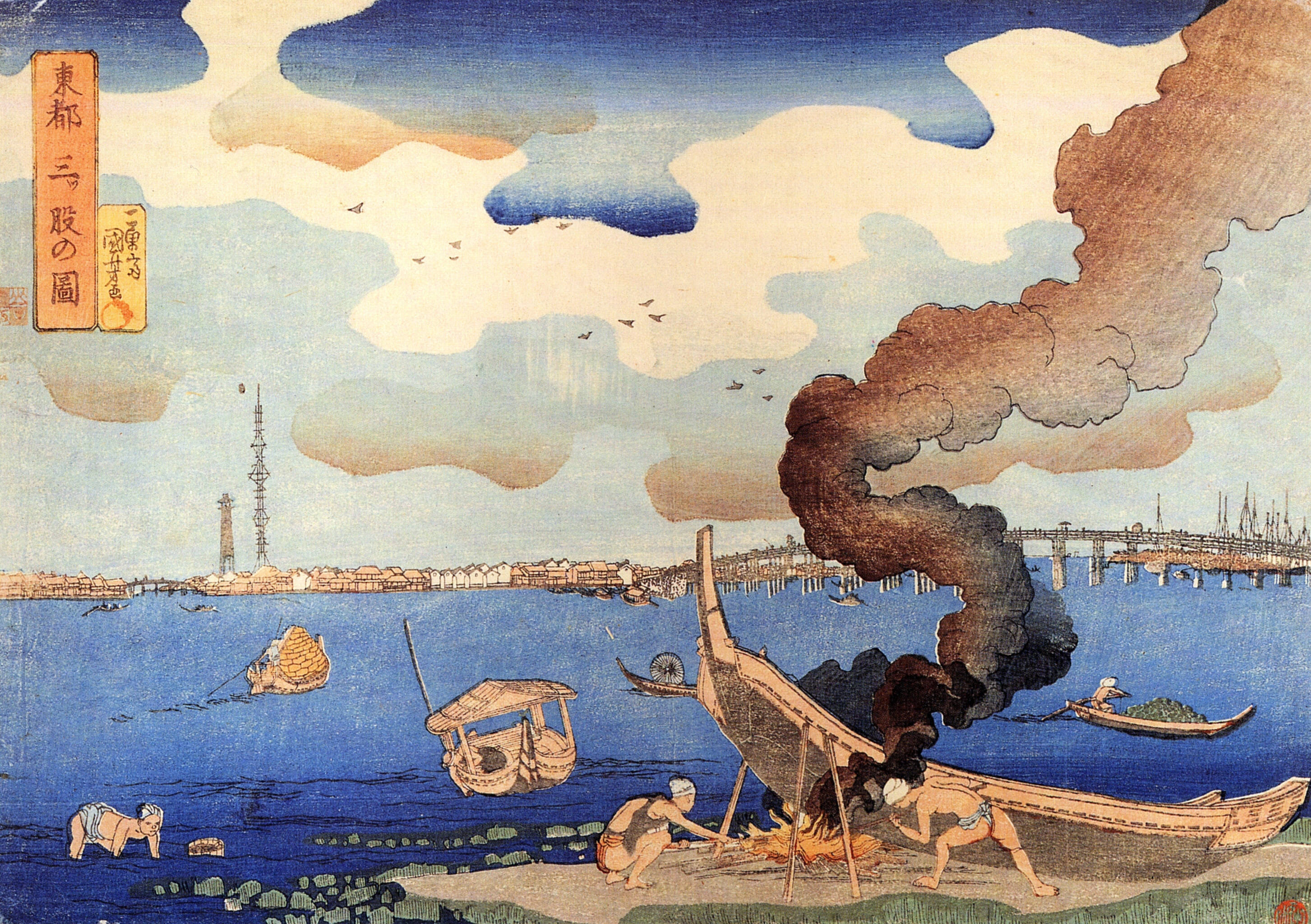
歌川国芳作『東都三ツ股の図』。左側奥に描かれた塔が、180年後に造られた東京スカイツリーに似ていると話題を呼んだ

- 東京スカイツリー完成をさかのぼること約180年前の1831年（文政13年/天保元年）頃に当時の浮世絵師・歌川国芳が描いた『東都三ツ股の図』には、スカイツリーの立っているのとほぼ同じ場所にスカイツリーに似た塔が描かれている（右画像）。回向院で勧進相撲が開かれる際に立てられる相撲櫓であるという説、あるいは井戸掘りの櫓であるという説があるが詳細は不明である[231]。
- 2010年（平成22年）4月24日、栃木県日光市の東武ワールドスクウェアに縮尺1/25の「東京スカイツリーと周辺複合開発」が新展示物として加わった。実物より一足早く完成したこの展示は全高26メートル、総工費約2億円と発表されている。当日は同施設の開園記念日にあたり入園無料Dayとなったほか東武350系電車による浅草発鬼怒川温泉行きのギャラリー列車、「スカイツリートレイン」の運転初日となった。
- 2010年（平成22年）8月7日、読売新聞社会部江東支局は北十間川を挟む真向かいに取材に特化した「東京スカイツリー前分室」を開設し都民版、江東版、武蔵野版などに界隈の近況など含めて随時掲載した[232]。記者以外にも見物客を受け入れており、展示パネルや関連刊行物の販売も行われ45万人が来訪したが、2012年7月1日をもって閉室された[233]。
- 2011年（平成23年）3月18日、東京スカイツリーの「ゲイン塔」が引き上げられ高さは634メートルとなったが高さを発表する際、最初に625メートルの十の位を変えたため高さが一瞬「635m」と表示され集まった報道陣を騒がせた[234]。

- 施設案内などにおける東京スカイツリーの公式な中国語表記は「东京晴空塔 / 東京晴空塔」となっている（ただし一部「TOKYO SKYTREE」と英語表記されていることもある）。なお、当初は「スカイツリー」の意味をそのまま漢字に直した「东京天空树 / 東京天空樹」を使用する予定だったが、中国ですでに商標登録されていることが判明したため、東武鉄道はやむなくこの名称で中国語名を登録することを断念[235] し、現行の名称に変更された。